# Harvestehuder Weg

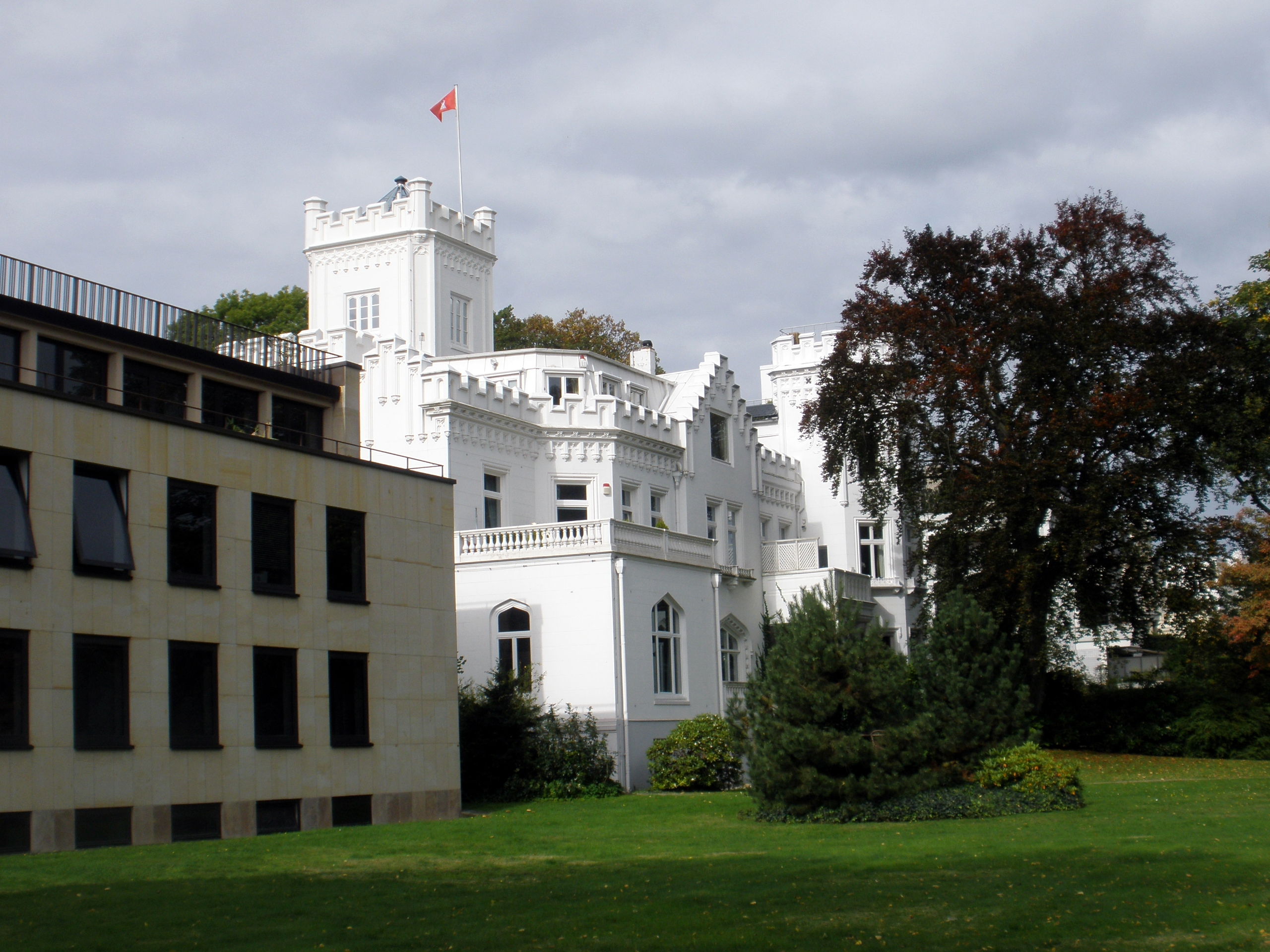
Der Anfang des Harvestehuder Wegs aus Richtung Hamburger Innenstadt

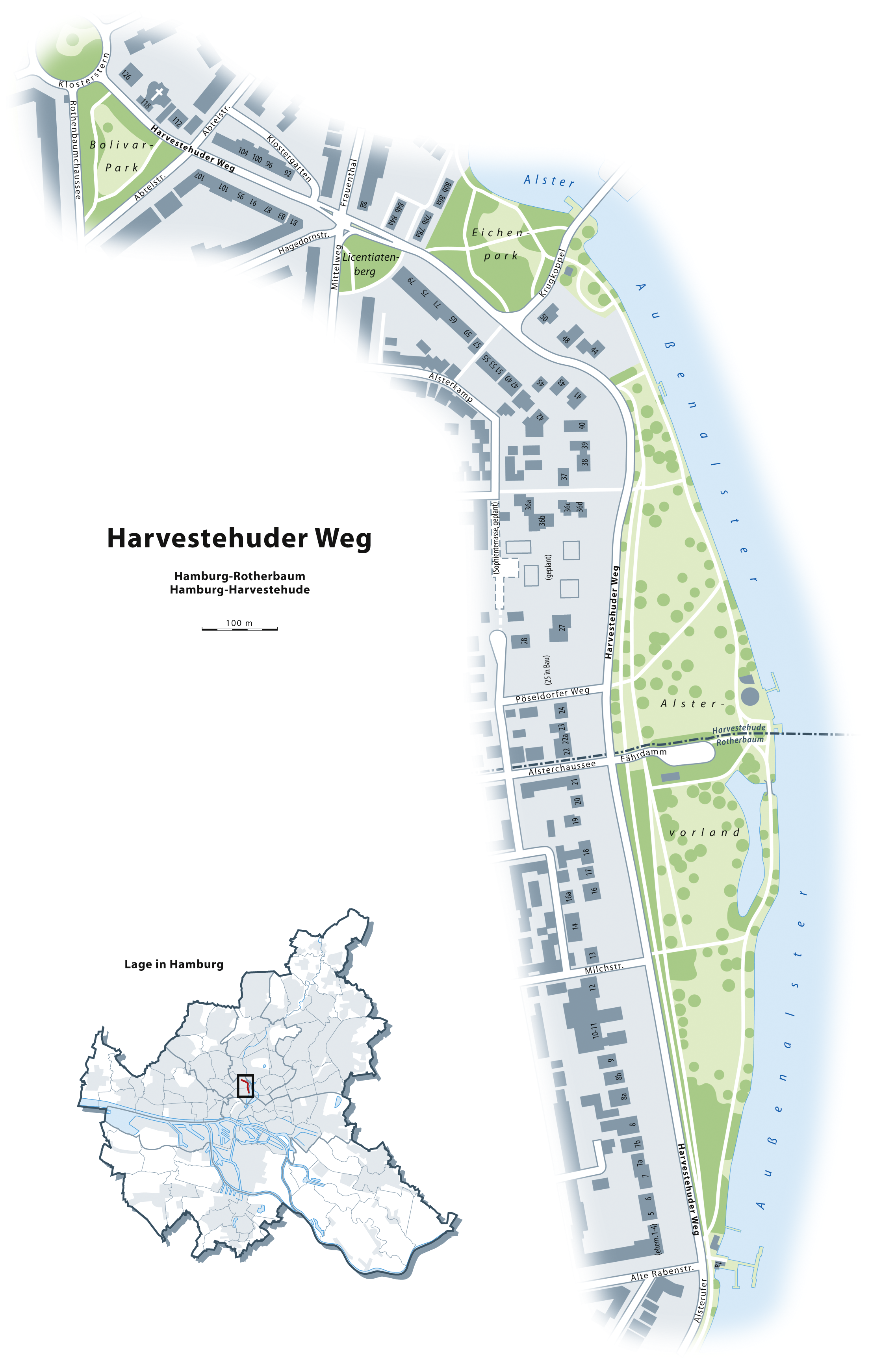
Karte des Harvestehuder Wegs in Hamburg

Der Harvestehuder Weg ist eine Straße im Hamburger Bezirk Eimsbüttel, die am Vorland der Außenalster von der Alten Rabenstraße bis zum Klosterstern auf zwei Kilometern Länge durch die Stadtteile Rotherbaum und Harvestehude führt. Mit zahlreichen freistehenden Villen aus dem späten 19. und frühen 20. Jahrhundert, inmitten großer, teils parkartiger Gärten, gilt sie als eine Prachtstraße der Hansestadt und, neben der Elbchaussee, als Zeugnis des Reichtums der Hamburger Kaufleute und Unternehmer während der Gründerzeit.
Die Straße ist in weiten Teilen nur halbseitig bebaut und lässt dadurch, soweit der reiche Baumbestand dies zulässt, den Blick über die angrenzenden weitläufigen Grünanlagen und die Außenalster frei. Weitere Attraktivität genießt sie durch ihre Innenstadtnähe. Hohe Quadratmeterpreise für Grundstücke, Wohnungen und Häuser machen den Harvestehuder Weg zu einer der teuersten Wohnstraßen Deutschlands. Bereits Mitte des 19. Jahrhunderts nahm die Straße mit ihrer ersten Bebauung, Landhäuser und Sommerwohnsitze reicher Hamburger Familien im damals außerstädtischen Gebiet, eine herausragende Stellung ein. Sie unterlag bau- wie sozialhistorisch den jeweiligen Umbrüchen in Politik und Wirtschaft und spiegelt in ihrer Geschichte den Aufstieg und Fall der jeweiligen Macht- und Geldinhaber, der in Hamburg gern so genannten Pfeffersäcke, wider.

## Allgemeines

### Name
Der Name, 1858 verwaltungsrechtlich eingetragen, bezeichnet den Weg zum ehemaligen Kloster Harvestehude, das von 1293 bis 1530 nordwestlich des heutigen Eichenparks lag. Er ist zurückzuführen auf den Ort Herwardeshude, dem vormaligen Standort des Klosters am Pepermölenbek bei dem späteren Altona. In der wörtlichen Übertragung wäre die Bedeutung Fährstelle (Hude) des Hüters des Heeres (Herward), allerdings war Herward im 12. und 13. Jahrhundert ein regional überaus gebräuchlicher Name, sodass die naheliegende Vermutung, ein gewisser Herward habe die Anlegestelle an diesem Ort gegründet, weitverbreitet in der Literatur zu finden ist. Nach dem Umzug an die Alster nannten die Nonnen ihr Kloster „In valle virginum“ (Jungfrauenthal), doch der volkstümliche Name blieb Die Frauen von Herwardeshude, aus dem sich schließlich in sprachlicher Veränderung und aus Wortspielerei der Name Harvestehude entwickelte. Der Hamburger Geschichten- und Sagenschreiber Otto Beneke führte zusätzlich aus, dass diesen Ort „manche gute Hamburger, da ein Winterhude gegenüber liegt, auch wohl Herbstehude nennen und zwar gar nicht so irrig, denn ‚Harvest‘ ist das plattdeutsche Wort für Herbst.“ Auch auf alten Karten ist teilweise der Name Herbstehude verzeichnet. Vor der offiziellen Bezeichnung wurde der Harvestehuder Weg auch Unterer Fahrweg genannt, in Unterscheidung zu den parallel verlaufenden Oberen (Rothenbaumchaussee) und Mittleren (Mittelweg) Fahrwegen.

### Lage

Stadtplanausschnitt Hamburg, Außen- und Binnenalster

Der Harvestehuder Weg ist die Verlängerung der aus Richtung der Hamburger Neustadt kommenden Straße Alsterufer und liegt am Geesthang des westlichen Ufers der Außenalster. Seinen Anfang nimmt er einen Kilometer vom Innenstadtbereich entfernt und durchläuft die Stadtteile Rotherbaum, nördlich der ehemaligen Gartenhauskolonie Fontenay, und Harvestehude, entlang des Stadtviertels Pöseldorf, bis zum Klosterstern. Bis zum Beginn des 20. Jahrhunderts war die Straße durch die Einmündung der Hundebeck in die Alster von der Fontenay getrennt, der Zugang aus Richtung Stadt, vom Dammtor kommend, verlief über den Mittelweg und die Alte Rabenstraße. Das Alstervorland an der östlichen Seite der Straße ist mit dem 1953 angelegten Alsterpark auf ganzer Länge öffentlich zugänglich. Mit der Krugkoppelbrücke besteht am nördlichen Ende der Außenalster eine Verbindung zu den östlich gelegenen Stadtteilen Winterhude und Uhlenhorst. Das Gebiet westlich des Harvestehuder Wegs ist der Alsterkamp, eine Geesthöhe, die sich zwischen Isebek und Alster bis zum Grindelberg zieht, im heutigen Stadtplan von Hamburg durch die Straßenzüge Grindelallee / Edmund-Siemers-Allee und Alsterufer / Harvestehuder Weg noch gut als Oval zu erkennen.

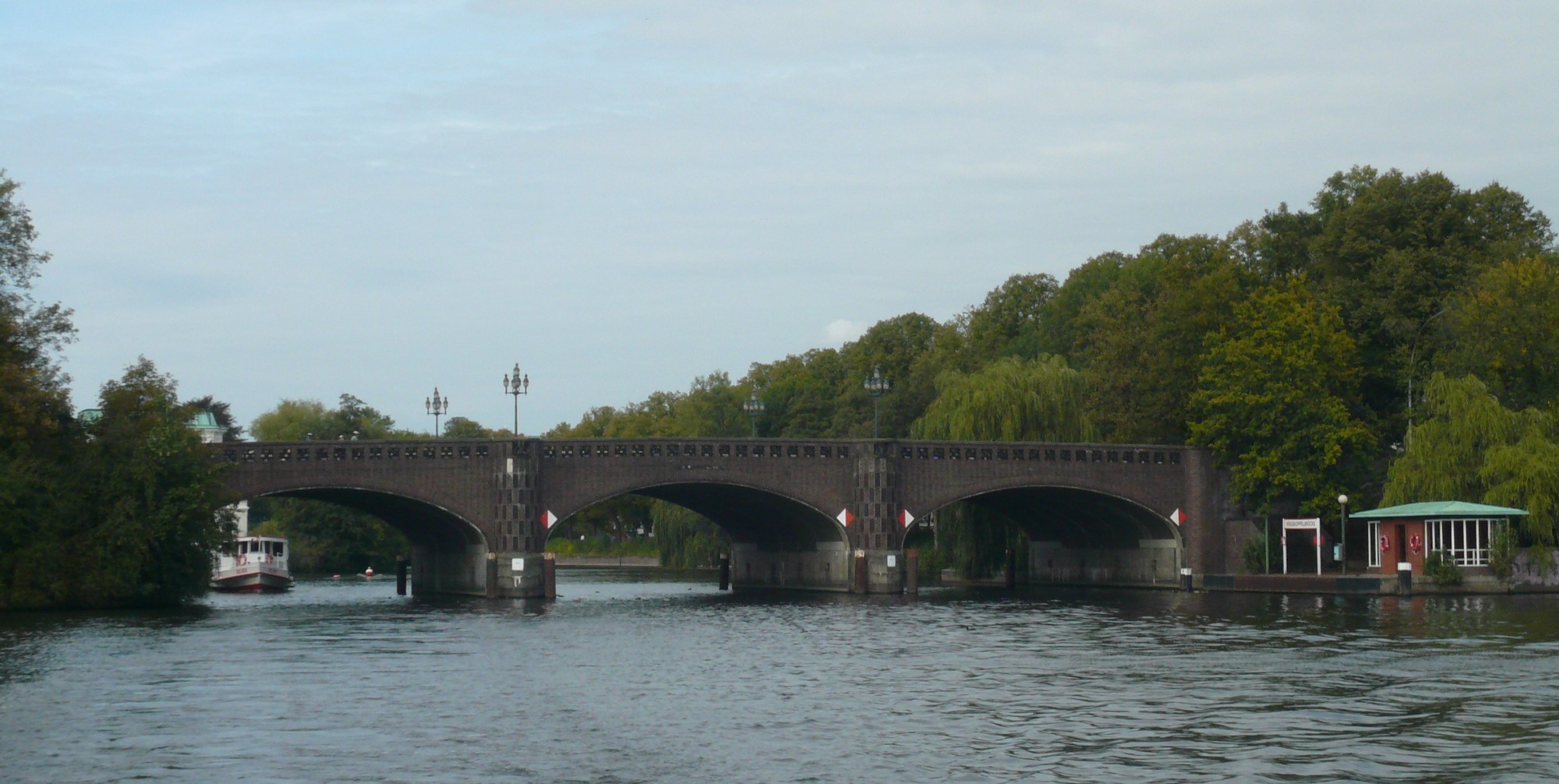
Die Südseite der Krugkoppelbrücke am Nordwest-Abschluss der Außenalster.

Teilweise werden die Grundstücke des Harvestehuder Wegs über die parallel und quer verlaufenden Straßen dieses Gebiets, wie die Magdalenenstraße, die Milchstraße, den Pöseldorfer Weg, den Alfred-Beit-Weg, die Sophienterrasse und den Alsterkamp, rückwärtig erschlossen. Nördlich des Wegs liegt das bis zum Isebekkanal reichende Gelände des ehemaligen Frauenklosters Herwardeshude, dem durch zahlreiche Straßennamen im Quartier Rechnung getragen wird. Neben Klosterstern, Klosterstieg und Klostergarten führen auch die Bezeichnungen Frauenthal, Jungfrauenthal und Nonnenstieg, die St. Benedictstraße, zu Ehren des Heiligen Benedict, des Schutzpatrons des Klosters, und die Heilwigstraße in Erinnerung an die Gründerin des Klosters, Heilwig von Holstein und Schauenburg, Gemahlin von Adolf IV., auf diesen Ursprung zurück.

### Verlauf
Der Harvestehuder Weg beginnt im Stadtteil Rotherbaum an der Alten Rabenstraße mit dem gleichnamigen Schiffsanleger für Alsterdampfer. Auf einer Länge von weit mehr als einem Kilometer verläuft an der östlichen Seite der Straße der Alsterpark. Das dem Park gegenüberliegende erhöhte Gelände der westlichen Straßenseite ist vor allem mit freistehenden Villen in großzügigen Gartenanlagen aus dem 19. und Anfang des 20. Jahrhunderts erschlossen, vereinzelt auch mit flachen Bürokomplexen aus den 1930er und 1960er Jahren sowie Wohnanlagen jüngerer Zeit.
Zwischen den Häusern Nummer 12, der heutigen Hochschule für Musik und Theater, und Nummer 13 mündet die Milchstraße des Stadtviertels Pöseldorf. Hinter der Kreuzung mit der Alsterchaussee und deren Verlängerung des Fährdamms, auf der Höhe der Hausnummern 22 und 23, verläuft die Stadtteilgrenze zwischen Rotherbaum und Harvestehude. Vor dem Grundstück Nummer 25 stößt der Pöseldorfer Weg auf die Straße, auf Höhe der Nummer 36 die Sophienterrasse. Anschließend beschreibt die Straße einen ausgeprägten Bogen um die Anhöhe der Sophienterrasse und biegt in nordwestlicher Richtung in das Innere des Stadtteils Harvestehude ab. Hier, am Ende des Alsterparks, befinden sich die ersten drei Gebäude auf der rechten Straßenseite stadtauswärts. Dahinter zweigt eine Straße zur Krugkoppelbrücke ab und trennt das Alstervorland von dem Eichenpark. Bis zu dieser Stelle wird der Abschnitt, aufgrund der flachen, offenen Seite zum Fluss, auch der nasse Teil des Harvestehuder Wegs genannt, im Gegensatz zu dem folgenden trockenen Teil, der von der Alsterniederung auf leicht erhöhtes Geestgelände führt. Nach knapp zweihundert Metern endet der Eichenpark mit einer Bebauung durch zweistöckige Miethäuser der 1960er Jahre.

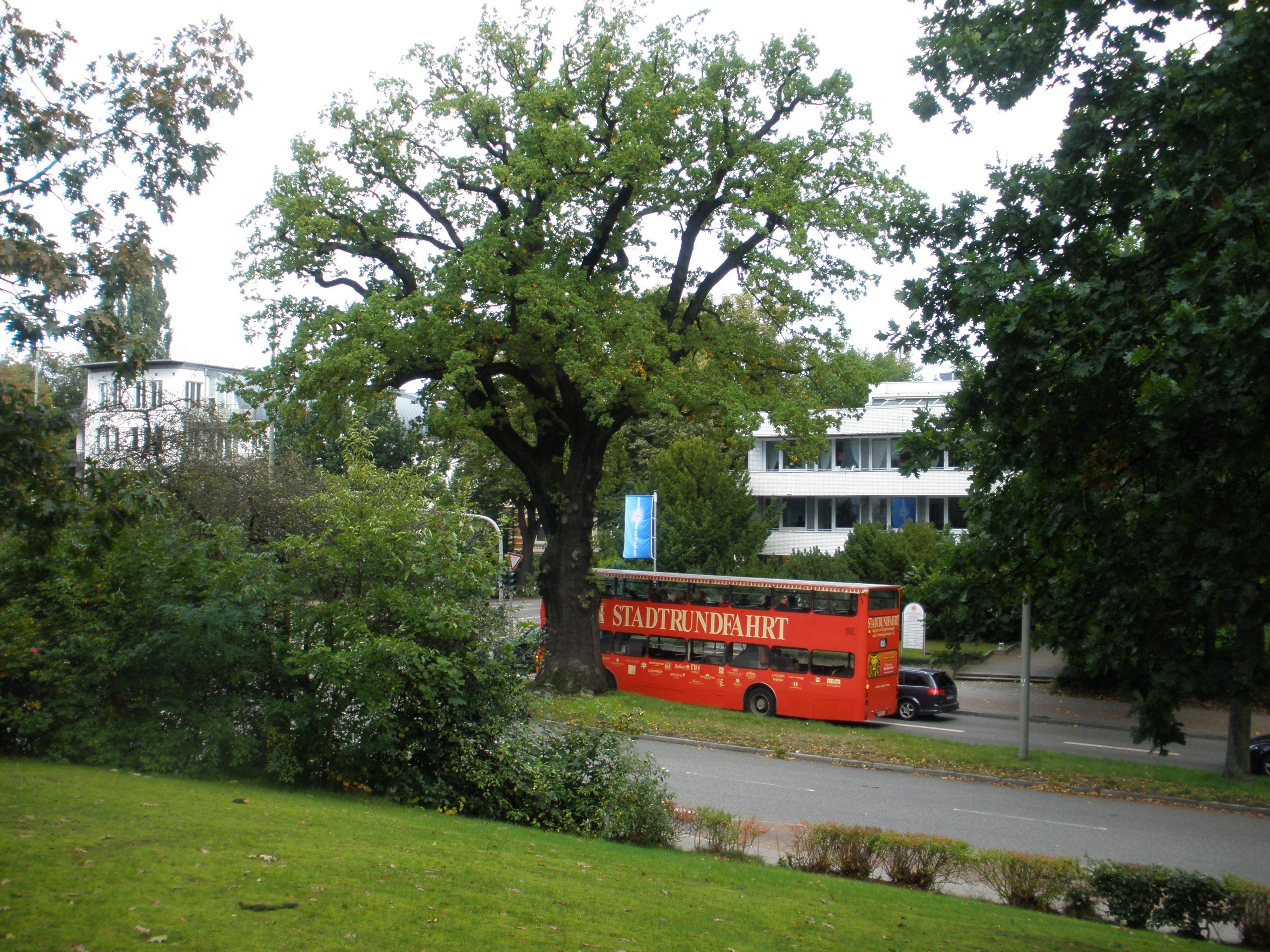
Blick vom Licentiatenberg, Harvestehuder Weg vor der Kreuzung Mittelweg

Die linke Straßenseite wird ab der Hausnummer 57 von zwei- bis dreigeschossige Reihenvillen und Etagenhäusern der Gründerzeit, durchsetzt mit Reihenhäusern und Wohnanlagen jüngerer Zeit, dominiert. Sie bilden eine abschnittsweise geschlossene Bebauung, die Vorgärten sind weitaus schmaler als die am vorderen Abschnitt des Harvestehuder Wegs. Hinter dem linksseitig gelegenen Licentiatenberg, auf dem ebenfalls eine kleine Parkanlage mit altem Baumbestand angelegt ist, kreuzen der Mittelweg und das Frauenthal die Straße, zudem münden die Hagedornstraße und nach fünfzig Metern der Klostergarten ein, so dass sich ein langgestreckter Verkehrsknotenpunkt bildet. Nach der Kreuzung der Abteistraße ist im letzten Straßenabschnitt linksseitig der Bolivar-Park angelegt. An der rechten Straßenseite befindet sich die Harvestehuder Sankt Nikolai Kirche. Der Harvestehuder Weg endet nach insgesamt zwei Kilometern am Klosterstern, einem großangelegten Kreisverkehr, in dem insgesamt sechs Straßen münden.

### Demografie
Rotherbaum und insbesondere Harvestehude gelten sowohl historisch wie aktuell als zwei der einkommensstärksten und sozialstrukturell am höchsten entwickelten Stadtteile Hamburgs. Das Einkommen der hier lebenden Lohn- und Einkommensteuerpflichtigen ist gut doppelt so hoch wie im Hamburger Durchschnitt. Der Harvestehuder Weg mit seiner exponierten Lage und Bebauung bildet darin bereits seit dem 19. Jahrhundert die sichtbare Repräsentanz des reichen bis millionenschweren Hamburger Kaufmanns und ist laut einer Umfrage der Zeitschrift Capital im Juni 2010 die teuerste Wohnstraße Deutschlands. Demnach liegen die Kaufpreise für Einfamilienhäuser zwischen fünf und fünfzehn Millionen Euro, der Quadratmeterpreis für Eigentumswohnungen zwischen 6.500 und 13.500 Euro und der Mietpreis von Wohnungen bei 22 bis 24 Euro pro Quadratmeter. Mit den Neubau-Vorhaben am Harvestehuder Weg ist in der Preisentwicklung eine weitere Steigerung angelegt, so soll der Verkaufspreis einer Eigentumswohnung im Bauprojekt Sophienterrasse bei bis zu 15.000 Euro pro Quadratmeter liegen.

### Milieuschutz
Verwaltungsrechtlich unterliegt der Harvestehuder Weg seit den ersten Bebauungsplänen von 1899/1906 einer Vielzahl von Schutzbestimmungen und Einschränkungen, vor allem den städtebaulichen Erhaltungsverordnungen nach § 172 Abs. 1 Nr. 1 Baugesetzbuch. Nach dem Flächennutzungsplan für die Freie und Hansestadt Hamburg vom 22. Oktober 1997 gilt er als reines „Wohngebiet mit zweigeschossiger offener Bauweise“, als so genanntes W2o-Gebiet, in dem eine eingeschränkte gewerbliche Nutzung nur für Bürobauten im Ausnahmewege und unter Einhaltung der Geschosszahl vorgesehen ist. Weiterhin ist für die Straße nach dem Landschaftsprogramm einschließlich Arten- und Biotopschutzprogramm für die Freie und Hansestadt Hamburg vom 14. Juli 1997 „gartenbezogenes Wohnen mit Grünqualitätssicherung“ vorgesehen, in dem eine „offene Wohnbebauung mit artenreichen Biotopelementen und mit parkartigen Strukturen“ vorherrscht. Hinzu kommt die Außenalster-Verordnung vom 29. März 1953, nach der die an das Alstervorland grenzenden Bereiche baulich einheitlich gestaltet werden und die Gartenanlagen sich in die Umgebung einfügen müssen, der Einblick in den Garten nicht durch Hecken oder hohe Zäune verwehrt und keine Fremdwerbung angebracht werden darf. Für den reichen und teilweise sehr alten Baumbestand, vorrangig Linden, Buchen, Eichen und Rosskastanien, gilt zudem die Baumschutzverordnung des hamburgischen Landesrechts vom 17. September 1948. Einige prägnante Einzelbäume stehen unter dem Schutzstatus erhaltenswert.

### Verkehr

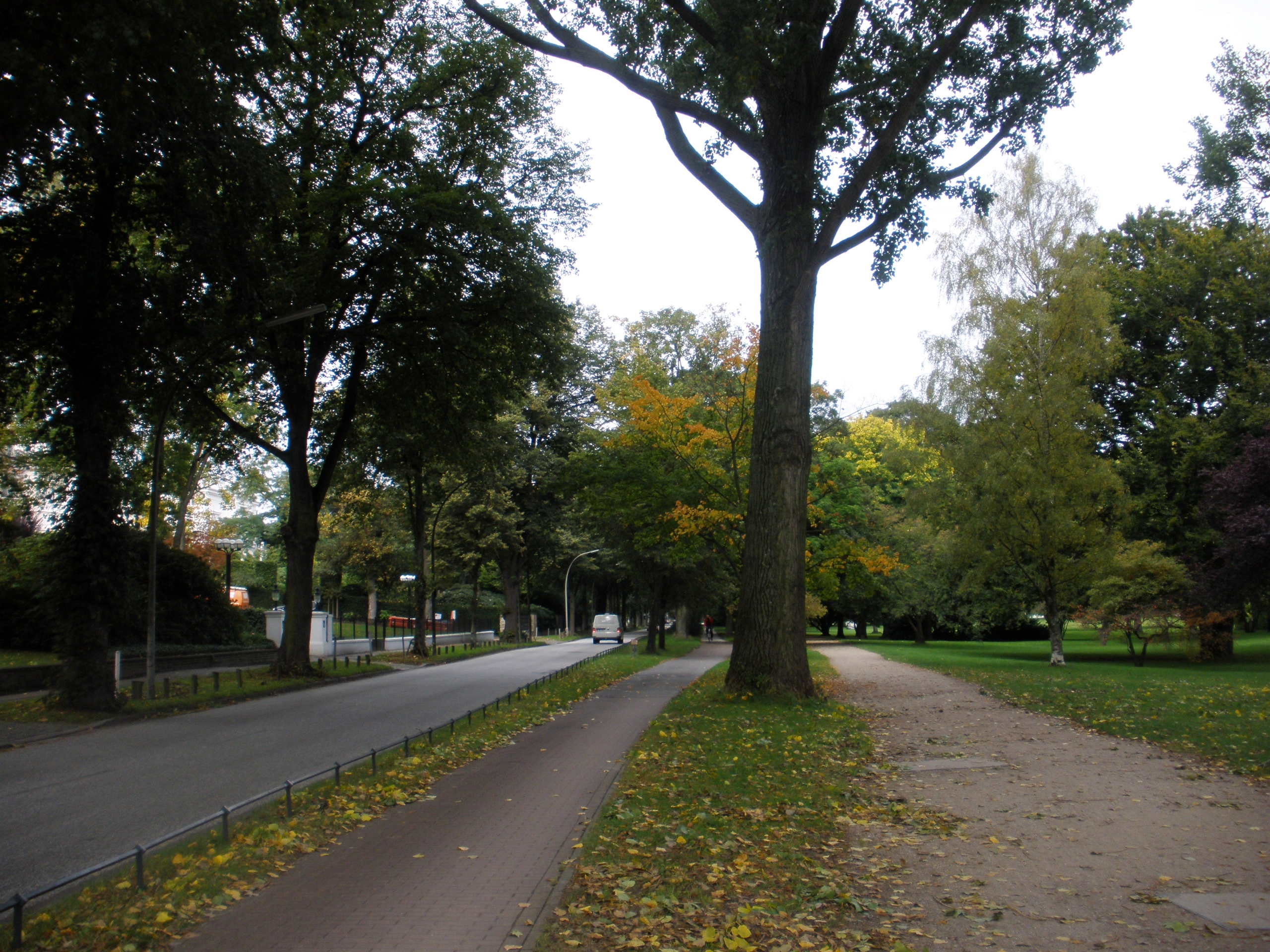
Straßensituation am Alstervorland (2010)

Im Teilstück zwischen Alter Rabenstraße und Krugkoppelbrücke ist der Harvestehuder Weg 2014 als Fahrradstraße angelegt worden. Um den Verkehr einzugrenzen, wurden einige Stellen durch gekennzeichnete Parkplätze eingeengt. In den Kreuzungsbereichen mit der Krugkoppelbrücke und dem Mittelweg wird sie teilweise vierstreifig ausgebaut, vom Mittelweg bis zum Klosterstern ist sie wieder zweistreifig. Das Verkehrsaufkommen liegt im mittleren Bereich, da der städtische Hauptverkehrsfluss den parallel verlaufenden Mittelweg benutzt.
Durch die Straße selbst führen keine Linien des öffentlichen Nahverkehrs, doch an der Kreuzung Mittelweg und Frauenthal erschließt sie eine Haltestelle der querenden Buslinie 19. Diese wurde 1974 statt der seit 1895 über den Mittelweg führenden Straßenbahnlinien 9 bzw. 19 eingesetzt. Die nächstgelegene U-Bahn-Station ist der Klosterstern. Bis 1984 fuhren zudem die Alsterschiffe innerhalb des Hamburger Verkehrsverbunds im Linienverkehr. Drei Linien legten am Anleger Rabenstraße an, die Schiffe der Hauptlinie hielten auch am Anleger Krugkoppelbrücke. Am Fährdamm bestand zudem eine Verbindung zum Uhlenhorster Fährhaus. Seit der Einstellung des öffentlichen Alsterverkehrs bietet die Alster-Touristik GmbH sogenannte Alsterkreuzfahrten an. Die Alsterdampfer bedienen dabei die nach wie vor existierenden Anleger am Alstervorland.
An der rechten Straßenseite stadtauswärts gibt es entlang des Alsterparks großzügige und voneinander getrennte Fuß- und Radwege; der Radweg zwischen Alte Rabenstraße und Krugkoppel wird in beide Richtungen befahren, da es an der gegenüberliegenden, stadteinwärts führenden Straßenseite keine Radverkehrsanlage gibt. Der dortige Fußweg ist teilweise unbefestigt und durchgängig baumbestanden. Ab der Krugkoppelbrücke und insbesondere im Kreuzungsbereich Mittelweg/Frauenthal/Hagedornstraße ist eine beidseitige Radverkehrsführung angelegt, die mit rotem Wegebelag gekennzeichnet und mit eigenen Ampelanlagen versehen ist. Zwischen der Einmündung der Straße Klostergarten und dem Klosterstern gibt es beidseitig keinen Radweg, jedoch ist auf den Fußgängerwegen teilweise Radverkehr zugelassen.

## Geschichte

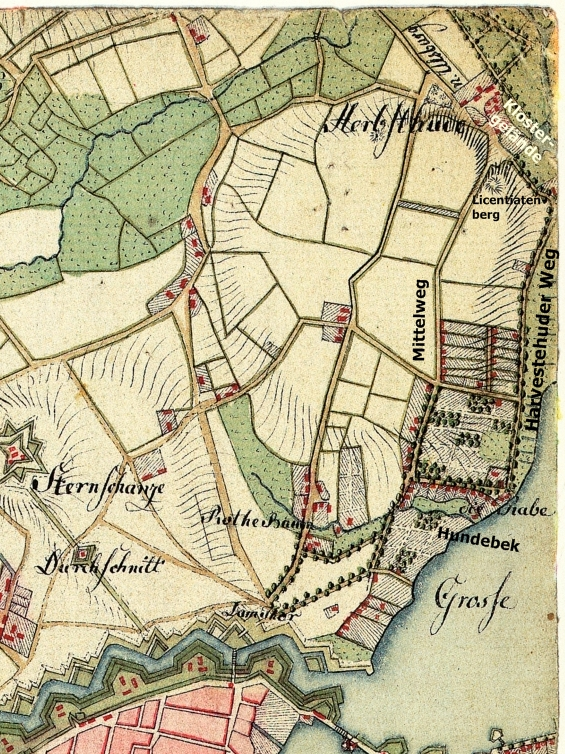
Kartenausschnitt um 1790

Das Gelände, das der Harvestehuder Weg durchläuft, ist geprägt durch das Aufstauen der Alster im 13. Jahrhundert und den dadurch gebildeten Alstersee. Am westlichen Ufer findet dieser eine natürliche Begrenzung an einem eiszeitlichen Moränenrücken von bis zu 20 Metern Höhe, der bis in das 15. Jahrhundert stark bewaldet war. Der Weg führt zwischen dem Fuß dieses Geesthangs und den zum Fluss hin liegenden – ehemals sumpfigen und reetbestandenen – Wiesen entlang. Im Süden war das Gebiet bis Ende des 19. Jahrhunderts durch die Hundebeck begrenzt, ein Flüsschen, das im Grindelwald, beim heutigen Universitätsgelände, entsprang und bei der Fontenay in die Alster mündete. Im Norden führte der Weg durch das später so genannte Frauenthal in Richtung des Eppendorfer Baums, einer Furt durch die Isebeck. Ein Grabhügel aus der Bronze- und Eisenzeit, an der Ecke zum Mittelweg gelegen und ab dem 18. Jahrhundert Licentiatenberg genannt, gilt als sichtbare Spur frühen menschlichen Lebens am Harvestehuder Weg.

### Klosterland

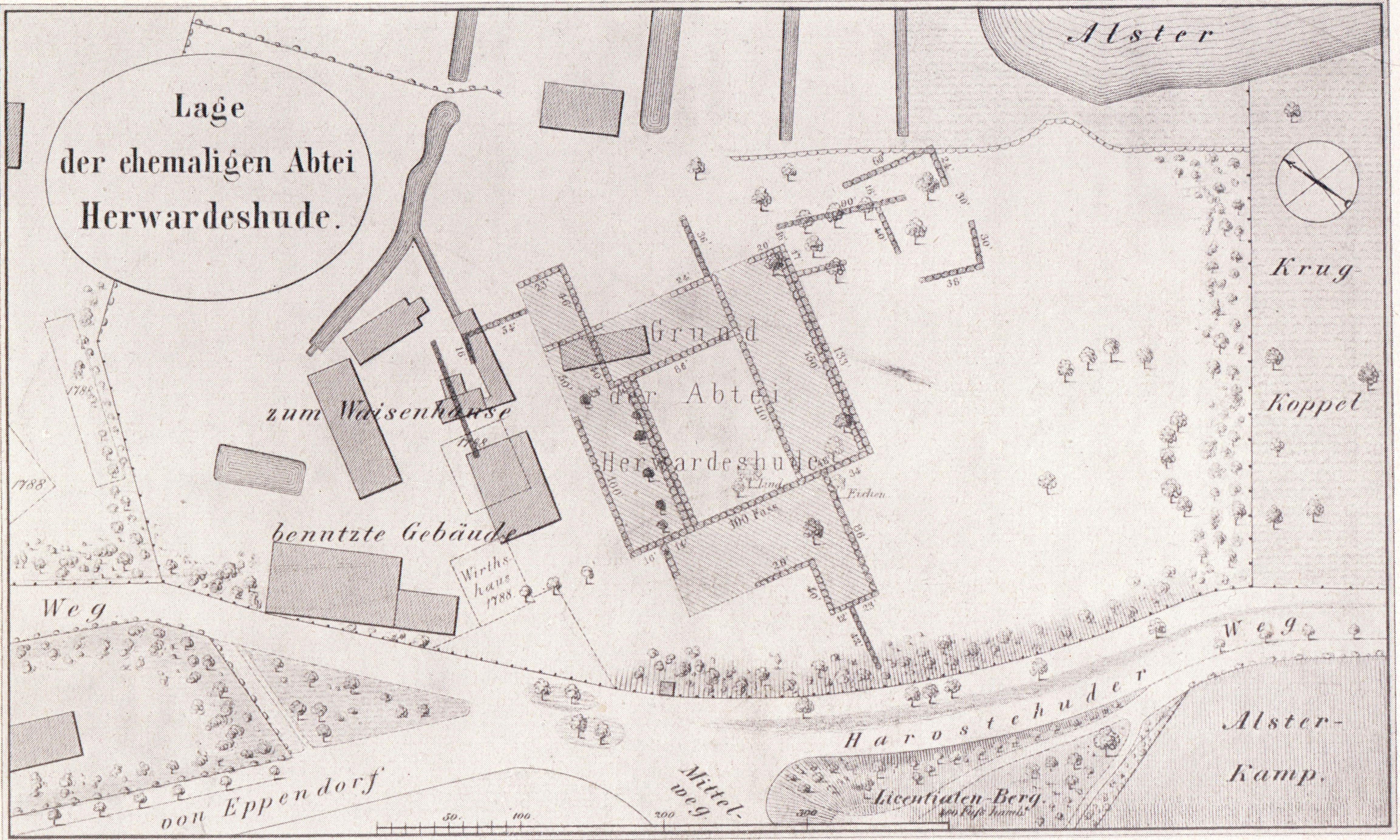
Die Lage des Klosters, Zeichnung von C.F. Gaedechens auf einen Plan des 19. Jahrhunderts

Im 13. Jahrhundert verband der Weg die Ansiedlung Heimichhude nördlich der Hundebeck und das Dorf Oderfelde südlich der Isebeck. Diese Dörfer sowie die zugehörigen und umliegenden Ländereien, von der Alster bis einschließlich des Grindels, des Schlumps und des Schäferkamps und im Norden bis zur Isebeck, gehörten dem Schauenburger Grafen Heinrich I. von Holstein-Rendsburg (etwa 1258–1304) und wurden von ihm im Jahr 1293 an das beim Pepermölenbeck an der Elbe gelegene Kloster Herwardeshude des Zisterzienserinnenordens gekauft, „mit Gebüsch, Mooren, Wiesen, Weiden, Gewässern und allen Freiheiten, von allen Abgaben befreit“. Zwei Jahre später, im August 1295, verlegte der Konvent den Klosterstandort von der Elbe in das Tal von Oderfelde, westlich des heutigen Eichenparks. Im Jahr 1310 schloss das Kloster einen Vertrag mit der Stadt Hamburg, die seinen Schutz übernahm. Im Gegenzug verpflichteten sich die Nonnen, die stadtnahen Ländereien von Gebäuden zu räumen. Aus Verteidigungsgründen sollte das Gebiet vor der Stadtfestung unbebaut bleiben, demgemäß wurden die Dörfer Oderfelde und Heimichhude niedergelegt. Ein weiterer Vertrag setzte die Hundebeck als Grenze zwischen Klosterland und Stadtgebiet fest.
Das Kloster bestand über dreihundert Jahre und bewirtschaftete das Gelände am Harvestehuder Weg. Der auf der westlichen Geesthöhe gelegene Alsterkamp war das Kernland der klösterlichen Landwirtschaft und wurde sowohl zum Ackerbau wie zur Weide für Großtiere genutzt, das östlich gelegene feuchte bis sumpfige Alstervorland diente saisonal ebenfalls als Weideland. Der Weg selbst war als Unterer Fahrweg eine von drei Verbindungsstraßen zwischen Kloster und Stadt.
Infolge der Reformation wurde der Konvent 1530 aufgelöst, die Nonnen innerhalb der Stadt untergebracht und die Klostergebäude auf Beschluss von Rat und Bürgerschaft zerstört und abgerissen. Rechtsnachfolger und neuer Eigentümer der Ländereien war das Hamburger St.-Johannis-Kloster, die Verwaltung übernahm ein zu diesem Zweck eingerichtetes Konsortium. Das Gebiet am Harvestehuder Weg wurde 1532 an den Ratsherrn Joachim Moller (1500–1558) verpachtet und weiterhin als Ackerland und Weidefläche für Pferde, Schafe und Rinder genutzt. Er errichtete an Stelle der Klostergebäude einen Pachthof nebst Ausflugslokal, was den Historiker Lambecius zu dem Ausspruch veranlasste: „Der Platz ist dem Bacchus geweiht und in eine Schänke verwandelt.“
Der Bau des Hamburger Stadtwalls in den Jahren 1616 bis 1625 brachte mit der Errichtung des Lombarddamms nebst Brücke durch die Alster die Trennung des Flusses in Binnen- und Außenalster und damit eine deutliche landschaftliche Veränderung mit sich. Von der Stadt aus lag das Gebiet nun vor dem Dammtor und wurde allgemein But’n Dammdoor genannt.

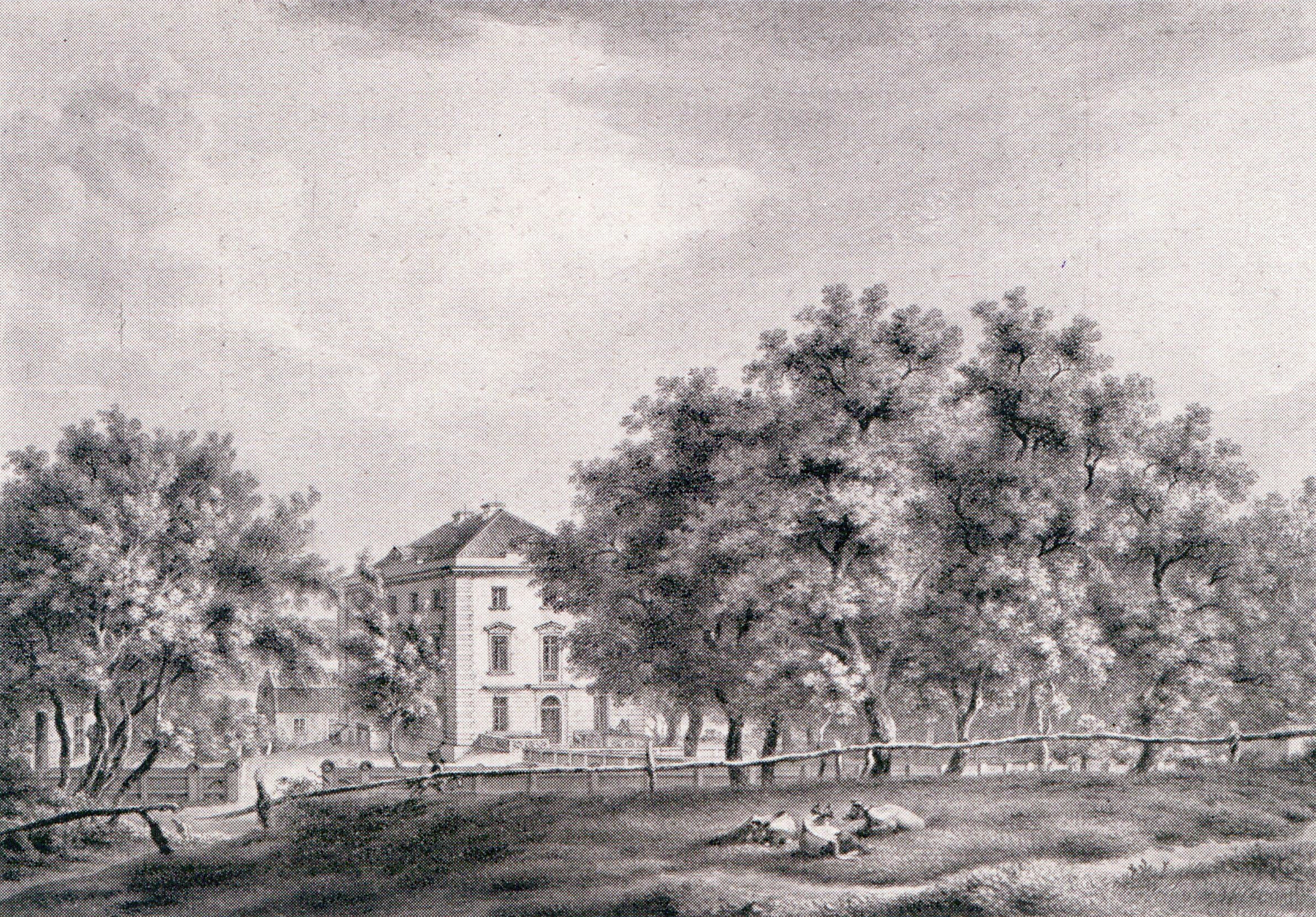
Klosterwirtshaus, um 1820

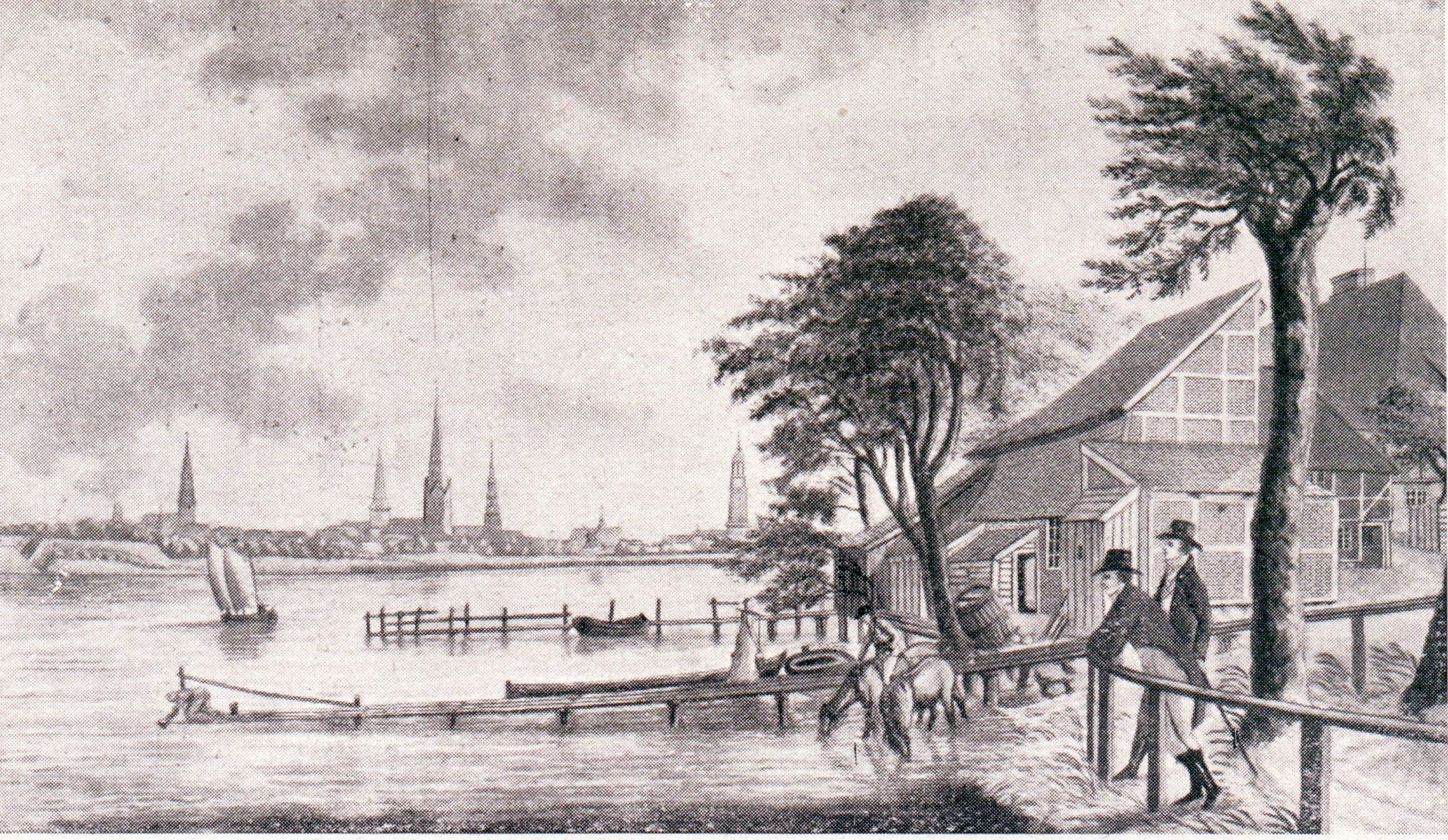
Die Alte Rabe 1796

Bei der Belagerung Hamburgs durch die Dänen unter Christian V. im Jahr 1686 wurden die Gebäude des Klosterhofs verwüstet und zerstört. Der damalige Pächter des Klostergeländes, Johann Böckmann (der Ältere), ließ das Wirtshaus 1688 wieder aufbauen. Zugleich wurde auf dem an der Alster gelegenen Teil des Geländes ein „Lusthaus für die Klosterjungfrauen“ errichtet, das als Ausflugsziel der nun städtischen Klosterangehörigen diente. Doch auch für andere Stadtbewohner wurde das Gebiet zum beliebten Naherholungsort, im 18. Jahrhundert gewannen Naturspaziergänge und Landpartien zunehmend an Bedeutung. Von 1703 bis 1716 pachtete Bartoldo Huswedel, Licentiat der Rechte und Präsident des Hamburger Niedergerichts, das Klosterwirtshaus ausdrücklich wegen des Wertes seiner reizvollen Umgebung. Das Gasthaus und sein mit Linden bestandener Biergarten wurde sowohl wegen seiner idyllischen Lage wie des Ausschanks „erfrischender und geistiger Getränke“ bekannt. Der Weg von der Stadt dorthin konnte am Unteren Fahrweg als Wanderung oder über den Mittleren Fahrweg, mit dem Pferdewagen zurückgelegt werden. Als reizvoll galt auch die Fahrt über den Fluss mit den Arche genannten Alsterbooten, die mit einem Dach aus Segeltuch überspannt waren und gerudert wurden. Ein weiteres Ausflugslokal wurde im 18. Jahrhundert am stadtnäheren Anfang des Harvestehuder Wegs eröffnet, an dem auch eine Fährstelle angelegt war. Es trug den Namen De Rave, aus dem später Die Alte Rabe wurde.

### Gartenland
Johann Böckmann (der Ältere), Pächter der Ländereien und Eigentümer des Klosterwirtshauses, legte zwischen 1680 und 1690 am südlichen Teil des Alsterkamps, zwischen der späteren Alten Rabenstraße und Milchstraße, eine Gärtnerei und Baumschule an. Diese war bis 1856 im Besitz der Familie. Gegenüber, in Richtung des Mittelwegs, entstand im 18. Jahrhundert die Steindorfsche Kattunfabrik, die die Wiesen an der Hundebeck bis zur Alster als Bleiche benutzte. Eine weitere Gärtnerei wurde ab 1717 durch Johann Nicolaus Roose und Matthias Stamp in dem Gelände von der Milchstraße bis zur heutigen Alsterchaussee angelegt. Die Erben, Otto Friedrich Rönn und Bernhard Jochim Stamp, teilten das vom Klosterkonsortium gepachtete Land auf und gaben es an Unterpächter weiter. Dort entstanden Kleingärten mit Wohnhütten der Gärtner sowie Gartenhäuser für den Sommeraufenthalt von Stadtbürgern. Über diese Pächter wurde der Überlieferung nach gesagt, sie „pöselten gemütlich vor sich hin“, was so viel bedeutete wie „sie arbeiten ohne großen Erfolg“. Der daraus abgeleitete Name Pöseldorf für den Flecken hinter dem Harvestehuder Weg wurde im 19. Jahrhundert auf das wachsende Quartier übertragen, einen eigenständigen Stadtteil mit festgelegten Grenzen aber bezeichnete er nie.
Das Klosterkonsortium missbilligte die Vorgänge in mehreren Schreiben und Protokollen und überschrieb im Jahr 1776 sechzehn Grundstücksnutzern das Land als Eigentum. Dort entstanden um 1800 erste klassizistische Landhäuser, die in der unerschlossenen Gegend dem Sommeraufenthalt dienten, so 1795 für den Senator Nicolaus Bernhard Eybe, 1799 für den preußischen Geheimrat Martin Jacob von Faber und 1802 für die Familie Amsinck. Die Bauerlaubnis war unter der Bedingung erteilt worden, dass die Gebäude bei Kriegsgefahr wieder zu beseitigen sind. Die Besiedlung des Alsterufers, des Kleinods der Hamburger Naherholung, wurde wohlwollend kritisch beobachtet:

„Entweder das Ohngefähr oder ein richtiges Gefühl des localen Schicklichen vermochte die alten Hamburger, sie nicht mit hohen Prachthäusern und Versaillischen Gärten zu beladen. […] Aber die neuen italienischen Dächer und römischen Villen haben den Stempel der Natur um sie her nicht verwischen können. Die Empfindungen des Beobachters bleiben hier von der milden Art, wie sie die Ebene und der Anblick eines nicht schmalen, aber stillen Flusses gewähren kann. Hier rauscht nichts; die Gegend macht nur Anspruch aufs Herz.“

Während der französischen Besatzungszeit ließ der Kommandant, Marschall Louis-Nicolas Davout, 1813 alle Ansiedlungen und Gebäude im Umfeld der Stadtbefestigung niederbrennen. Davon war die gesamte Bebauung am Unteren Fahrweg einschließlich der Gasthäuser betroffen, die Gegend war „wieder zur Wüste geworden“. Nach Abzug der Franzosen ging der Wiederaufbau relativ schnell vonstatten, Die Alte Rabe wurde wieder eingerichtet und das Klosterwirtshaus, weitaus größer als zuvor, im Stil eines klassizistischen Landhauses neu gebaut. Böckmanns Garten konnte ebenfalls bald weitergeführt werden. Johann Heinrich Böckmann (1767–1854), Nachfahre des ersten Johann Böckmann, hatte die Ländereien bereits 1788 vom Klosterkonsortium gekauft und teilte nun zum Harvestehuder Weg hin einige Grundstücke zur Bebauung ab.

Harvestehuder Weg beim ehemaligen Klosterwirtshaus, 1855

Ab 1818 verkaufte die in Geldnot geratene Stiftung des St.-Johannis-Klosters weitere Bauplätze am Alsterkamp. Bekanntester Grundbesitzer am nördlichen Teil wurde der Bauunternehmer Christian Diederich Gerhard Schwieger. Er legte in seinem Gelände die Schwiegerallee an, die später Alsterchaussee genannt wurde, und errichtete dort 1828 ein Landhaus. Da für die Stadt Hamburg, die ein großes Bevölkerungswachstum verzeichnete, die stadtnahen Flächen äußerst bedeutend waren, beschloss der Senat 1826 die Übernahme der obrigkeitlichen Rechte, 1830 wurden die Klosterländereien in die neugegründete Landherrenschaft der Geestlande eingegliedert, Vogtei Rotherbaum und Vogtei Harvestehude benannt und zum Stadterweiterungsgebiet erklärt. Sie wurden parzelliert und mit neuen Straßen erschlossen. Nur der Pachthof blieb im Besitz der Klosterstiftung. Eine städtische Nutzung des Geländes erfolgte jedoch erst nach dem Großen Brand von 1842. Das Klosterwirtshaus, das seit einigen Jahren keinen neuen Pächter gefunden hatte, wurde provisorisch als Waisenhaus für die obdachlos gewordenen Kinder eingerichtet. Die Institution bestand dort bis zum Jahr 1858, dann zog sie in ein neues Haus auf der Uhlenhorst. Anschließend diente das ehemalige Wirtshaus noch zwei Jahre als Dragonergarnison, bevor es endgültig aufgegeben und 1860 abgebrochen wurde.

### Landhäuser und Stadtvillen
Die für Harvestehude zuständigen Oberalten, in der damaligen Zeit bedeutende Gemeindevertreter, versuchten den Verkauf von Grundstücken am Harvestehuder Weg an private Investoren zu verhindern. In einer Pro-Memoria-Schrift vom 19. März 1838 an den Senat heißt es, dass „dadurch die einzige hübsche Landschaft, welche wir noch in solcher Nähe der Stadt besitzen, verkümmert und zerstört“ würde. Sie konnten die Bebauung letztlich nicht verhindern, doch wurde der Verkauf des Gebiets am Licentiatenberg vorerst gestoppt. Alle weiteren Grundstücke wurden „cum conditonibus“, also unter hohen Auflagen, veräußert. So mussten die neuen Eigentümer Bürger der Stadt Hamburg oder der umliegenden Landgemeinden sein, durften „keine Wirtschaft irgendeiner Art“ auf dem Grundstück betreiben und Eichen und Buchen nicht ohne Erlaubnis fällen oder beschneiden. Der ländliche Charakter sollte erhalten bleiben, das Alstervorland durfte nicht bebaut werden. Baurechtlich war vorgegeben, Einfamilienhäuser mit Vor- und Hintergärten zu errichten, der Bau von „kleinen Wohnungen, Wohnsälen und Buden“ war verboten, ebenso die Ansiedlung von Geschäften, „welche durch üblen Geruch oder übermäßigen Lärm die Nachbarn belästigen“. Auch waren zunächst Juden vom Erwerb der Grundstücke ausgeschlossen, diese Auflage wurde 1842 allerdings wieder aufgehoben. Die übrigen Bestimmungen flossen sinngemäß in spätere Richtlinien ein und sind heute noch in der Außenalster-Verordnung von 1953 gültig.

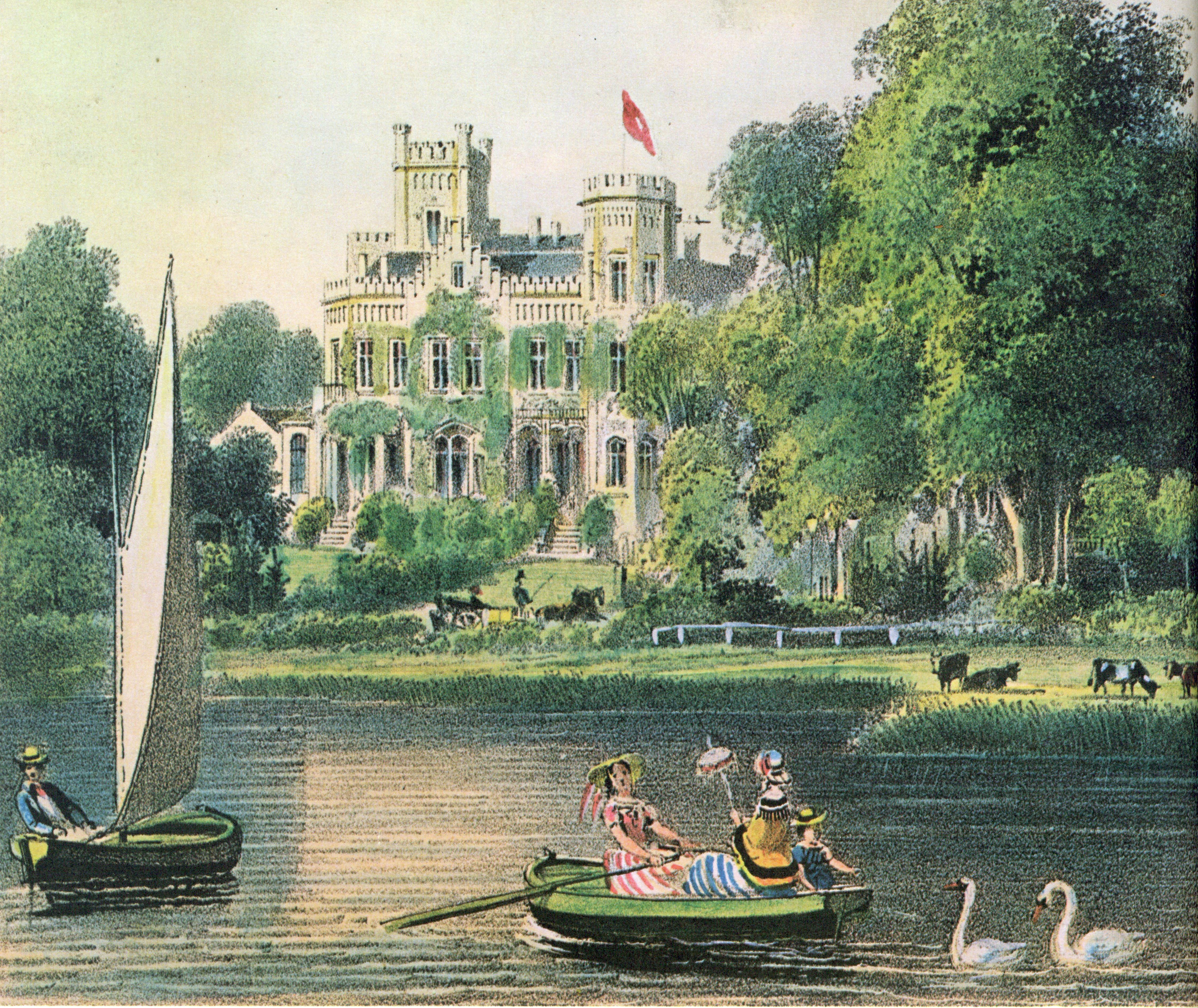
Sloman-Burg, um 1850

Neben dem Bau einzelner Landhäuser, wie zum Beispiel die der Familien Amsinck und Sthamer, ging die Erschließung des Gebiets nur langsam voran. Öffentliche Aufmerksamkeit erhielt 1848 der Bau der später so genannten Slomanburg als erstes Wohngebäude am Harvestehuder Weg, das ganzjährig bewohnt werden konnte. Tatsächlich führte erst die Aufhebung der Torsperre 1861 zu einer verstärkten Bebauung der Straße. Sie erhielt 1853 ihre erste Wasserleitung, 1873 wurde sie an das Geeststammsiel angeschlossen. Die Ausfahrtsstraßen vom Dammtor, wie die Grindelallee und der Rote Baum wurden „chaussiert“, also mit Steinen befestigt, der Mittelweg war bis zur Höhe Alsterchaussee gepflastert und ging dann in einen Sandweg über. Doch der Harvestehuder Weg blieb ein „unergründlicher“ Sandweg und „gänzlich unbeleuchtet“. Verwaltungsrechtlich wurden die beiden Vogteien Rotherbaum und Harvestehude 1874 zu Vororten und 1894 zu Stadtteilen von Hamburg erklärt.
Nach Johann Heinrich Böckmanns Tod 1854 gaben die Erben die Gärtnerei endgültig auf und stellten das Gelände für die weitere Bauplanung zur Verfügung. Mit der Anlage der Magdalenenstraße, nach Böckmanns Ehefrau Catharina Magdalena (1777–1864), und der Böttgerstraße, nach dem Obergärtner Böckmanns Elias Heinrich Böttger (1766–1847) benannt, wurde eine Hinterlandanbindung zum Harvestehuder Weg geschaffen. In der kleinteiligen Bebauung des Pöseldorfs siedelten sich vor allem Handwerker und „kleinbürgerliches Gewerbe“ an. Die Straßen waren, dieser Erschließung entsprechend, eng und winklig von den dortigen Eigentümer angelegt worden. Sie wurden ebenfalls als rückwärtiger Zugang der großen Villengrundstücke genutzt und, als deren Bestandteile, zudem mit Pferdeställen, Kutscherwohnungen, Wagenremisen und Schlossereien bebaut.
Im Zuge der Bebauung des Rothenbaums wurde ab Mitte des 19. Jahrhunderts die Hundebeck nach und nach zugeschüttet, 1908 auch der Mündungsbereich überbaut. Damit konnte eine Verbindung zwischen der Straße Alsterufer und dem Harvestehuder Weg hergestellt und eine durchgängige Verbindungsstraße an der Alster geschaffen werden. Die Anfang der 1950er Jahre wieder aufgegriffene Planung einer den Alstersee gänzlich umrundenden öffentlichen Straße wurde in diesem Zusammenhang bereits 1906 in der Bürgerschaft debattiert und mit einem bildhaften Vergleich belegt:

„Wir sind uns alle darin einig, daß, abgesehen von dem scheußlichen Klima, welches wir haben, Hamburg eine der schönsten Städte der Welt ist. (Bravo!) Diese Schönheit verdankt Hamburg fast ausschließlich der Alster. Wenn wir nun einen solchen Edelstein, wie die Alster ist, haben, dann sollten wir dort auch die Fassung dieses Edelsteins so gestalten, daß die Schönheit desselben nach Möglichkeit hervorgehoben wird.“

Als zwischen 1899 und 1906 der erste Bebauungsplan für das inzwischen Stadtteil gewordene Stadterweiterungsgebiet erarbeitet wurde, waren die meisten Grundstücke bereits bebaut. Dem Plan kam vor allem die Funktion zu, „thunlichst auf eine Erhaltung der vernehmen Bebauung Rücksicht zu nehmen.“ In Grundzügen befindet sich dieser Milieuschutz noch in den aktuellen Flächennutzungsplänen und Erhaltungsprogrammen.

### Straße der Millionäre

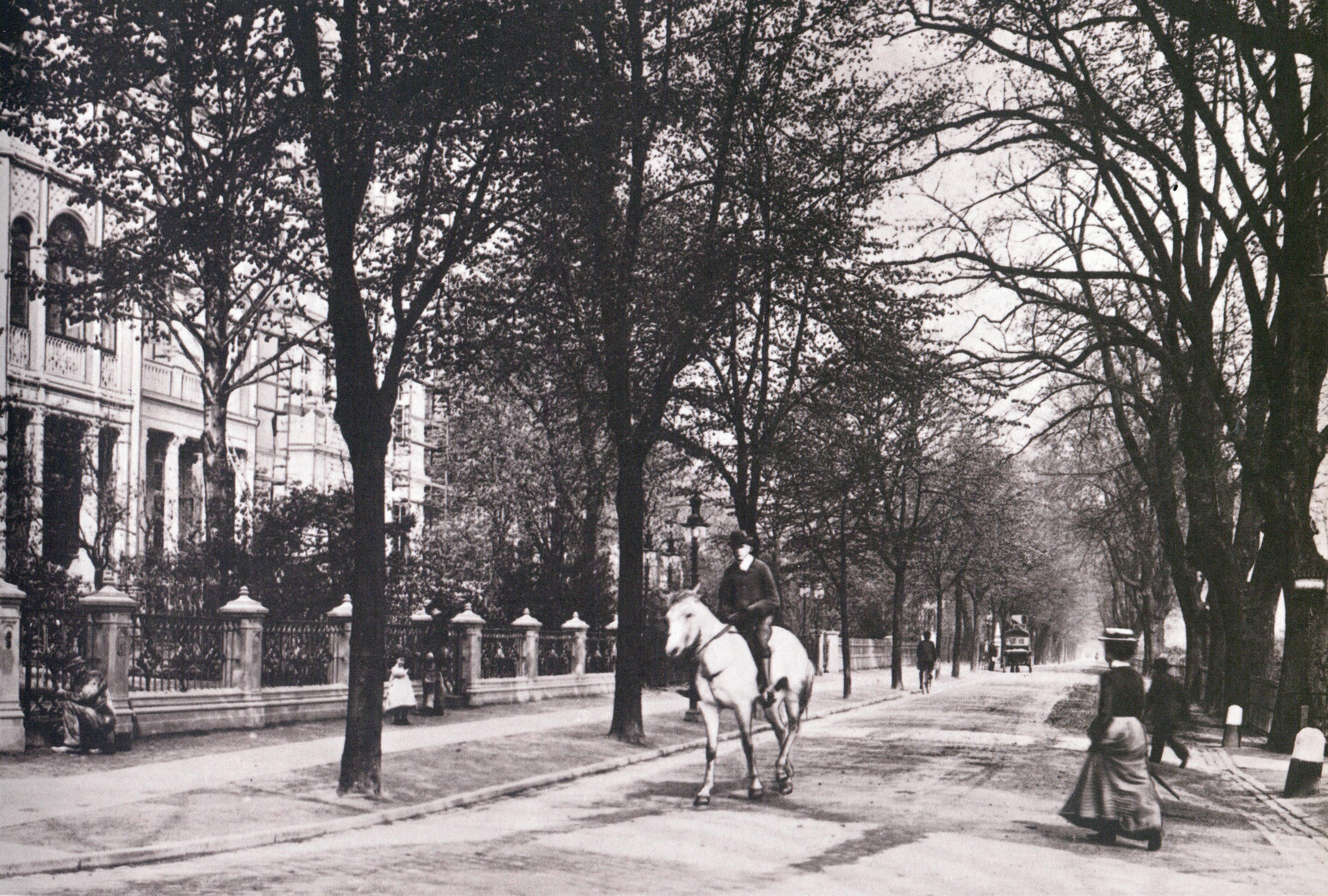
Harvestehuder Weg aus Richtung Alte Rabenstraße, 1904

Der „fast nur aus Palästen bestehende vorstädtische Anbau“ am Harvestehuder Weg ist hauptsächlich im letzten Drittel des 19. Jahrhunderts entstanden. Mit dem wirtschaftlichen Aufstieg und der wachsenden Bevölkerungszahl Hamburgs ging auch die Umstrukturierung der Stadt einher. Die Errichtung der Speicherstadt hatte nicht nur veränderte Stadträume zur Folge, sie hatte auch Einfluss auf die Wohn- und Lebensform der Kaufleute. Lager, Kontor und Wohnung, zuvor unter einem Dach, wurden nun getrennt, für die Kaufleute boten die Grundstücke am Harvestehuder Weg eine hohe Attraktivität, im Gegensatz zu der in dieser Zeit ebenfalls prachtvoll bebauten Elbchaussee im damals preußischen Altona befand man sich im Stadterweiterungsgebiet und in Innenstadtnähe. Um 1900 waren fast alle Grundstücke bebaut, die fünfundzwanzig Gartenhäuser, die in der Mitte des 19. Jahrhunderts dort standen, waren für Neubauten abgebrochen oder von diesen überbaut worden. 1910 gab es zwischen Alter Rabenstraße und Licentiatenberg fünfzig freistehende Villen, beim Eichenpark weitere sechs und zwischen Mittelweg und Klosterstern etwa dreißig Reihenvillen.
Durch die Bauvorgaben, insbesondere die Auflage der Errichtung von Einzelhäusern in Gartengrundstücken, war die Sozialstruktur des Quartiers vorgegeben. Im Jahr 1911 lebten in Hamburg 723 Millionäre, über die Hälfte von ihnen in den Stadtteilen Harvestehude und Rotherbaum, von diesen wiederum etwa 12,5 % am Harvestehuder Weg. Aus dem von Rudolf Martin aufgestellten Jahrbuch des Vermögens und Einkommens der Millionäre von 1912 ist ersichtlich, dass zwischen Alter Rabenstraße und Licentiatenberg nahezu jede Villa von einer Millionärsfamilie bewohnt war. Die Eigentümer kamen zum größten Teil aus namhaften Hamburger Kaufmannsfamilien und waren als Senatoren oder als Inhaber öffentlicher Ämter bekannt. Neben den Slomans und Lutteroths wohnten dort nach der Jahrhundertwende unter anderem Mitglieder der Familien Amsinck, Behrens, Blohm, Hudtwalcker, Krogmann, Laeisz und Robinow. Der „regionale Hamburger Uradel lebte ganz unter sich“ schrieb der Schriftsteller und Politiker Ascan Klée Gobert.
Das Eigentum an den Immobilien unterlag jedoch häufigem Wechsel; sie geben ein Abbild der wirtschaftlichen, politischen und sozialen Verhältnisse im 20. Jahrhundert. Bis zum Ersten Weltkrieg fand der ständig wachsende Reichtum der Hamburger Kaufleute seinen sichtbaren Ausdruck in der Bebauung an der Alster. Die wirtschaftlichen Probleme der Nachkriegszeit bis hin zur Weltwirtschaftskrise und deren Auswirkungen 1930 führten zum materiellen Abstieg etlicher wohlhabender Hamburger Kaufleute und Bankiers; zahlreiche Insolvenzen waren begleitet von den Verkäufen der Villen und Grundstücke. Es kam zu einer teilweisen Umnutzung der großen Gebäude; sie wurden in Mehrfamilienhäuser, zur Kontor- und Büronutzung oder für Repräsentationszwecke umgewandelt. Innerhalb der gewachsenen Stadt war der Harvestehuder Weg in Innenstadtnähe gerückt und so auch für Firmen und Konsulate zur repräsentativen Adresse geworden.

### Regierungssitz
Ab 1933 interessierten sich die neuen nationalsozialistischen Machthaber des für das Gebiet an der westlichen Alster und insbesondere für den Harvestehuder Weg. Es kam zu zahlreichen Enteignungen und Zwangsverkäufen von Grundstücken, vor allem jüdischer oder jüdisch-stämmiger Eigentümer, die anschließend von staatlichen und nationalsozialistischen Institutionen übernommen wurden. Die angestrebte Zentrierung der Hamburger Verwaltung sowie der politischen und wirtschaftlichen Machtbereiche im Reichsgau Hamburg unter der Führung des Gauleiters und Reichsstatthalters Karl Kaufmann fand eine Entsprechung in der Konzentration ihrer Wohn- und Amtssitze am Harvestehuder Weg. So richtete Kaufmann die Gauleitung in der großen Villa Am Alsterufer 27. dem heutigen US-amerikanischen Konsulat, ein. Für seine zweite Funktion belegte er das ehemalige Budge-Palais sowie zwei benachbarte Villen am Harvestehuder Weg mit der Reichsstatthalterei; die Entrechtung der jüdischen Eigentümer machte dies möglich. Auch das Reichsgaupropagandaamt, die SS-Gruppenführung, die SA-Obergruppe, Dienststellen der Wehrmacht, der Kriegsmarine und ein Luftwaffenstab wurden in den Villen dieser Straße untergebracht, ebenso bezogen Funktionsträger aus Politik und Wirtschaft dort ihre Wohnung.

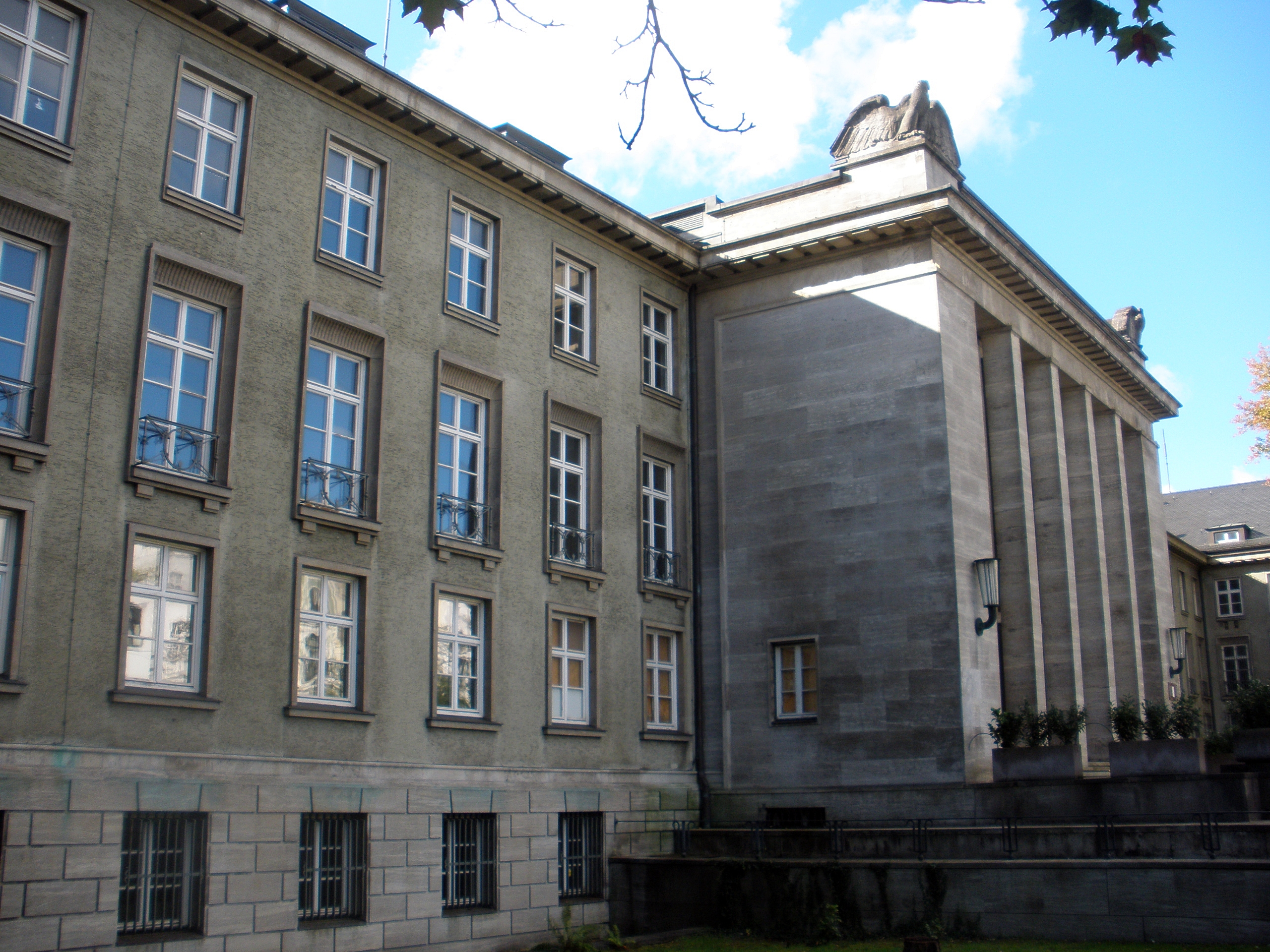
Standortkommandantur an der Sophienterrasse

Die städtebaulich einschneidendste Veränderung wurde zwischen 1935 und 1937 mit der Errichtung der monumentalen Standortkommandantur für das Generalkommando des Wehrkreises X bei der Sophienterrasse geschaffen. Im Zweiten Weltkrieg kam es insbesondere während der Fliegerangriffe bei der Operation Gomorrha in der Nacht vom 29. auf den 30. Juli 1943 zu einigen Zerstörungen am Harvestehuder Weg, insgesamt aber wurden verhältnismäßig geringe Kriegsschäden für diesen Teil der Stadt verzeichnet. Von Zerstörungen oder Beschädigung waren vor allem die Grundstücke rund um die Kommandantur betroffen. Als im April 1945 die Stadt Hamburg angesichts der heranrückenden alliierten Truppen zur Festung erklärt wurde, ließ Karl Kaufmann das Gebiet am Harvestehuder Weg mit hohem Stacheldrahtzaun und durch Militärposten sichern. Der Zugang war nur über die Milchstraße mit einem Sonderausweis möglich. Neben militärischen Gründen sah Kaufmann dies als persönliche Notwendigkeit, da er befürchtete, durch Heinrich Himmler und Karl Dönitz abgesetzt zu werden.
Nach Kriegsende beschlagnahmten die britischen Besatzungstruppen die zuvor von Behörden und nationalsozialistischen Institutionen belegten Gebäude, ebenso einige Privathäuser, unter anderem die Villen des Bürgermeisters Carl Vincent Krogmann und des Werftbesitzers Rudolf Blohm, der im U-Boot-Bau der Kriegsmarine involviert gewesen war. In den Häusern wurden Truppenangehörige und Militäreinrichtungen untergebracht, teilweise wurden sie auch neuen Nutzern zur Verfügung gestellt. Über die Besatzungszeit hinaus bestand von 1956 bis 2006 in der Nr. 8a das Britische Generalkonsulat; in Nr. 44 befindet sich nach wie vor der Anglo-German Club.

### Neubebauung

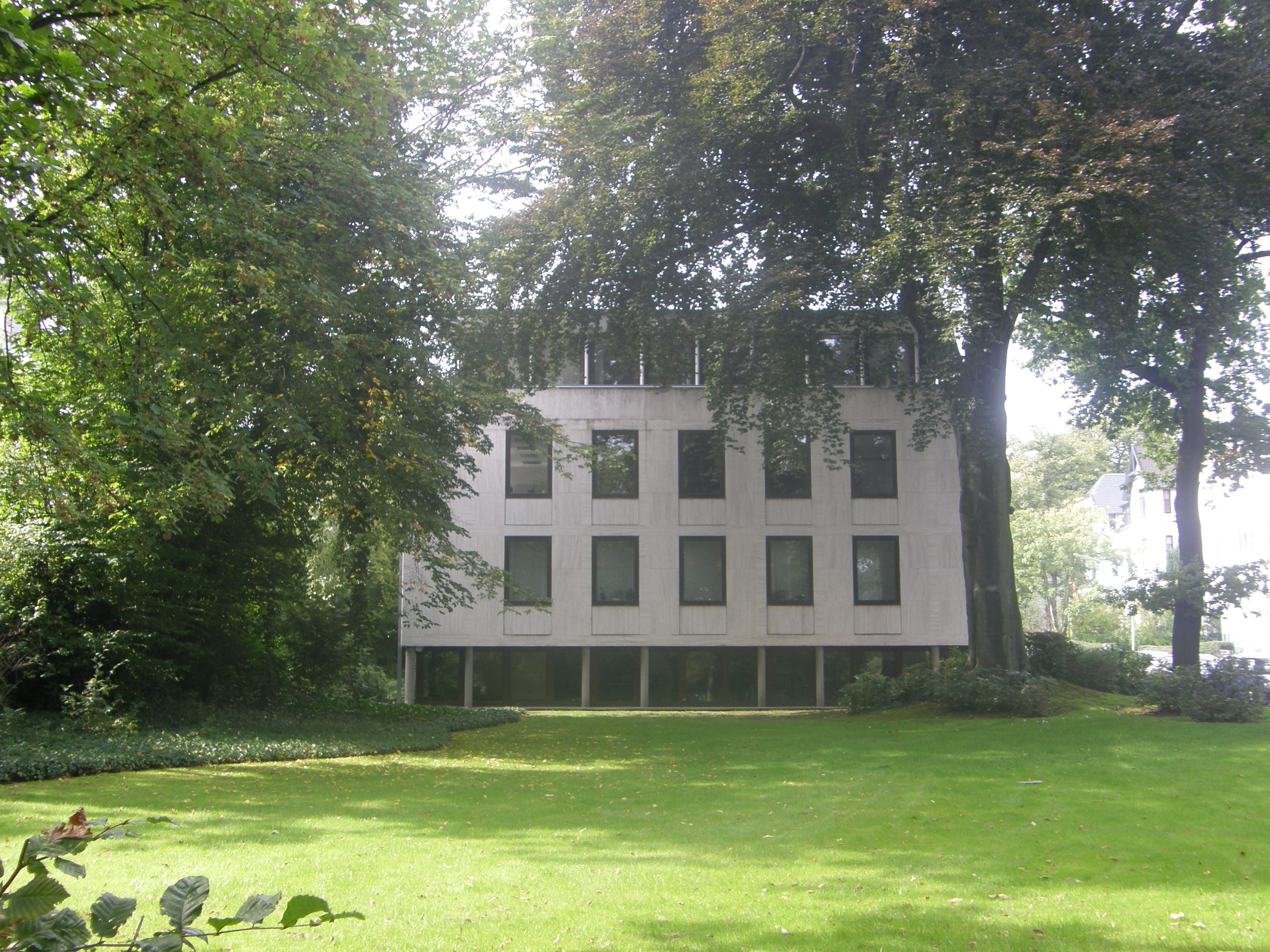
Harvestehuder Weg 21: Bürobau von 1967 an der Ecke Alsterchaussee

Eine wesentliche Veränderung der Nutzung am Harvestehuder Weg war die Anlage des Alsterparks anlässlich der Internationalen Gartenausstellung 1953. Die dazu notwendige Enteignung von privaten Gärten der Anlieger im Alstervorland geht auf eine Initiative des Bürgermeisters Max Brauer zurück und wurde als „Meilenstein für die kulturelle und soziale Aufbruchsstimmung der Hansestadt Hamburg im ersten Nachkriegsjahrzehnt“ bezeichnet. Eine weitere Änderung der Sozialstruktur stellte der Umbau der vormaligen Reichstatthalterei zur Musikhochschule dar. Zugleich entstanden mit der Neubebauung kriegszerstörter Grundstücke und der Umnutzung der großen Villen, die nicht den zeitgemäßen Wohnvorstellungen entsprachen, neue Gebäude und Komplexe in der nüchternen Architektur der 1960er Jahre. Die günstige innerstädtische Lage und die nach wie vor prestigeträchtige Adresse führten zu einem Zuzug von Betrieben der Verwaltung, Konsulaten, Versicherungsgesellschaften, Konzernzentralen und Rechtsanwaltsbüros. Die Umstrukturierung stieß auf harsche Kritik:
„Diese in der ganzen Welt bewunderte Straße mit ihren Eichen, ihren Gärten, ihrem großzügigen Raumgefühl, sie hätte eine repräsentative Straße der Landhäuser bleiben sollen.“
Seit den 1990er Jahren findet am Harvestehuder Weg ein erneuter Umbruch sowohl im Umgang mit dem Bestand wie in der Art und Weise der Bebauung statt. Zum einen wurden mehrere Villen und Appartementanlagen von Investoren gekauft, zur Repräsentation teuer saniert oder weiterverkauft oder auch abgerissen. Hinzu kamen Neubauprojekte, die das obere Segment des Wohnungsmarktes bedienen. Nachdem die Bundeswehr im Jahr 2005 ihre ehemalige Standortkommandantur an der Sophienterrasse 14 verlassen hatte, wurde dieses rund 44.000 Quadratmeter große Liegenschaftsareal, das bis an den Harvestehuder Weg reicht, für ein neues Wohnquartier erschlossen. Mit 40.000 Quadratmetern Bruttogeschossfläche wurden Stadthäuser in Luxusausführung errichtet. Weitere exklusive Appartements legte man auf dem benachbarten Grundstück Harvestehuder Weg 36 an. Auch das großzügige Gelände des Anfang 2010 abgerissenen Bürohauses vom Gerling-Konzern bei der Nr. 25, Ecke Klosterstieg, wurde in diesem Stil bebaut.
Der Kunsthistoriker Hermann Hipp hatte bereits 1976 die Hintergründe und die Gefahr dieser Entwicklung beschrieben:

„Dieses in seiner gesamten Erscheinung so anziehende, mit einer Grünausstattung und Straßenerschließung versehene, mit seiner überaus reichen Architektur zum wertvollsten innerstädtischen Wohnquartier gewordene Viertel ist mehr und mehr Ansatzpunkt für den Baumarkt geworden. Durch Neubau sucht man die begehrten Wohnungen zu vermehren, vernichtet dabei aber die Bauten, die dem Stadtteil seinen Charakter geben.“

## Längs der Straße
Bereits Fritz Schumacher (1869–1947), in dessen Zeit als Hamburger Baudirektor (1909–1933) die erste Gestaltung des Harvestehuder Wegs weitgehend abgeschlossen war, nannte die Architektur am Weg ein „krauses Durcheinander“, denn die Baustile der letzten hundertfünfzig Jahre seien nachempfunden und zu einem abenteuerlichen Stil-Salat vermengt worden. Zwar hatte der Ingenieur William Lindley (1808–1900) um 1850 ein einheitliches Gesamtkonzept für das Stadterweiterungsgebiet Rotherbaum/Harvestehude entworfen, doch setzte sich diese Idee insbesondere am Harvestehuder Weg nicht durch. Der heutige Bestand weist eine Vielzahl von Bautypen auf, der Stilmix hat sich auch nach Schumachers Zeit fortgesetzt.

### Architektur
Ältestes erhaltenes Baudenkmal am Harvestehuder Weg ist die sogenannte Slomanburg, erbaut auf dem Grundstück Nr. 5 und 6 von dem Architekten Jean David Jollasse (1810–1876) in den Jahren 1848/1849. Sie gilt als das bemerkenswerteste Gebäude des romantischen Historismus in Hamburg, angereichert mit Details, wie Türmchen, Zinnen und Maßwerk, aus der englischen Tudor-Gotik und charakterisiert durch die weitläufige Gartenanlage. Im historischen Kontext ist sie das deutliche Zeichen für die Ablösung des ländlich bescheidenen Gartenhauses durch den aufwändigen Landsitz.

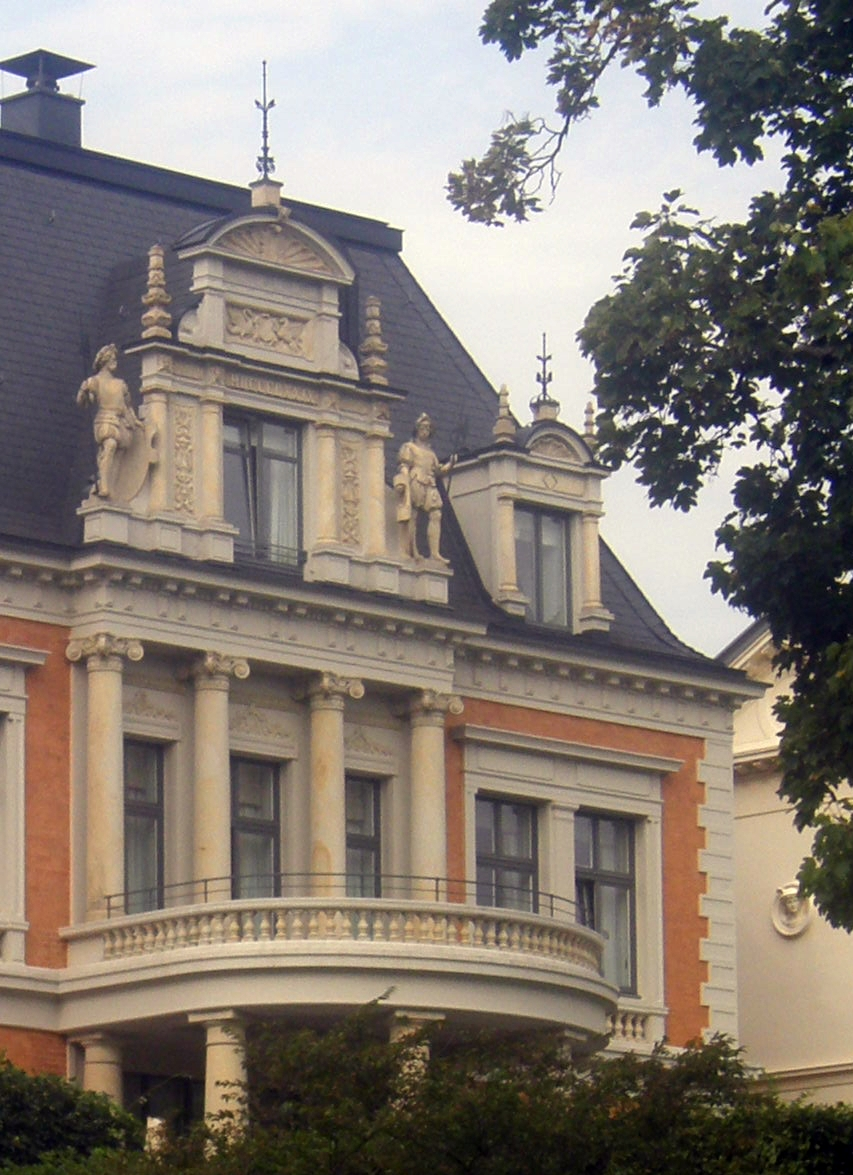
Beispiel einer Villa im Neorenaissance-Stil von 1879, Harvestehuder Weg 7a

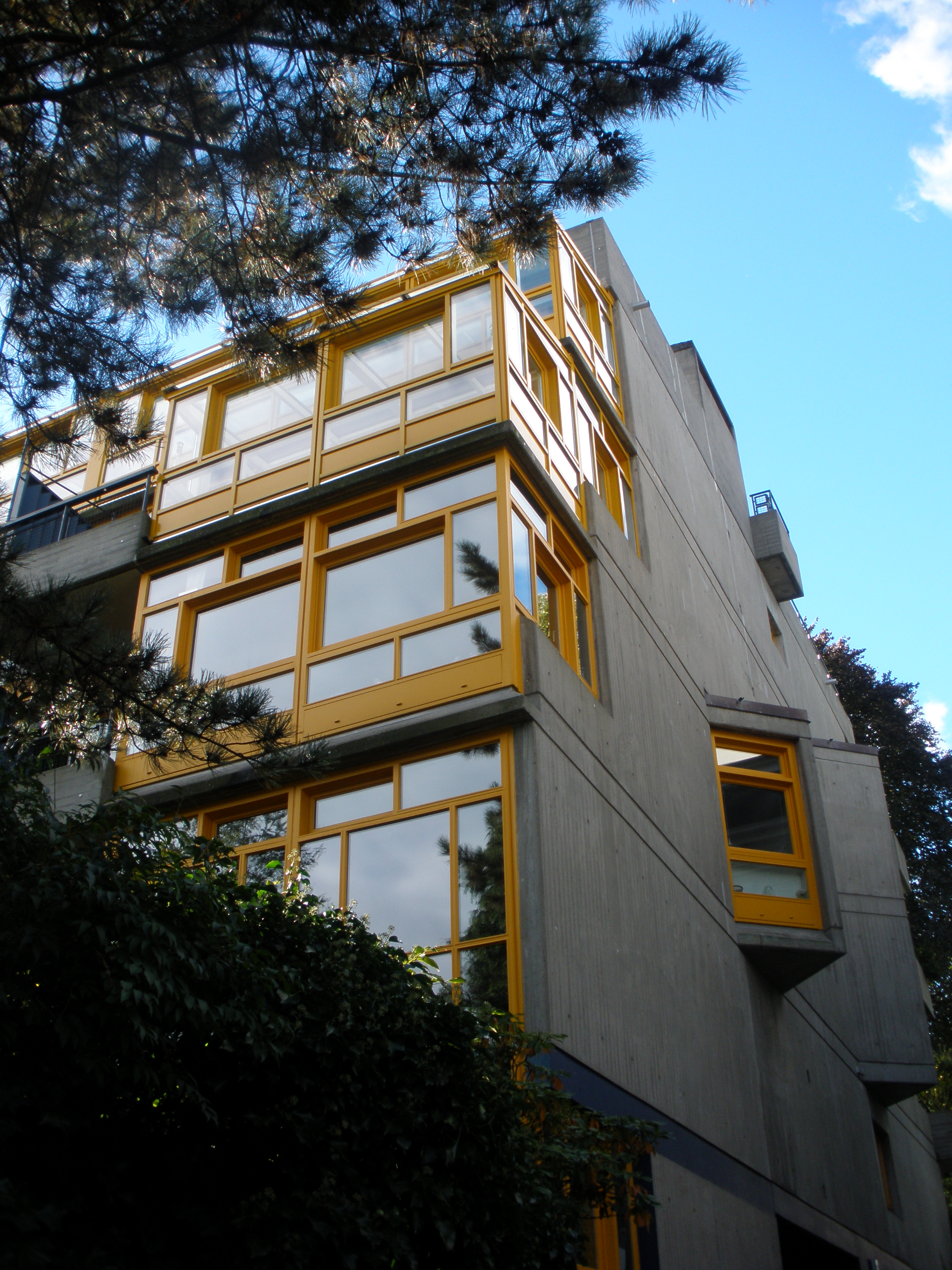
„Ruppiger Eindringling“ aus dem Jahr 1974, Harvestehuder Weg 55

Den Kern der gründerzeitlichen Einzelvillen bildet die Gruppe rechts und links der Einmündung der Milchstraße, bestehend aus dem Budge-Palais (Hausnummer 12), der Villa Beit (Hausnummer 13) und der Villa Behrens (Hausnummer 14/15). Alle drei Gebäude wurden von dem Architekten Martin Haller (1835–1925) zwischen 1884 und 1899 in der Formsprache der Neorenaissance gebaut, auch spätere Umbauten und Erweiterungen bis 1910 wurden von ihm vorgenommen. Zum Gesamtensemble der weißen Putzbauten gehören auch die ehemaligen Stall- und Wirtschaftsgebäude an der Rückseite. Von Haller stammen zwei weitere erhaltene Villen, die Heine-Villa, Hausnummer 41 und der Anglo-German Club mit der Hausnummer 44. Die sechste Haller-Villa am Harvestehuder Weg, 1885 für die Familie Amsinck bei der Hausnummer 20 gebaut, wurde 1943 bei einem Bombenangriff zerstört.
Als beispielgebende Gruppe der Gründerzeit werden auch die drei Villen mit den Nummern 7a bis 8a bezeichnet. Dort ist nebeneinander eine Entwicklung der Bautypen zu beobachten, während die Villa Horschitz mit der Hausnummer 8, gebaut 1872 von dem Architekten Albert Rosengarten (1809–1893), mit Belvedere, Portikus und Dreiecksgiebel noch die klassizistische Tradition aufgreift, tritt die Nummer 7a, gebaut 1879 im Stil der Neorenaissance, Architekt unbekannt, vor allem mit Verblendziegel-Wandflächen hervor. Bei der Villa Laeisz mit der Hausnummer 8a, 1906 von Ernst Paul Dorn geplant, hingegen werden, durchzogen von neobarocken Formen, erste Elemente des in Hamburg seltenen Jugendstils sichtbar.
Anlehnungen an die Reformarchitektur sind bei dem Haus Harvestehuder Weg 50 am Ende des Alsterparks zu finden. Es stammt aus dem Jahr 1928, wurde für Ricardo Sloman gebaut und war der erste Backsteinbau an dieser Straße. Es korrespondiert mit der wenige Meter entfernten, 1927/1928 von Fritz Schumacher konzipierten Krugkoppelbrücke, deren drei markant geschwungenen Korbbögen aus Klinkermauerwerk ausgeführt sind. Neues Bauen mit deutlichen Bezügen zum Bauhaus ist in dem Haus mit der Nummer 45 auf dem Gelände von Hoffmann und Campe angewandt. Es wurde 1930/1931 von dem Architekten Emil Fahrenkamp (1885–1966) gebaut. Als eines der wenigen Gebäude der NS-Architektur in Hamburg gilt das 1936 von Hermann Distel (1875–1945) und August Grubitz (1876–1946) errichtete Generalkommando der Wehrmacht an der Sophienterrasse. Es wird als Merkwürdigkeit angesehen, dass, entgegen der am Elbufer geplanten megalomanischen Hochbauten dieser neoklassizistische Monumentalkomplex, hinter dem Harvestehuder Weg versteckt, seine Wirkung kaum entfalten kann.
Eine der Inkunabeln der Wiederaufbauarchitektur stellt das langgestreckte Bürogebäude des Architekten Ferdinand Streb (1907–1970) am Anfang der Straße dar, das 1953/1954 im Gesamtensemble mit weiteren Gebäuden an der Alten Rabenstraße erbaut wurde. Als ruppiger Eindringling, der sich dennoch gut in die gründerzeitlichen Stuckvillen einpasst, wird das Mehrgeschosshaus bei der Hausnummer 55 im Hamburger Architekturführer bezeichnet. Es wurde zwischen 1972 und 1974 von Helmut Wolff und Dieter Schlühr geplant und ausgeführt. Auffällig sind neben zwei Giebelschotten und einer Mittelschotte seine orange gerahmten verandaartigen Vorbauten. Als ein weiterer gut in die Umgebung eingepasster Neubau wird das zwischen 1989 und 1991 errichtete Verlagshaus Hoffmann und Campe am Harvestehuder Weg 42 angesehen, das von Jochem Jourdan und Bernhard Müller im Stil der Postmoderne mit eklektizistischem Charakter – mit Anleihen aus dem Klassizismus und der Wiener Sezession – gestaltet wurde.

### Denkmalschutz
Am Harvestehuder Weg stehen 26 Objekte unter Denkmalschutz, davon 20 Gebäude und 18 Wohn- bzw. Bürohäuser: neun Villen und eine Remise aus dem 19. Jahrhundert, sieben Villen vom Anfang des 20. Jahrhunderts, ein Mehrfamilienhaus mit seinen Garagen und Außenanlagen aus den 1970er Jahren. Weitere geschützte Gebäude sind das Generalkommando der Wehrmacht von 1936 bei der Sophienterrasse sowie die Kirche St. Nicolai von 1960/1962. Im Straßenverlauf erkennbar ist das sozialtopografische Gefälle: freistehende repräsentative Einzelbauten mit opulentem Fassadenschmuck inmitten großzügiger Gartengrundstücke, am sogenannten „nassen Teil“ mit Alsterblick, und von der Alster wegführend, im „trockenen Teil“, kleinere Doppel- oder Reihenvillen mit Putzfronten. Entsprechend befinden sich in diesem Teil der Straße nur drei der achtzehn denkmalgeschützten Wohnhäuser.
Neben den Gebäuden sind in der Liste der erkannten Denkmäler der Stadt Hamburg weitere sechs Objekte im Harvestehuder Weg und seiner unmittelbaren Umgebung eingetragen. Dazu gehören das Alstervorland mit dem 1953 nach dem Entwurf von Gustav Lüttge entstandenen Alsterpark, der Bootsanleger Alte Rabenstraße insbesondere wegen seiner Jugendstilelemente, ein 1943 errichteter Luftschutzbunker auf dem Grundstück Harvestehuder Weg 10/12, ein Denkmal für den Dichter Friedrich Hagedorn im Eichenpark, eine Denkmalplakette für Heinrich Heine auf dem Grundstück Harvestehuder Weg 41 sowie die von Fritz Schumacher geschaffene Krugkoppelbrücke.

### Östliche Straßenseite
Die zur Außenalster gelegene östliche Straßenseite ist seit Anfang der 1950er Jahre weitgehend im Eigentum der Stadt Hamburg und mit großzügigen Parkanlagen und Bootsanlegern als öffentlicher Raum konzipiert. Auch die Bebauung am Ende des Eichenparks in Richtung der Straße Frauenthal fand auf städtischem Grund statt, die dortigen Häuser Nummer 78 bis 84 gehören zum Bestand des städtischen Wohnungsunternehmens SAGA.

#### Alte Rabe
Der Harvestehuder Weg beginnt bei dem Fähranleger Alte Rabenstraße, der als Haltepunkt der Alsterschifffahrt und als Bootssteg sowie zum Bootsverleih dient. In den Sommermonaten ist dort ein Gastronomiebetrieb eingerichtet. Dieser Ort bestand bereits im 18. Jahrhundert als Ausflugslokal, das De Rave genannt wurde. Bei der späteren Übertragung ins Hochdeutsche wurde aus einer Artikelverwechslung daraus Die Rabe. Nachdem um 1800 vor dem Dammtor ein weiteres Gasthaus als Die Neue Rabe eröffnet worden war, erweiterte man den Namen zu Die Alte Rabe. Überliefert ist, dass es sich um einen viel besuchten Gastronomieort mit guter Küche handelte, der zudem durch die Anlegestelle für Alsterarchen (Boote, die mit einem Dach aus Segeltuch überspannt waren) gut erreichbar war. Mit Beginn der Alsterschifffahrt 1859 wurde der Anleger zum Einsatzplatz der Fähre nach St. Georg. Die heutige Anlegebrücke stammt aus dem Jahr 1909, sie steht einschließlich des Pontons, der schmiedeeisernen Balustraden und der Lampen im Jugendstil als Ensemble unter Denkmalschutz.

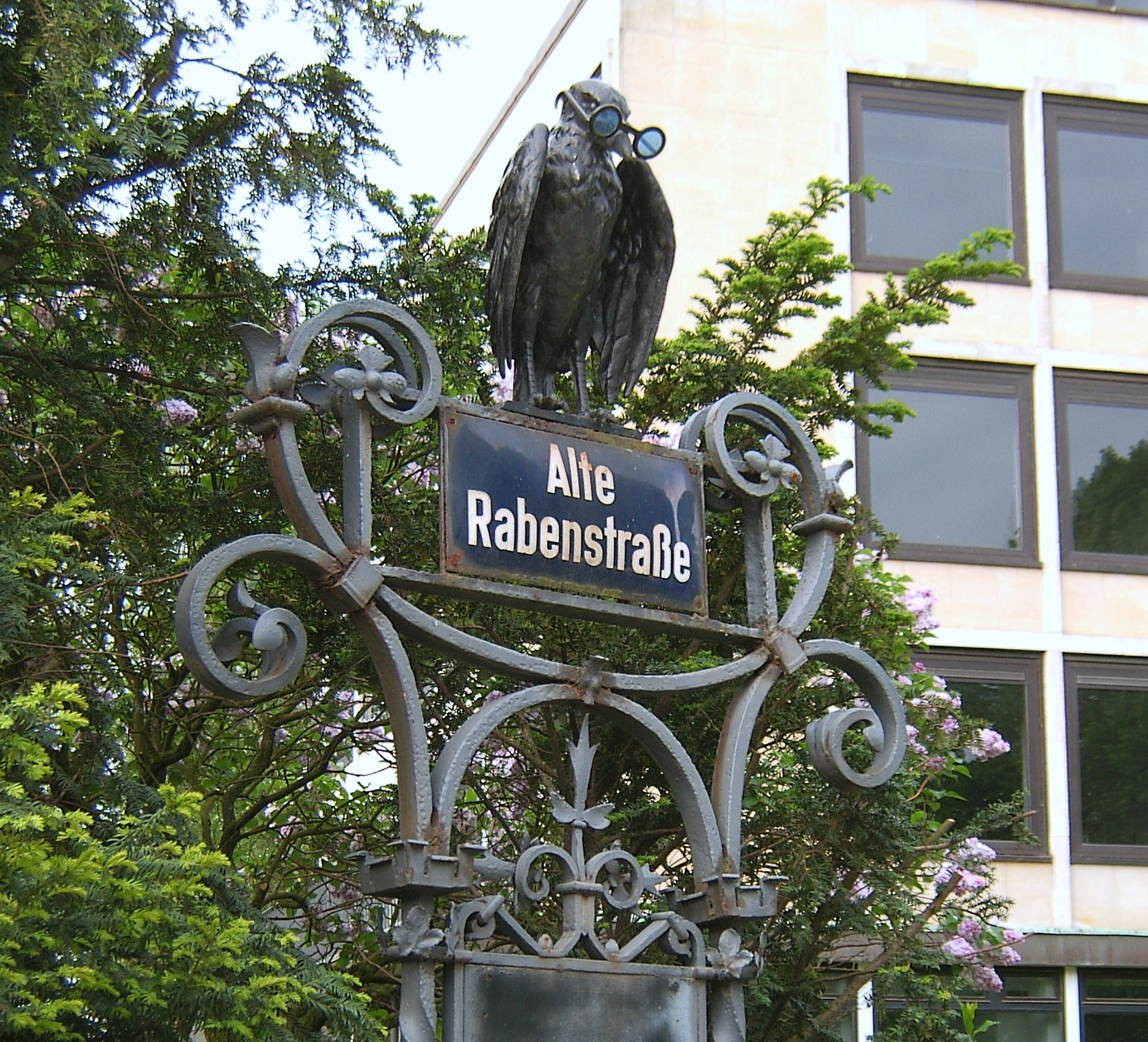
Straßenschild mit dem Alte Rabe

Das Straßenschild Ecke Alte Rabestraße/Harvestehuder Weg schuf Oberbauingenieur Franz Andreas Meyer (1837–1901) als schmiedeeiserne Konstruktion mit der Figur eines Raben zur Erinnerung an die Gaststätte. Über diese Figur ist durch den Kunsthistoriker Erwin Panofsky (1892–1968) die Anekdote überliefert, dass der Rabe während der Novemberrevolution von 1918 die Brille eingebüßt habe. Darum schrieb „ein jüngerer, zu Scherzen geneigter Bekannter“ einen rührenden Brief an die Bau-Deputation, in dem er unter dem Vorwand, eine 80-jährige Bewohnerin der Alten Rabenstraße zu sein, um die Wiederherstellung des Urzustandes bat; sie, die alte Dame, könne nicht im Grabe ruhen, bevor der Alte Rabe seine Brille wieder hätte. Ein paar Wochen später wurde die Brille wieder angebracht.

#### Alstervorland

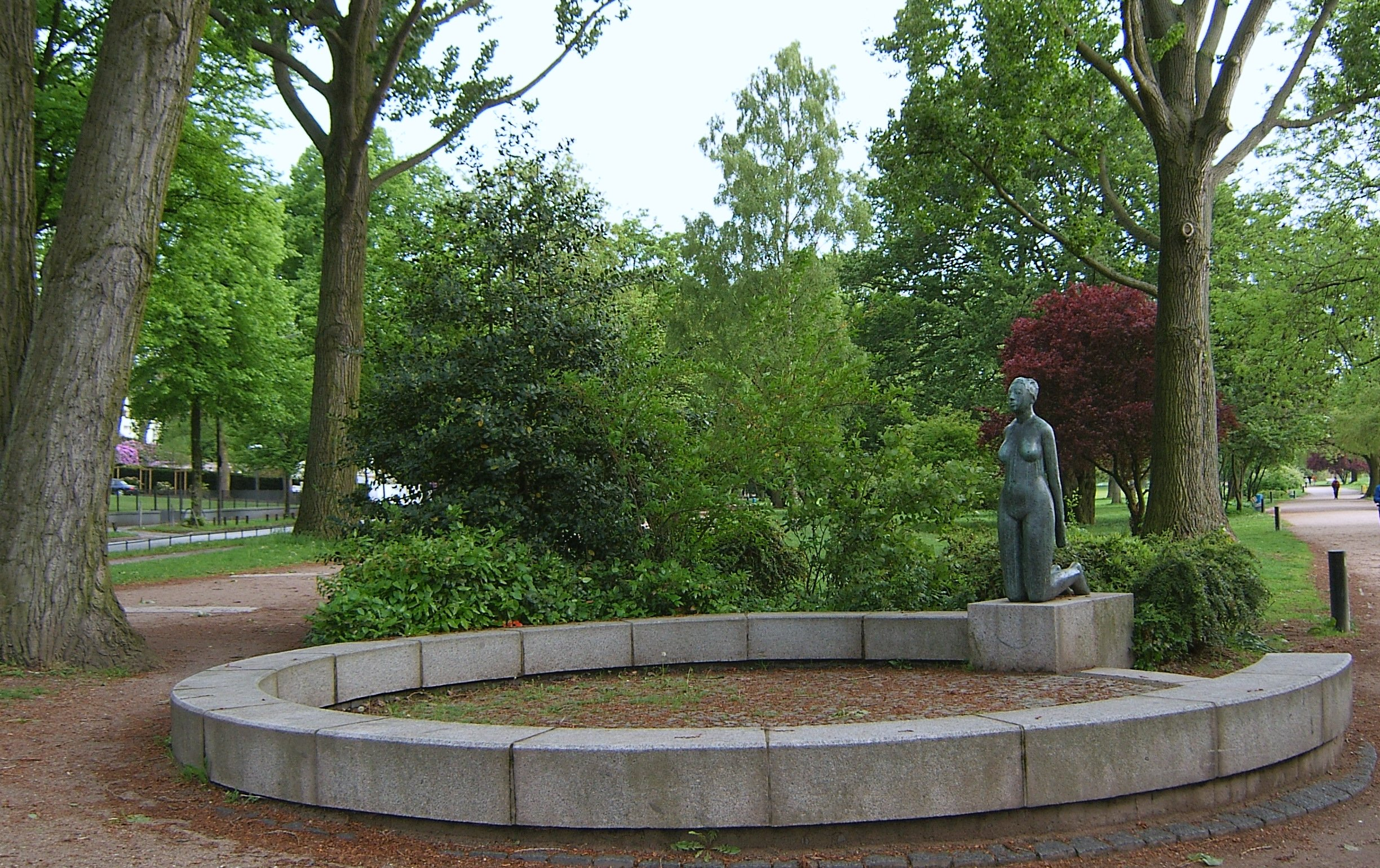
Alsterpark mit der Skulptur Kniende von Gustav Seitz

Das Alstervorland ist mit der Aufstauung der Alster im 13. Jahrhundert als sumpfige und häufig überschwemmte Wiese entstanden. Es diente bis in das 19. Jahrhundert saisonal als Weidefläche. Ab 1850 wurde mit der Errichtung neuer Schleusen der Wasserspiegel der Alster um einen Meter gesenkt; die Wiesen wurden damit weitgehend trockengelegt. Mit der Erschließung der Grundstücke des Harvestehuder Wegs legten die Eigentümer im Alstervorland ihre Gärten an. Eine Bebauung war nach den baurechtlichen Bestimmungen des 19. Jahrhunderts, die 1953 in die Außenalster-Verordnung einflossen, ausgeschlossen. Bereits Ende des 19. Jahrhunderts plante der Oberbauingenieur Franz Andreas Meyer (1837–1901) eine Ringstraße um die Alster, die den öffentlichen Zugang zu den Ufern ermöglichen sollte; im Bebauungsplan von 1902 war das Harvestehuder Vorland als öffentliche Grünanlage ausgewiesen. Doch erst nach einem von Bürgermeister Max Brauer 1950 im Senat durchgebrachten Beschluss, die kleinteiligen privaten Gärten zu enteignen, konnte ein öffentlicher Park gestaltet werden. Die Umsetzung erfolgte 1953 anlässlich der Internationalen Gartenbauausstellung (IGA). Nach dem Entwurf des Gartenarchitekten Gustav Lüttge (1909–1968) wurde der Harvestehuder Teil des Alsterparks mit einer Promenade, mit Brücken, einem Rondell, Skulpturen und einem Teich angelegt. Der Alsterpark führt ganz um die Außenalster herum. Im Alstervorland befinden sich auch die Fähranleger der Alsterschifffahrt, der Anleger Alte Rabenstraße am Beginn des Harvestehuder Wegs und etwa in der Mitte der Anleger Fährdamm.

#### Eichenpark
Am Ende des Vorlands wurde 1892 die Krugkoppelbrücke errichtet. 1927/1928 schuf Fritz Schumacher anstelle der ersten Holzkonstruktion die noch bestehende Stahlbetonbrücke mit Backsteinoptik. Sie markiert den Übergang vom Alsterfluss zum Alstersee, zugleich trennt ihre Auffahrtsstraße den
Eichenpark vom Alstervorland. Beiderseits der Brücke befindet sich ein weiterer Anleger der Alsterschifffahrt, jeweils für eine Fahrtrichtung. Während die Schiffe vor ihrer Fahrt flussaufwärts am bereits zu Winterhude gehörenden Teil des Anlegers festmachen, ist für die abwärts fahrenden Alsterdampfer eine Landebrücke am Eichenpark vorgesehen. Diese Grünanlage mit gut 200 Meter Länge liegt zwischen Alster und Harvestehuder Weg. Sie ist, ihrem Namen entsprechend, vor allem mit Stieleichen besetzt. Einzelne Bäume, die die Brandschatzungen der Franzosenzeit überstanden haben, sind über 200 Jahre alt. Die Fläche gehörte zu dem Gelände des ehemaligen Klosters Harvestehude, der Standort der Klostergebäude im westlichen Teil ist überbaut. Eine Erinnerungstafel enthält die wichtigen Daten der Geschichte des Ortes. Der Park wurde 1785 auf der zum Klosterwirtshaus gehörenden Weide, der Krugkoppel, als Englischer Landschaftsgarten angelegt. Damals waren die Ausflüge vor die Stadt und zu dem Klosterkrug sehr beliebt.

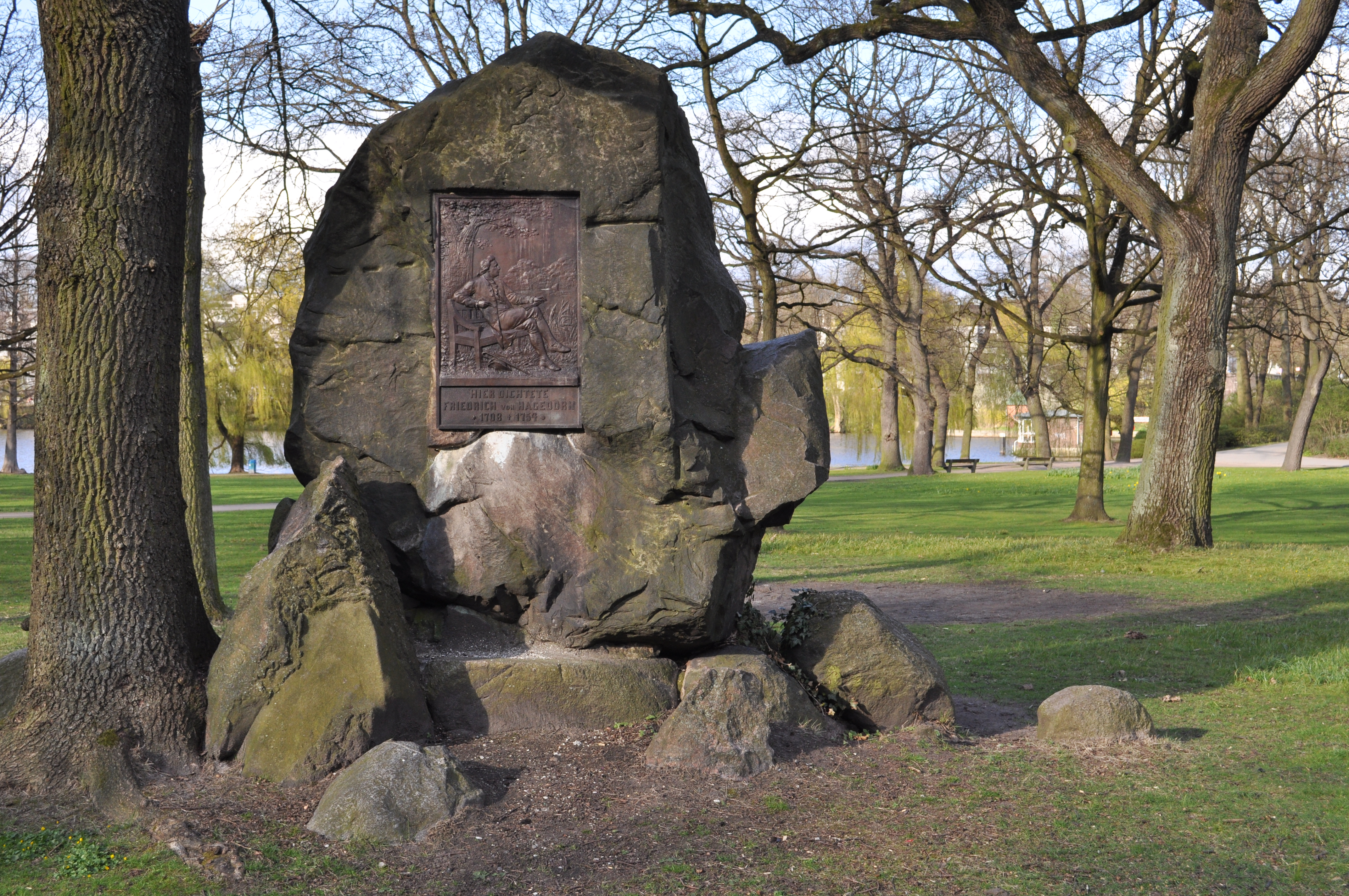
Hagedorn-Denkmal im Eichenpark

1897 setzte die Stadt Hamburg nach langen Diskussionen um dem richtigen Standort dem Dichter Friedrich von Hagedorn (1708–1754) in diesen Park einen Gedenkstein, da dort einer seiner Lieblingsplätze gewesen sein soll. Er widmete ihnen die Gedichte Ode an die Alster und Harvestehude. Überliefert ist zudem, dass er oftmals unter einer bestimmten Linde auf dem Licentiatenberg saß, die lange Jahre Hagedorn-Linde genannt wurde und als sein Denkmal galt.
Auch ein weiteres Denkmal bekam erst nach langen Jahren seinen Platz im Park. Im Auftrag des Hamburger Senats schuf der Bildhauer Friedrich Wield (1880–1940), Mitglied der Hamburgischen Sezession, zwischen 1931 und 1933 die Bronzefigur Ätherwelle. Sie erinnert an den Physiker und Sohn der Stadt Heinrich Hertz (1857–1894), dem 1886 der Nachweis von elektromagnetischen Wellen gelang. Das nationalsozialistische Regime verhinderte jedoch die Aufstellung, da Hertz Jude war. Erst aufgrund der Initiative von Boris Kegel-Konietzko, dem Erben und Verwalter des Nachlasses Friedrich Wields, wurde die Gipsfigur 1985 durch den Bildhauer Manfred Sihle-Wissel restauriert und 1987 von der Kunstgießerei Schmäke in Düsseldorf in Bronze gegossen. Das Denkmal sollte zunächst in der Grünanlage vor dem Funkhaus des NDR an der Rothenbaumchaussee aufgestellt werden, doch 1994 fand es zwischenzeitlich am Alsterufer seinen Platz. Seit 2016 steht es doch vor dem Funkhaus.

#### St. Nikolai
Die Harvestehuder Nikolai-Kirche und ihre Gemeindegebäude belegen die Grundstücke Nr. 112 bis 118. Das Ensemble wurde Anfang der 1960er Jahre gebaut und die Kirche 1962 als neue fünfte Hamburger Hauptkirche geweiht als Ersatz für die kriegszerstörte und als Mahnmal dienende ehemalige St.-Nikolai-Kirche am Hopfenmarkt in der Hamburger Innenstadt. Entworfen wurde sie von den Architekten Gerhard und Dieter Langmaack, in ihrer Ausstattung korrespondiert sie mit der alten Kirche; so ist das von Oskar Kokoschka entworfene Altarbild Ecce Homines (Seht die Menschen) von 1974 ein Pendant zu dem gleichen Mosaik in schwarz-weißer Ausführung im Chorraum der Mahnmal-Kirche. Das große Kirchenfenster war von der Glasmalerin Elisabeth Coester (1900–1941) für die alte Kirche entworfen aber aufgrund des Krieges nicht eingebaut worden. So fand es unzerstört seinen Platz in der Eingangshalle der jetzigen Nikolai-Kirche. Die Kirche war in vielen Jahren Treffpunkt der Ostermarsch-Bewegung.
Vorbesitzer des Grundstücks war im 19. Jahrhundert der Oberalte Johann Jürgen Nicolas Albrecht. Um 1900 wurde es mit Villen bebaut. 1911 lebte in der Nr. 114 Otto Meyer, Alleininhaber der Firma Otto Meyer jr. und in der Nr. 116 der Direktor der Vereinsbank, Christian E. Frege.

### Westliche Straßenseite – Alte Rabenstraße bis Milchstraße

#### Böckmannscher Garten

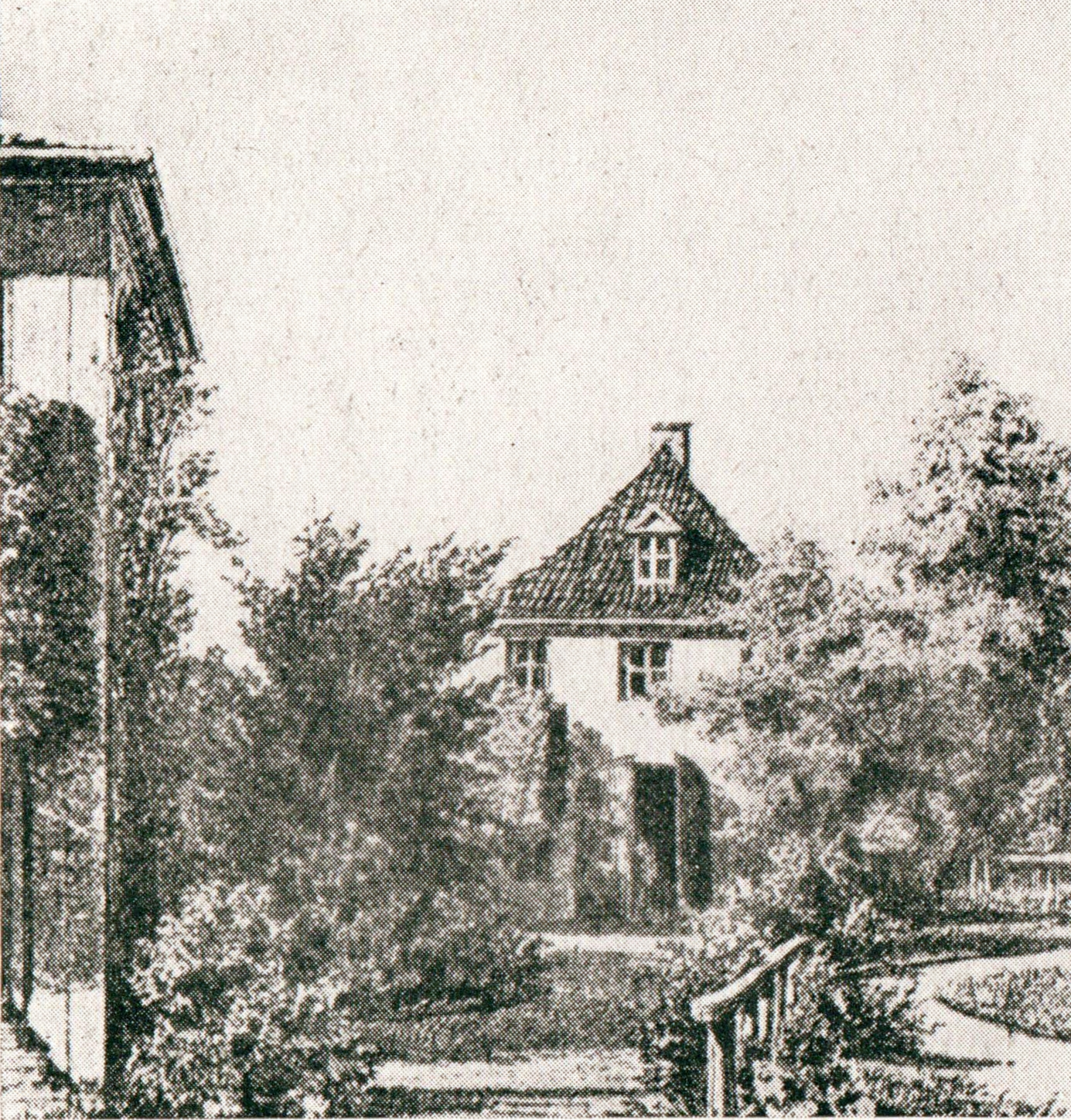
Wirtschaftsgebäude der Böckmannschen Gärten, Ausschnitt einer Lithografie von Valentin Ruths, um 1850

Bis 1856 bestand auf dem Grundstück mit den Hausnummern 1 bis 4 der Böckmannsche Garten. Die Familie Böckmann hatte seit 1680 über mehrere Generationen das Gelände von der Alten Rabenstraße bis zur Milchstraße gepachtet und als Gartenland genutzt. Ab Anfang des 19. Jahrhunderts waren nach und nach einzelne Grundstücke am Harvestehuder Weg abgegeben worden, das Eckgrundstück mit den Wirtschaftsgebäuden der Gärtnerei war das letzte im Besitz der Familie. Um 1880 wurde auch dieses bebaut, es entstand ein großes Wohnhaus im Tudorstil, das als Reihenvilla die Hausnummern 1 bis 4 trug. Das Haus stand nicht in einer Bebauungslinie mit den folgenden Einzelvillen und war deutlich zur Straße vorgezogen. Unter dieser Adresse lebten um die Jahrhundertwende mehrere Persönlichkeiten der Stadt, unter anderem der Seidenfabrikant und Gründer der Vaterstädtischen Stiftung, Johann Rudolf Warburg und seine Frau Bernhardine Warburg (1870–1925) und der Millionär F.F. Smith. Während des Nationalsozialismus war in den Gebäuden die Hamburger Dienststelle der Kriegsmarine untergebracht. Im Krieg wurde es zerstört.
1953 wurde das Grundstück in einer Gesamtgestaltung der Eckgrundstücke der Alten Rabenstraße durch den Architekten Ferdinand Streb neu bebaut. Es entstand ein Pendantbau zum gegenüberliegenden Iduna-Germania-Gebäude, zu dessen ausschwingendem Südflügel der kubische Eckbau als Kontrapunkt gesetzt ist. Das Verwaltungsgebäude war für die Vela-Versicherung errichtet worden, in den 1960er Jahren bezog die Deutsche Grammophon das Haus. Nach einem Umbau wurde der Eingang verlegt, seitdem dient es als Bürohaus mit verschiedenen Mietern und ist ausschließlich über die Alte Rabenstraße 32 zu erreichen, die Adresse Harvestehuder Weg 1–4 wurde aufgehoben.

#### Slomanburg

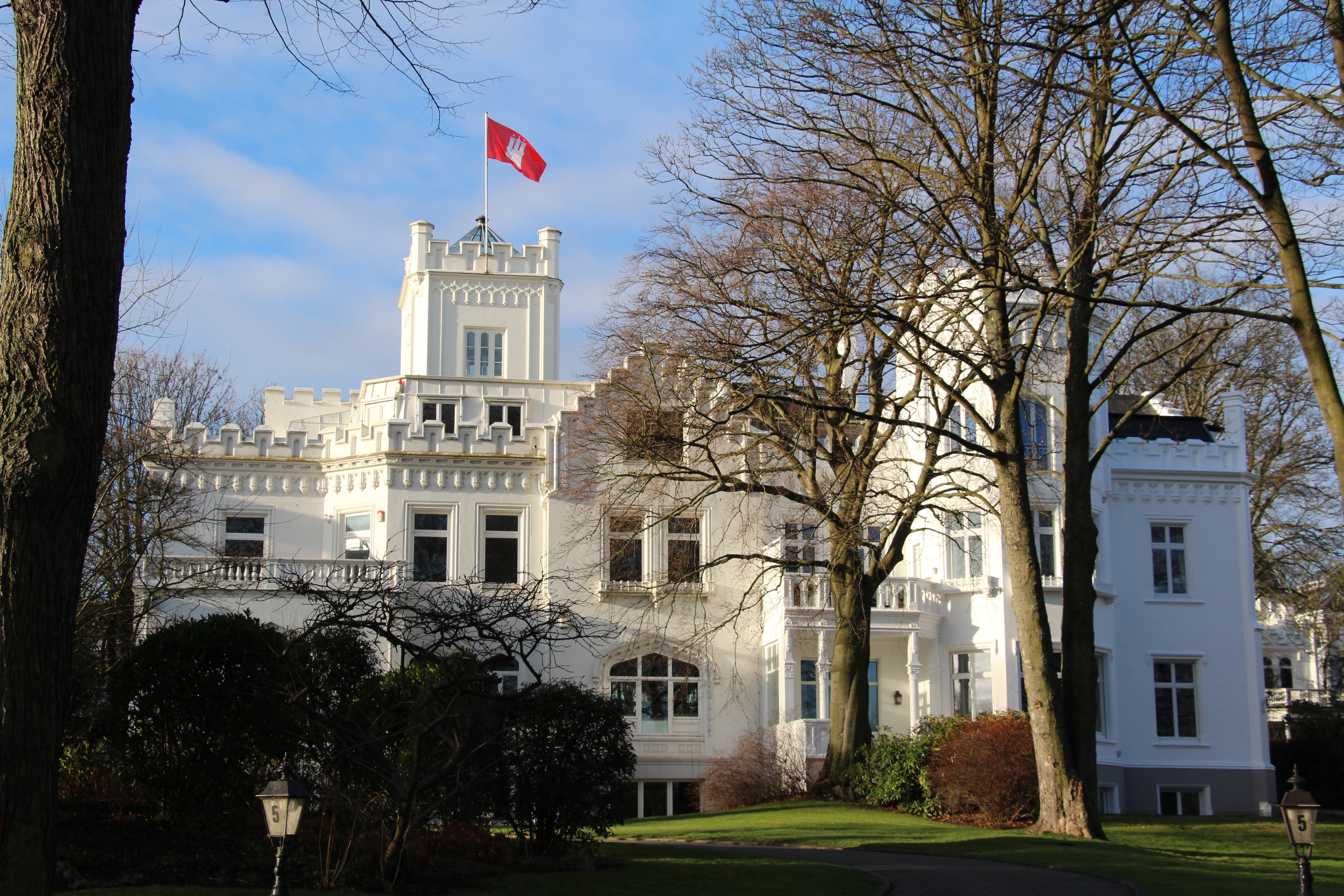
Die Slomanburg, 2013

Die Doppelvilla wurde 1848 auf dem Grundstück der Gärtnerei Böckmann von dem Architekten Jean David Jollasse mit der Nr. 5 für den Reeder Robert Miles Sloman (1783–1867) und mit der Nr. 6 für den Kaufmann und Senator Ascan Wilhelm Lutteroth (1783–1867) errichtet. Wegen ihres burgartigen Aussehens mit Türmen, Staffelgiebeln und einem zinnenbesetzten Hauptgesims wird sie auch Slomanburg genannt. Sie war das erste Gebäude am Harvestehuder Weg, das als Hauptwohnsitz konzipiert war:

„Als mein Vater und Herr Sloman 1848 ihre Villen am Harvestehuder Weg bauen ließen mit der Absicht, sie auch im Winter zu bewohnen, schüttelten viele ihrer Freunde den Kopf, denn es galt bei dem jeglichen Mangel an dem heute gewohnten selbstverständlichen Komfort für ein gewisses Wagnis, den Winter in solcher Entfernung von der Stadt, außerhalb ihrer Tore mit der Torsperre zuzubringen.“

1911 lebten in der linken Hausseite die aus einer hugenottischen Familie stammenden Kaufleute Louis und Ad. Th. Des Arts. Beide gehörten als Teilhaber der Firma Des Arts & Co. zu den reichsten Familien Hamburgs. Louis Des Arts war der Eigentümer dieses Gebäudeteils. Die rechte Haushälfte gehörte einem weiteren Millionär, dem Amtsrichter Martin Anton Popert. Seit 1972 steht die gesamte Villa unter Denkmalschutz.

#### Horschitz-Villen
Die Grundstücke der Hausnummern 7 und 8 wurden gegen Ende des 19. Jahrhunderts mehrfach parzelliert, so dass bei der amtlichen Nummerierung die Zwischennummern a und b vergeben wurden. Auf dem Grundstück Nr. 7 wurde 1852 das Sthamersches Landhaus der Familie Sthamer errichtet. 1883 übernahm Robert Miles Sloman jun. (1812–1900) das Gelände und ließ eine ganzjährig zu bewohnende Villa bauen. Diese überließ er 1890 seiner Tochter Stefani Brödermann (1848–1945), die bis zu ihrem Tod dort lebte und 1911 als eine der reichsten Frauen der Stadt galt. Um 1970 wurde das Grundstück zusammen mit dem Nachbargrundstück Nr. 7a mit einem Appartementhaus neubebaut. Neben der Wohnung befindet sich dort auch das chilenische Generalkonsulat. Das Gelände gehört noch den Erben der Familie Sloman.
Die Grundstücke Nr. 7a, 7b und 8 gehörten in der Mitte des 19. Jahrhunderts der Familie Doormann, die dort ihr Landhaus hatte. Um 1870 erwarb sie der Kaufmann Sally Horschitz (1822–1883) und ließ 1872 bei der Nr. 8 durch den Architekten Albert Rosengarten eine Villa in klassizistischer Tradition mit Belvedere, Portikus und Dreiecksgiebel bauen. Bereits 1879 verkaufte er das Haus wieder und ließ an dessen linker Seite bei der Nr. 7 b eine weitere Villa errichten. Auch das Grundstück 7a wurde 1879 bebaut, hier lebte der Kapitän und Kaufmann Johannes Lühmann. 1921 musste er Insolvenz anmelden und die Villa verkaufen. 1890 bezog die Preußische Gesandtschaft das Haus Nr. 7b, 1912 kam die ältere Villa Horschitz Nr. 8 hinzu. Von 1921 bis 1945 übernahm die Stadt Hamburg alle drei Villen für die Oberfinanzdirektion.
Nach dem Krieg beschränkte sich die Behörde auf das Gebäude Nr. 7b, 1967 zog sie in den Harvestehuder Weg 14 um. Das Haus Nr. 7a wurde um 1970 abgerissen und zusammen mit dem Grundstück Nr. 7 überbaut. Die Horschitz-Villa auf Nr. 8 war ab 2000 wegen teurer Sanierung und mehrmaliger Verkäufe im öffentlichen Interesse.

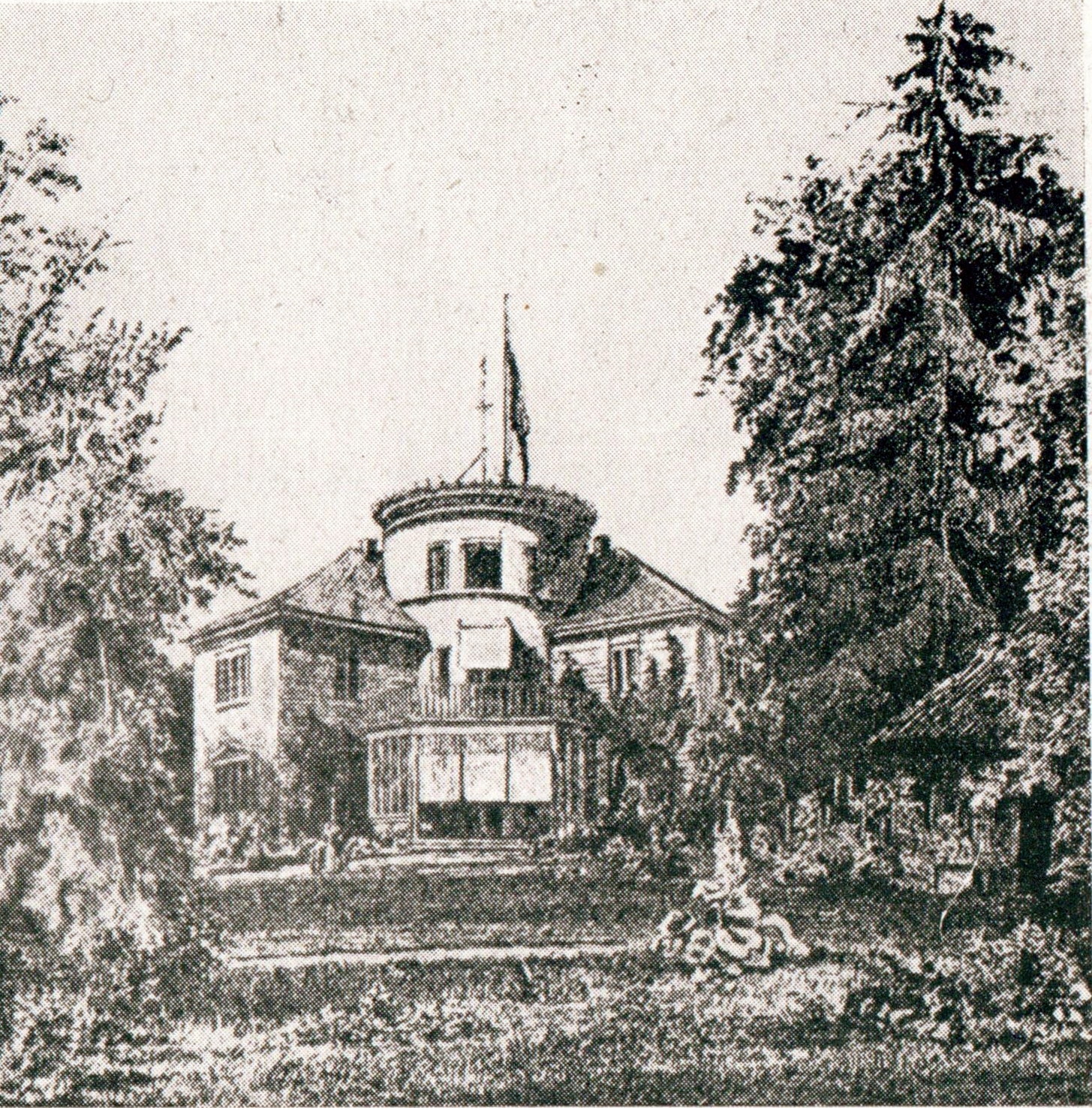
Haus Nr. 7: Sthamersches Landhaus um 1850
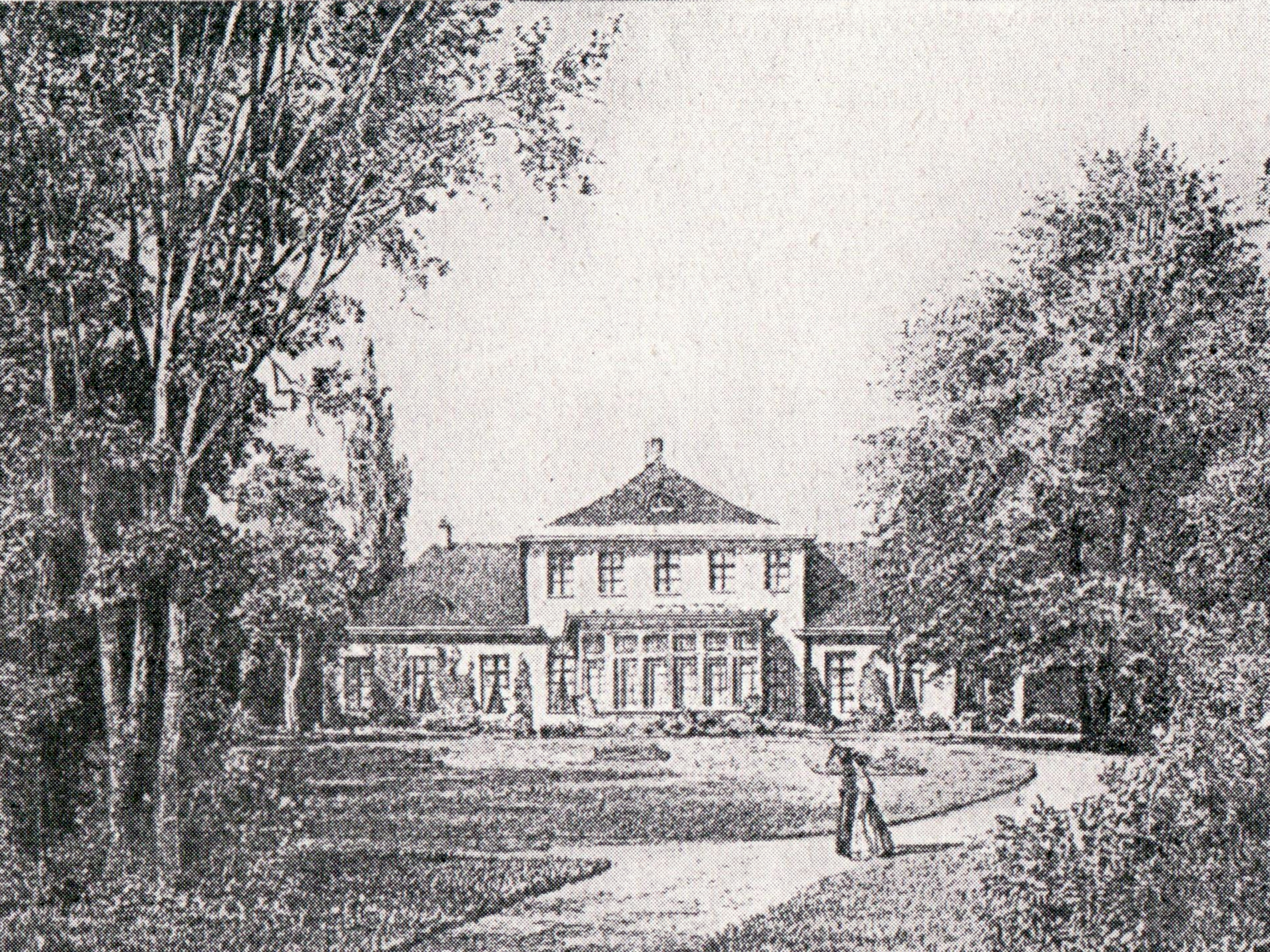
Haus Nr. 8: Doormanns Landhaus um 1850
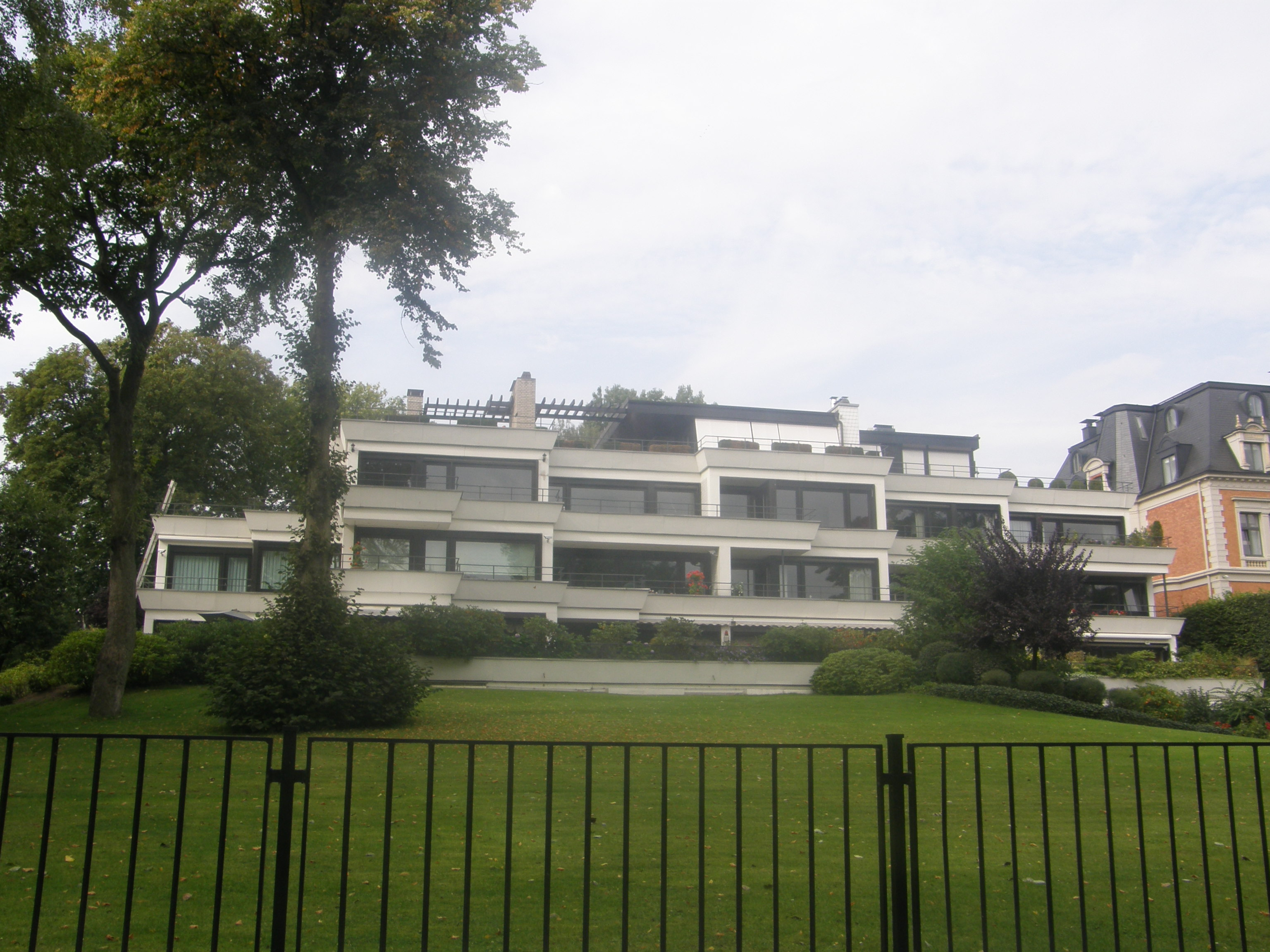
Haus Nr. 7 und 7a, seit 1970
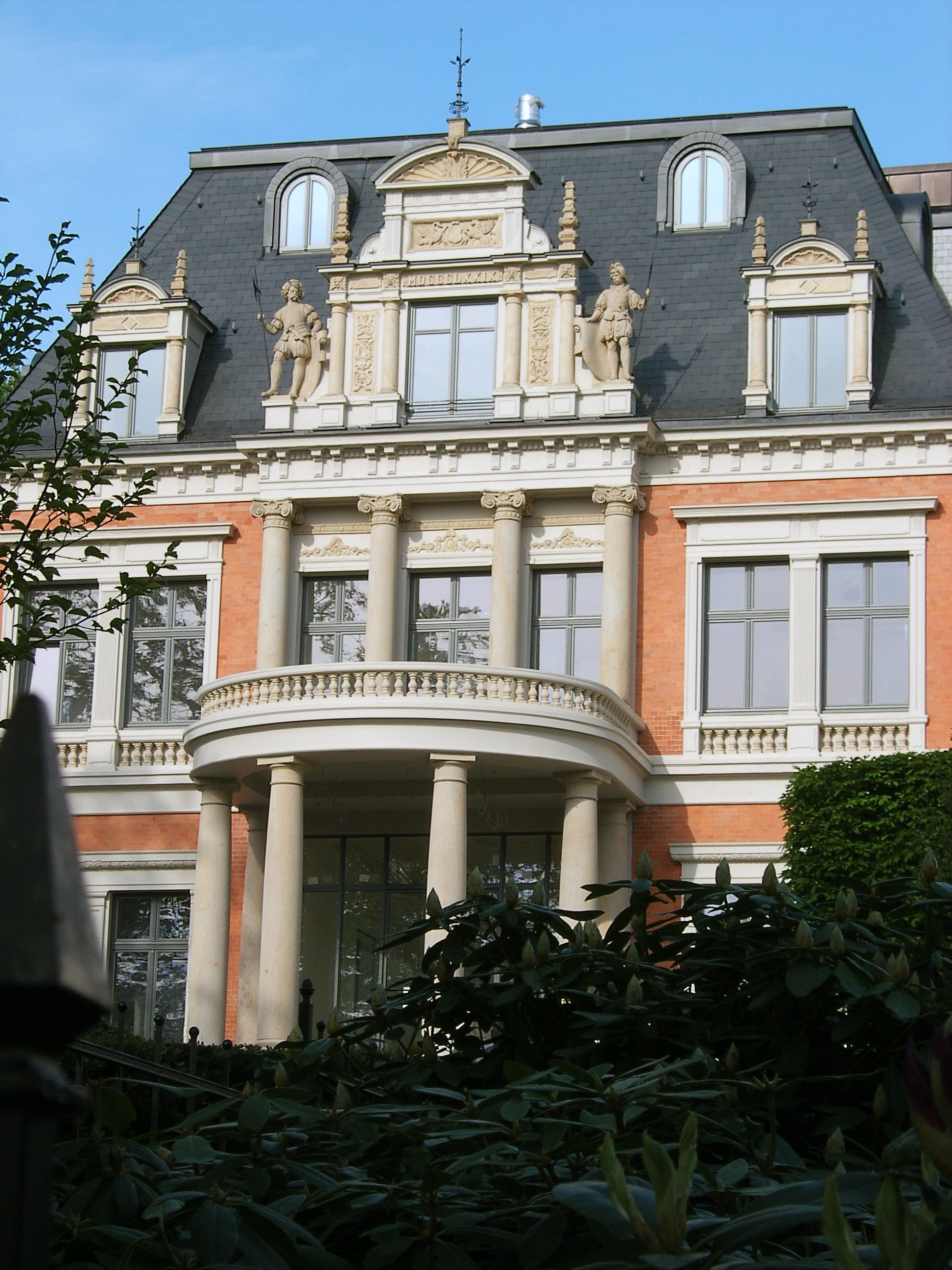
Haus Nr. 7b: Villa Horschitz II von 1879
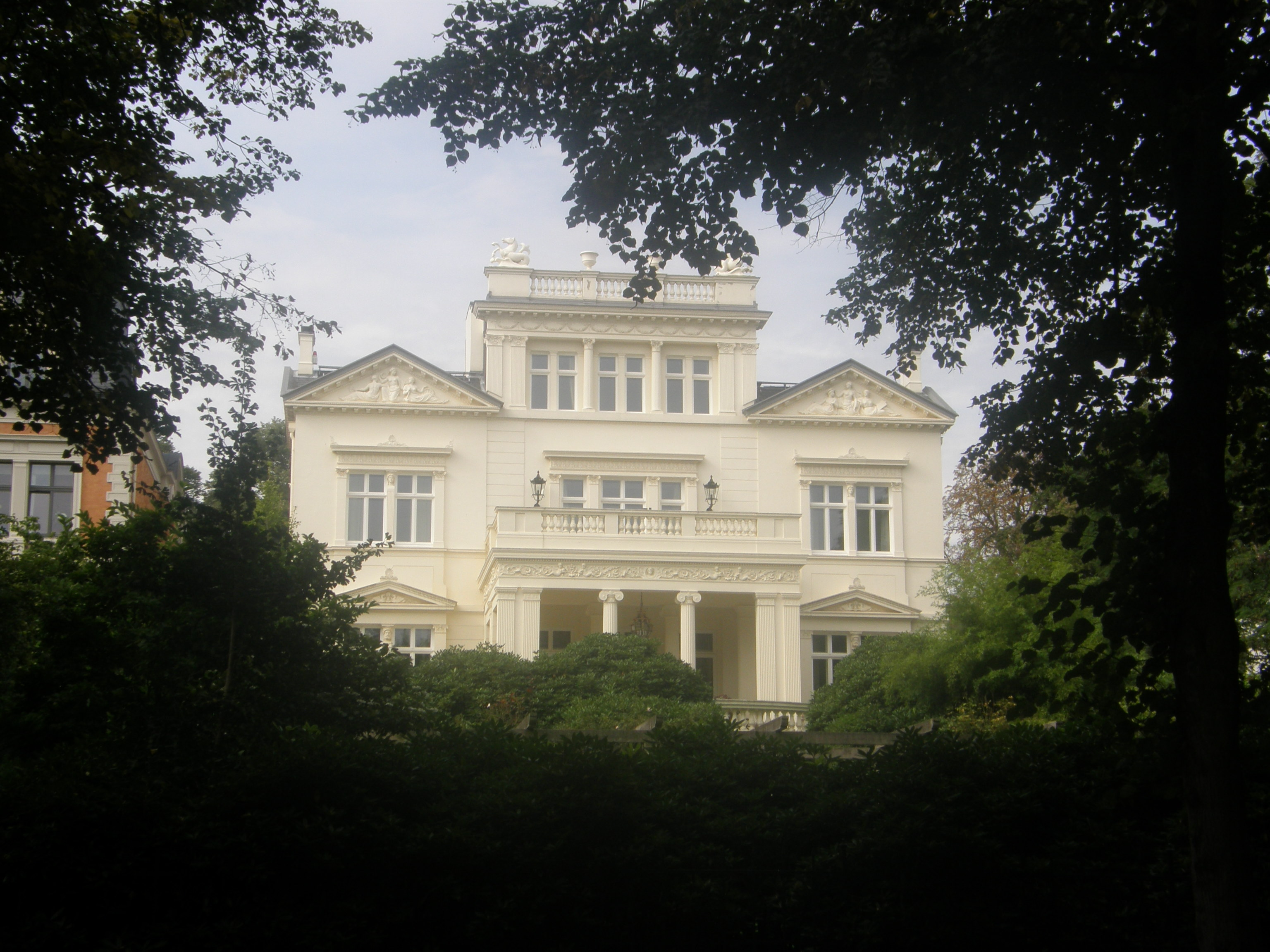
Haus Nr. 8: Villa Horschitz von 1872

#### Villa Laeisz
Das Grundstück mit der Hausnummer 8a wurde von dem Reeder Carl Laeisz (1828–1901) bereits 1870 erworben. Nach seinem Tod ließ die Witwe Sophie Laeisz (1831–1912) die Villa in den Jahren 1905/1906 durch den Architekten Ernst Paul Dorn errichten, sie sollte ihr Altersruhesitz werden. Der Bau gilt als zurückhaltender Jugendstil, überlagert durch spätbarocke Formen und betont mit seinem Gliederungsschema durch Säulen und Balkone die Mitte der Hausfassade. Die pavillonartigen Vorbauten werden als Reminiszenz an den Architekten Martin Haller angesehen.
Nach Sophie Laeisz’ Tod blieb die Villa noch zwei Jahre im Eigentum der Familie und wurde von ihrem Enkel Erich Laeisz (1888–1958), dem Erben der Reederei, bewohnt. 1914 übernahm der im chilenischen Salpeter-Geschäft reich gewordene Kaufmann Hermann Fölsch das Haus. Zwischen 1920 und 1923 ließ er durch den Architekten Georg Radel umfassende Umbaumaßnahmen durchführen. 1928 ging das Haus auf den Sohn Conrad Johann Fölsch über. Der Börsenkrach von 1929 führte zum Zusammenbruch der Firma Fölsch, das Unternehmen musste 1930 liquidiert werden, die Einrichtung des Hauses sowie zahlreiche Antiquitäten, Sammlungs- und Kunstgegenstände wurden im Juni 1931 versteigert. Das Haus selbst konnte anscheinend zunächst gehalten werden, Conrad Fölsch lebte dort bis 1934.
Im April 1934 wurde die Villa durch den gleichgeschalteten Hamburger Senat gekauft, die Umstände legen nahe, dass es sich um einen Zwangsverkauf handelte, der Kaufpreis betrug 115.000 Reichsmark statt des veranschlagten Wertes von 238.000 Reichsmark. Der Kauf fand auf Anordnung der SS (Oberabschnitt Nord-West) statt, die das Haus übernahm und ihre Dienststelle dort einrichtete. Dieses Verfahren wurde rechtlich durch eine Anordnung des Reichsministers für Finanzen vom 3. März 1934 gedeckt, nach der der NSDAP und ihren Gliederungen staatliche und öffentliche Gebäude überlassen werden mussten. Bis 1945 wurden zahlreiche Umbauten und Erweiterungen vorgenommen, ab 1942 unter Einsatz von Häftlingen aus dem KZ Neuengamme.
Nach der Einnahme Hamburgs beschlagnahmten britische Truppen Gebäude und benutzten es zunächst als Lagerraum und Kleiderkammer. 1949 ließ es der Landeskommissar und spätere britische Generalkonsul John K. Dunlop als „Wohn- und Gästehaus für eigene Zwecke“ einrichten, mit einem weiteren Umbau erweiterte er das Haus 1952 für das Britische Generalkonsulat, das dort bis 2006 residierte. 1986 wurde das Gebäude unter Denkmalschutz gestellt. Im Mai 2008 übernahm die Sal. Oppenheim-Privatbank die Villa.

#### Musikhochschule

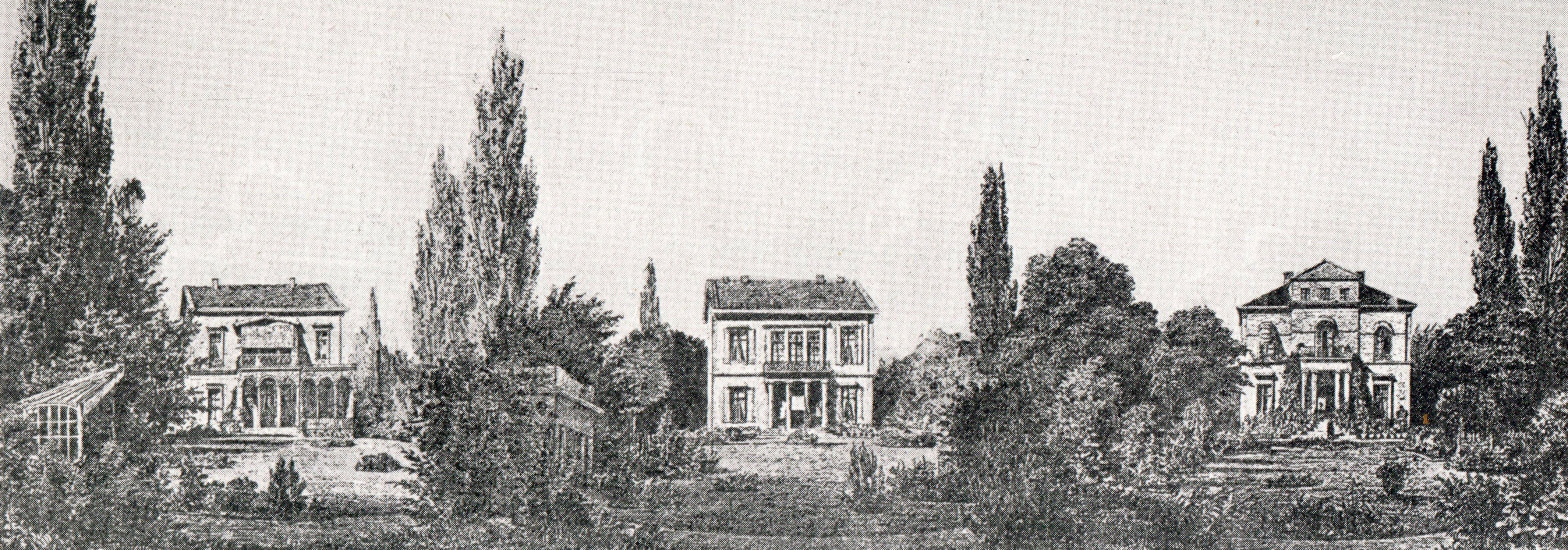
Die Landhäuser der Familien Hellmrich, Albrecht und Sloman um 1850

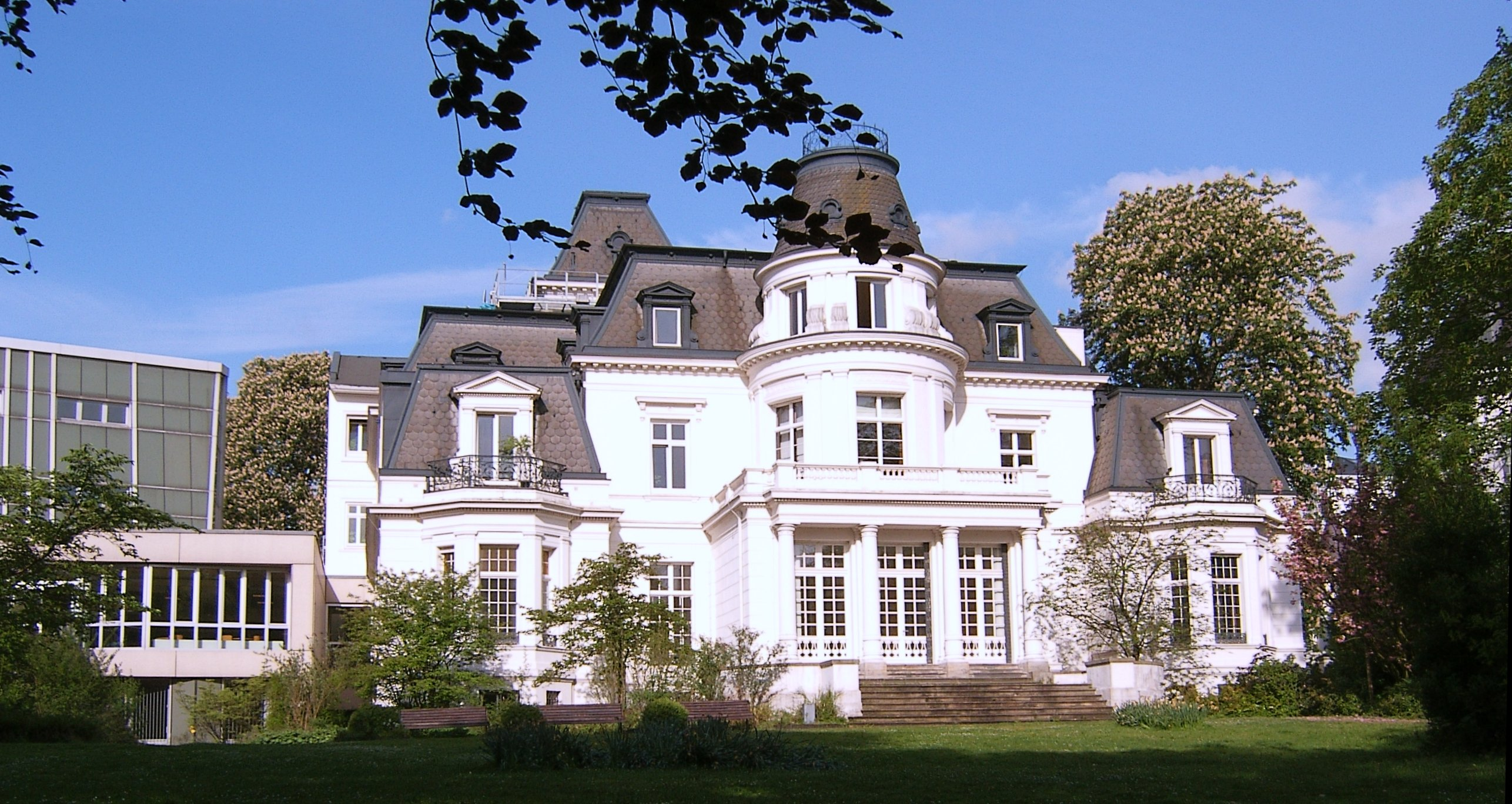
Budge-Palais der Musikhochschule, 2006

Mitte des 19. Jahrhunderts befanden sich auf den Grundstücken der Hausnummern 10 bis 12 die Landhäuser der Hamburger Familien H. A. Hellmrich, S. Albrecht und Robert Miles Sloman. Grundstück Nr. 11 wurde 1872 mit einer Villa bebaut, in der zunächst der Millionär S. Löwenstein und später der Innenarchitekt Kurt Clavier lebte. Auf dem Grundstück Nr. 12 errichtete der Architekt Martin Haller 1884 ein Haus für den Schiffsmakler Ivan Gans. Um 1900 kauften es Henry (1840–1927) und Emma Budge (1852–1937) und ließen es von Haller zu dem später so genannten Budge-Palais erweitern. Von der Villa Gans sichtbar erhalten sind der mittlere, zweigeschossige Trakt und die beiden Außenflügel mit Erkern. Zur Alsterseite hin wurde das Gebäude mit dem halbrunden Mittelrisaliten und den ausgebauten steilen Dächern erweitert. In den Jahren 1909/1910 kam auf der Rückseite ein Saalanbau hinzu, der als Spiegelsaal eingerichtet, privaten Theater- und Musikaufführungen diente. Das Grundstück Nr. 10 wurde 1910 für Hermann Blohm (1848–1930), dem Gründer der Werft Blohm + Voss, bebaut; zur Unterscheidung von anderen Bauten der Familie Blohm am Harvestehuder Weg wurde das Gebäude als Villa Blohm I bezeichnet.
Diese drei Villen wurden während der Zeit des Nationalsozialismus Amts- und Wohnsitz des Hamburger Reichsstatthalters Karl Kaufmann; in seiner zweiten Funktion als Gauleiter residierte er in der großen Villa Am Alsterufer 27, dem heutigen Amerikanischen Generalkonsulat. 1935 erwarb Kaufmann zunächst die Villa von der Familie Blohm bei der Nr. 10 und richtete dort ein Verwaltungsgebäude ein. Anschließend machte er Emma Budge ein Kaufangebot, das diese jedoch ablehnte. Nach ihrem Tod 1937 brachte die Stadt Hamburg, durch Druck auf die jüdischen Erben und Testamentsvollstrecker, das Haus in ihren Besitz. Missachtet wurde dabei der letzte Wille Emma Budges, die ihre 1932 mit dem damaligen Staatsrat Leo Lippmann ausgehandelte Vereinbarung der Schenkung des Hauses an die Stadt, nach der Machtübernahme der Nationalsozialisten in ihrem Testament widerrief und ausdrücklich verfügte, dass das Haus nicht in das Eigentum Hamburgs übergehen dürfe. Die letzten Bewohner der Villa, Henry Budges Neffe Siegfried Budge (1869–1941) und seine Ehefrau Ella Budge (1875–1943), mussten nach dem Eigentumsübergang das Haus verlassen, beide starben während der weiteren Verfolgung durch die Nationalsozialisten.
Der Eigentümer des Hauses Nr. 11, Kurt Clavier, wollte 1938 sein Haus an das ägyptische Konsulat verkaufen, doch wurde ihm die dazu notwendige Genehmigung verweigert. Stattdessen nahm die Hamburger Grundstücksverwaltungsgesellschaft die Villa unter Treuhand und verkaufte sie 1939 zu einem deutlich reduzierten Preis an die Stadt Hamburg. Das Vermögen Claviers wurde durch die Oberfinanzdirektion mit einer Sicherungsanordnung nach dem Devisengesetz versehen; Clavier gelang die Emigration nach Südafrika.
Die Reichsstatthalterei bezog 1938 das Budge-Palais (die Villen auf den Grundstücken Nr. 10 und 11 wurden in den Komplex als Verwaltungstrakte und Angestelltenhäuser einbezogen). Auf dem hinteren Grundstück zwischen Nr. 10 und 11 ließ Kaufmann 1939/1940 für sich und seinen Stab einen Bunker einrichten. Dieser wurde im April 2010 unter Denkmalschutz gestellt.

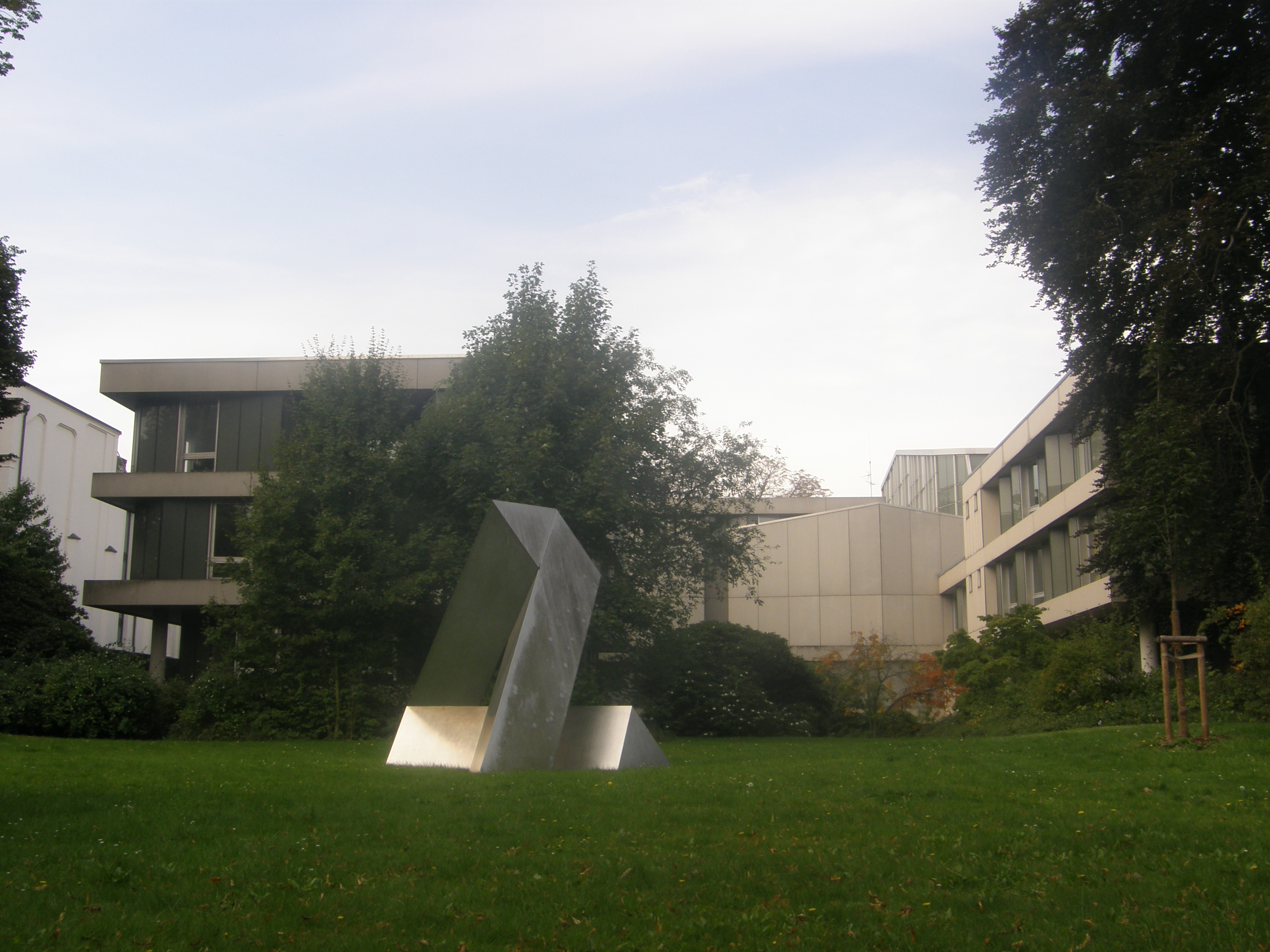
Anbauten der Musikhochschule und die Skulptur Dreiklang von Jan Meyer-Rogge

1945 beschlagnahmten die britischen Truppen die drei Gebäude und belegten sie bis 1955. Im Haus Nr. 10 kam zeitweilig die Gerichtsmedizin unter. In einem Wiedergutmachungsverfahren handelte der von den Nationalsozialisten eingesetzte und nach 1945 nicht abgesetzte Testamentsvollstrecker Emma Budges mit der Stadt Hamburg einen Vergleich über den Grundstückskomplex Harvestehuder Weg 12 aus, ohne dass die in den USA lebenden Erben benachrichtigt wurden. Am 10. November 1952 wurde nach einem Beschluss des Landgerichts Hamburg der Budge-Palais einschließlich der Nebengrundstücke für einen Nachzahlungsbetrag von 22.500 DM an die Stadt veräußert.
Seit 1959 wird das Budge-Palais von der Hochschule für Musik und Theater genutzt. Zu deren Erweiterung wurden die ehemalige Blohm-Villa 1960 und die ehemalige Clavier-Villa 1964 abgerissen, der 1909 errichtete Spiegelsaal wurde abgetragen. Sein Interieur konnte im Museum für Kunst und Gewerbe untergebracht und dort 1986 rekonstruiert werden. Die Anbauten der Musikhochschule wurden nach Entwürfen des Architekten Fritz Trautwein (1911–1993) zwischen 1969 und 1982 errichtet. 1974 schuf der Künstler Jan Meyer-Rogge die Skulptur Dreiklang aus Leichtmetall, die vor der ehemaligen Hausnummer 11 installiert ist. Seit 1993 erinnert am Eingang Milchstraße eine Bronzetafel an Henry und Emma Budge und im Sommer 2007 wurden zum Gedenken an Ella und Siegfried Budge zwei Stolpersteine in den Gehweg gesetzt.

### Westliche Straßenseite – Milchstraße bis Klosterstern

#### Villa Beit und Villa Behrens

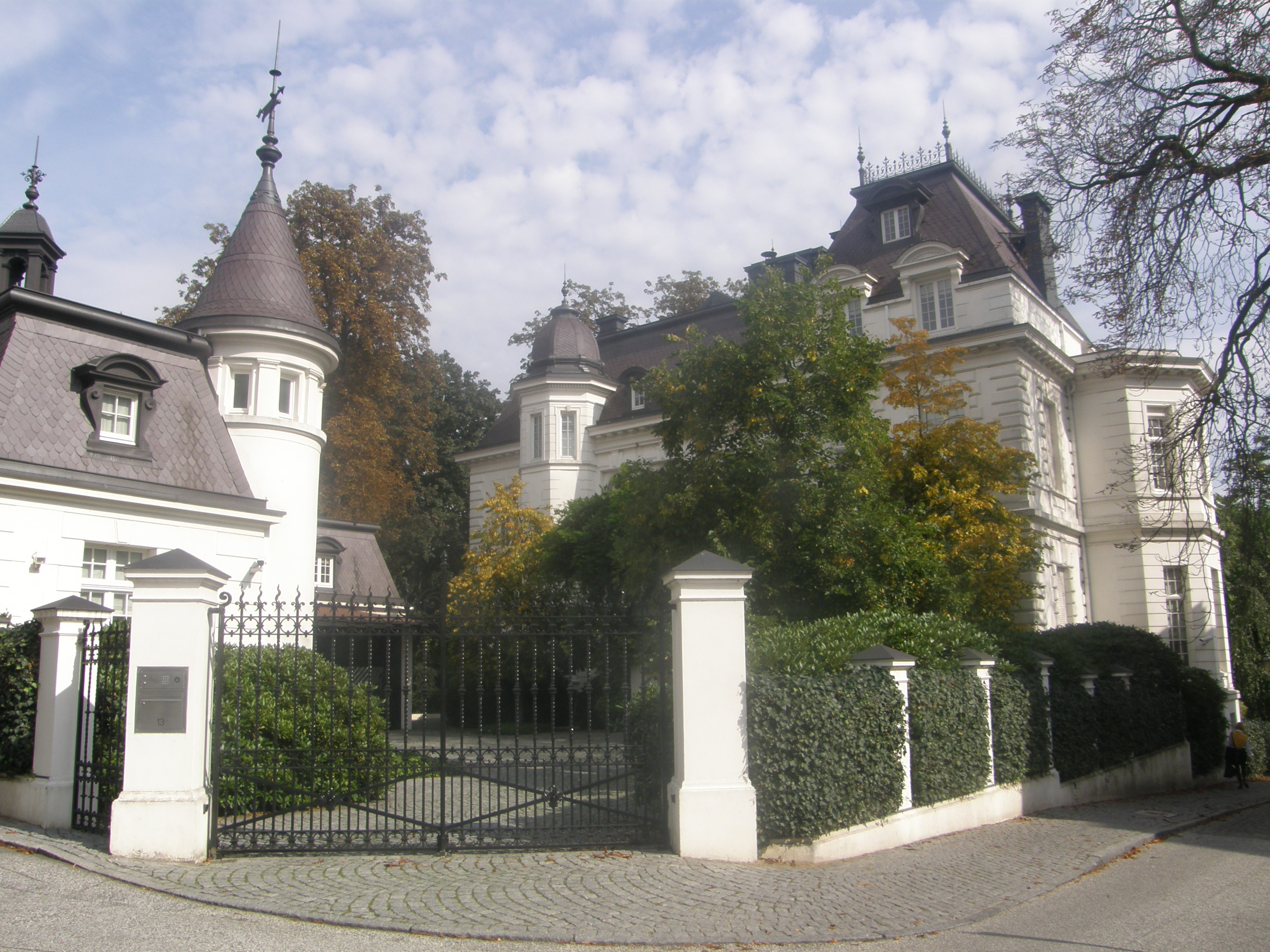
Villa Beit: Eingangsbereich an der Milchstraße

Auch die Grundstücke Nr. 13 bis 15 waren in der Mitte des 19. Jahrhunderts teilweise mit Landhäusern namhafter Hamburger Familien bebaut. Bei der Nr. 13 stand das Sommerhaus des Kaufmanns Johann Friedrich Carl Refardt sen. (1800–1871), das dieser 1848 gekauft hatte. Dessen Erben verkauften die Immobilie im November 1886 an Moritz Gustav Warburg. 1890/1891 errichtete der Architekt Martin Haller an seiner Stelle ein imposantes Haus für Johanna Beit, die Witwe des Chemikers Ferdinand Beit (1817–1870). Nach ihrem Tod erbte ihr Sohn Ferdinand Beit jun. (1858–1928) die Villa. Bemerkenswert an diesem Bau sind insbesondere die Remise und die Wirtschaftsgebäude mit zahlreichen Türmchen und Vorbauten im Hof des Eingangsbereichs an der Milchstraße, der als cour d’honneur bezeichnet wird.

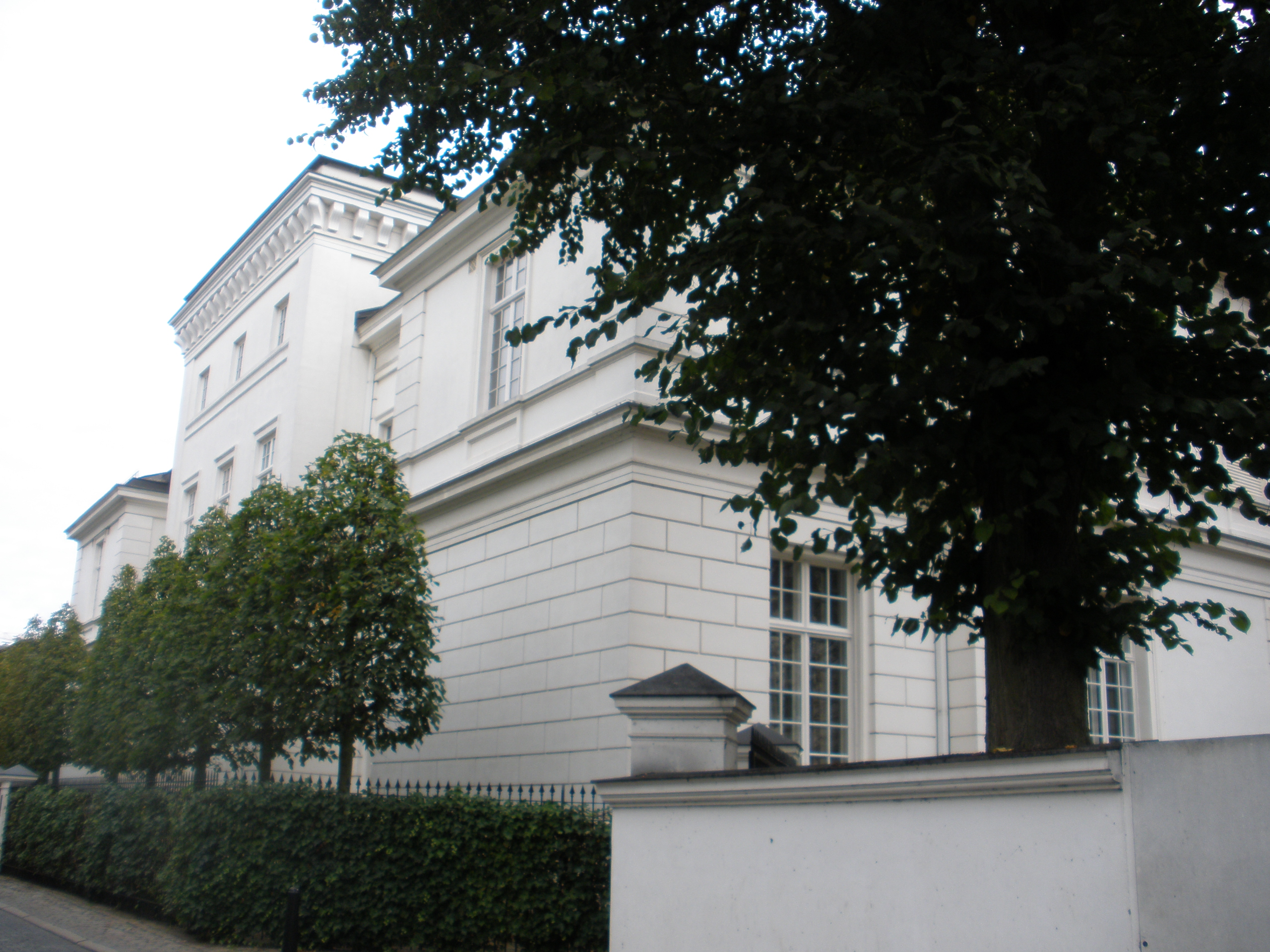
Villa Behrens aus rückwärtiger Sicht am Pöseldorfer Weg

Nr. 14 war ein 1845 von dem Architekten Alexis de Chateauneuf für Frau von Heß, geborene Hudtwalcker, errichtetes Haus und Nr. 15 gehörte dem Kaufmann C. F. Michahelles. Auf dem Grundstück Nr. 14 baute Haller bereits 1866 für den Kaufmann Isaac Joseph Jaffé (1806–1890) ein Wohnhaus. Der Bankier Eduard L. Behrens kaufte es 1896 mitsamt dem Nachbargrundstück Nr. 15. Haller wurde mit der Erweiterung und Zusammenführung der Bauten beauftragt. Es entstand ein langgestrecktes Gebäude, das an eine Schlossanlage erinnert. Zusammen mit dem Budge-Palais gilt diese Reihung weiß verputzter großer Villen des Architekten Haller als Inbegriff der Alsterarchitektur. Die Eigentümer Beit und Behrens gehörten bis zur Zeit des Nationalsozialismus zu den reichsten Familien Hamburgs, sie galten als großzügige Mäzene und unterstützten materiell wie ideell unter anderem den Ausbau der Kunsthalle und der Universität. Sie waren assimilierte Juden, evangelisch getauft und teilweise durch Heirat mit anderen Hamburger Kaufmannsfamilien verwandt und verschwägert. Insbesondere gehörten sie durch ihre wirtschaftlichen und politischen Tätigkeiten zur Hamburger Oligarchie. Nach der Machtübernahme griffen die Nationalsozialisten in die Vermögensverhältnisse ein, sowohl die Erben Beits als auch die Familie Behrens mussten ihre Grundstücke und Villen am Harvestehuder Weg an die Stadt Hamburg verkaufen. In die Villa Beit zogen Angestellte der Reichsstatthalterei ein, die Villa Behrens wurde ab 1939 von der Wehrmacht belegt.
Nach dem Krieg beschlagnahmten die Briten die Villen, bis 1950 war dort unter anderem eine britische Offiziersmesse untergebracht. In der Nr. 13 residierte ab 1952 die Olympic Maritime, eine Reederei im Imperium von Aristoteles Onassis, das Haus wurde für deren Zwecke von dem Architekten Cäsar Pinnau umgebaut. In die Villa Nr. 14 zog 1967 die Oberfinanzdirektion ein. Beide Villen wurden Ende der 1990er Jahre von der Modemacherin Jil Sander erworben, in der Nr. 14 ist die Modefirma Jil Sander Collection GmbH untergebracht. Seit 1993 stehen die Häuser einschließlich ihrer Nebengebäude und Remisen unter Denkmalschutz.

#### Landhäuser Eybe und Amsinck
Die Grundstücke mit den Hausnummern 18 bis 20 haben die längste Bebauungsgeschichte im ehemaligen Gartenland. So errichtete der Architekt Johann August Arens bei der Nr. 18/19 in den Jahren 1795/1796 ein Landhaus für den Senator Nicolaus Bernhard Eybe (1749–1821) und im Jahr 1802 auf dem benachbarten Grundstück Nr. 20 ein Landhaus für die Familie des Hamburger Bürgermeisters Wilhelm Amsinck (1752–1831). Das Grundstück hatte bereits dessen Vater Paul Amsinck (1714–1777) im Jahr 1776 erworben. Beide Häuser wurden 1813 während der Franzosenzeit zerstört und anschließend wieder aufgebaut. Um 1850 befanden sich am gleichen Ort die Landhäuser der Söhne Wilhelm Eybe (1783–1852), ebenfalls Senator, und Johannes Amsinck (1792–1879), Kaufmann.
Das Grundstück Nr. 18 und 19 wurde am Ende des 19. Jahrhunderts parzelliert, es entstanden zwei Villen. 1911 lebte in der Nr. 18 der Jurist Wilhelm Anton Riedemann, Mitbegründer der Deutsch-Amerikanischen Petroleum Gesellschaft und in der Nr. 19 Gerhard Bruns, Teilhaber der Holzimportfirma Goßmann & Jürgens und Mitbegründer der Hamburger Wissenschaftlichen Stiftung. 1925 übernahm Rudolf Blohm das Grundstück Nr. 19 und ließ es mit einer Villa bebauen, der so genannten Villa Blohm II. Wegen seiner Verstrickungen in der nationalsozialistischen Rüstungspolitik wurde dieses Haus 1945 von der britischen Besatzungsmacht beschlagnahmt. Es wurde in den 1950er Jahren in ein Mehrfamilienhaus umgewandelt. Prominente Mieter waren Gustaf Gründgens und Oscar Fritz Schuh. Auch das Grundstück Nr. 19 wurde um 1930 neu bebaut. Dort entstand ein zweistöckiges Bürogebäude aus Backstein mit hohem Säuleneingang, das heute noch so genutzt wird. Unter anderem hat hier das Container-Leasing-Unternehmen des ehemaligen Wirtschaftssenators Ian Karan seinen Sitz.
Das Grundstück Nr. 20 blieb im Besitz der Familie Amsinck. 1885 baute Martin Haller für den Reeder Martin Garlieb Amsinck (1831–1905) anstelle des alten Landhauses eine repräsentative Villa. Nach Martin Amsincks Tod bezogen seine Tochter Clara und sein Schwiegersohn, der spätere Bürgermeister von Hamburg, Max Predöhl (1854–1923), das Haus. Während des Zweiten Weltkriegs wurde das Gebäude bei einem Bombenangriff zerstört. 1953 entstand dort eine große klassizistische Villa, die bis in das Jahr 2004 das Französische Konsulat beherbergte.

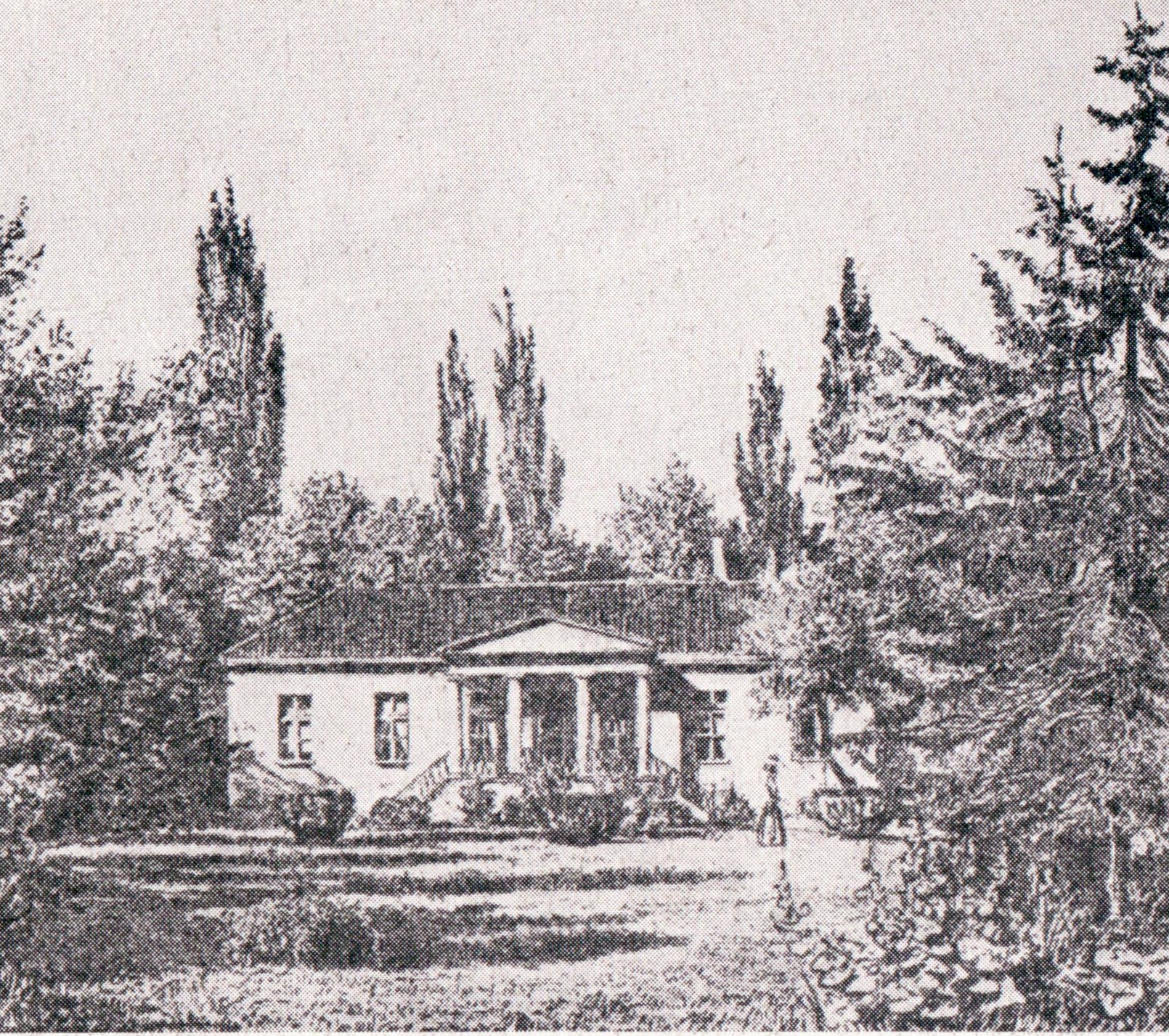
Nr. 18–19: Landhaus Eybe, um 1850
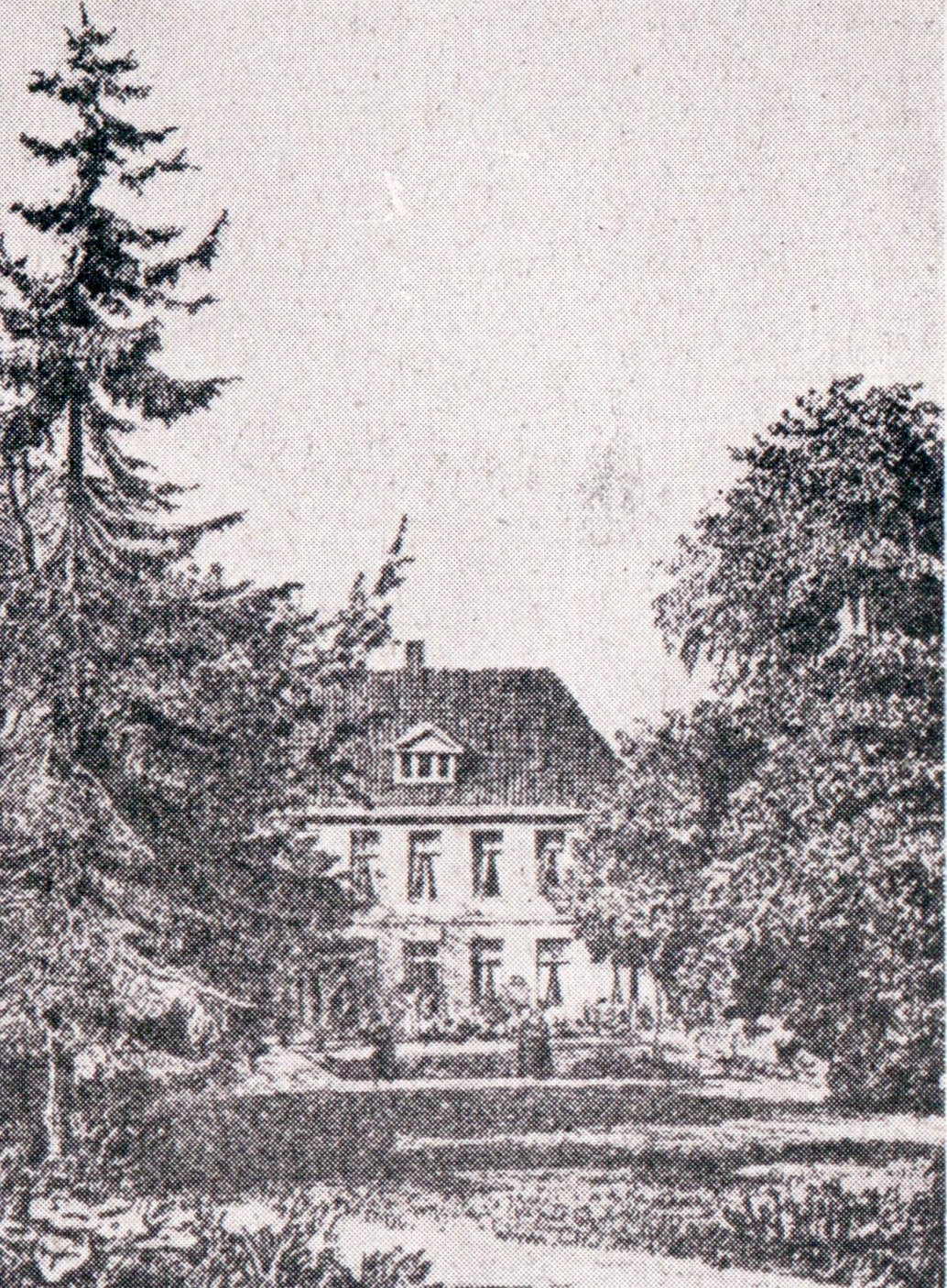
Nr. 20: Landhaus Amsinck, um 1850
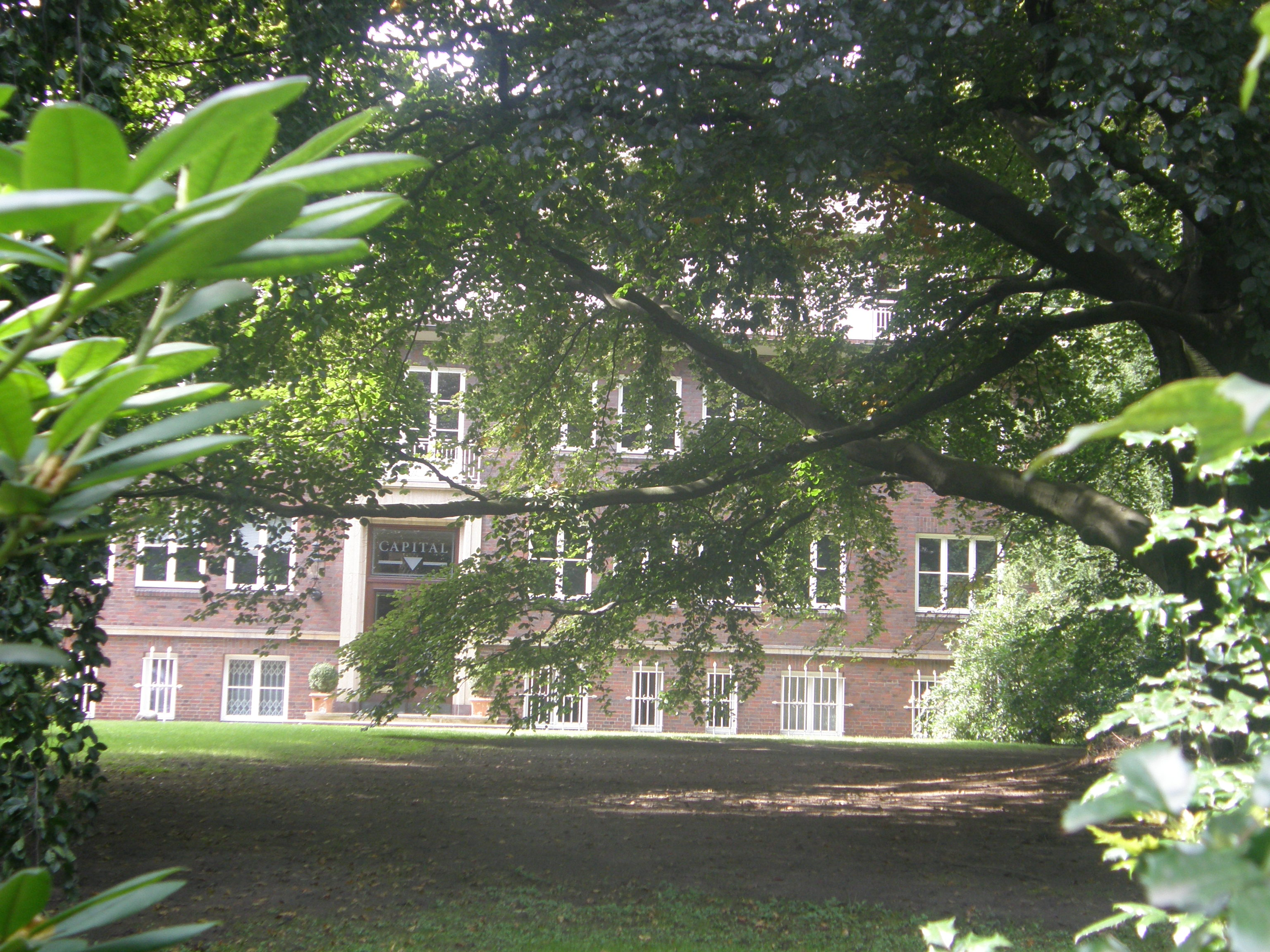
Nr. 18: Bürohaus, seit 1930
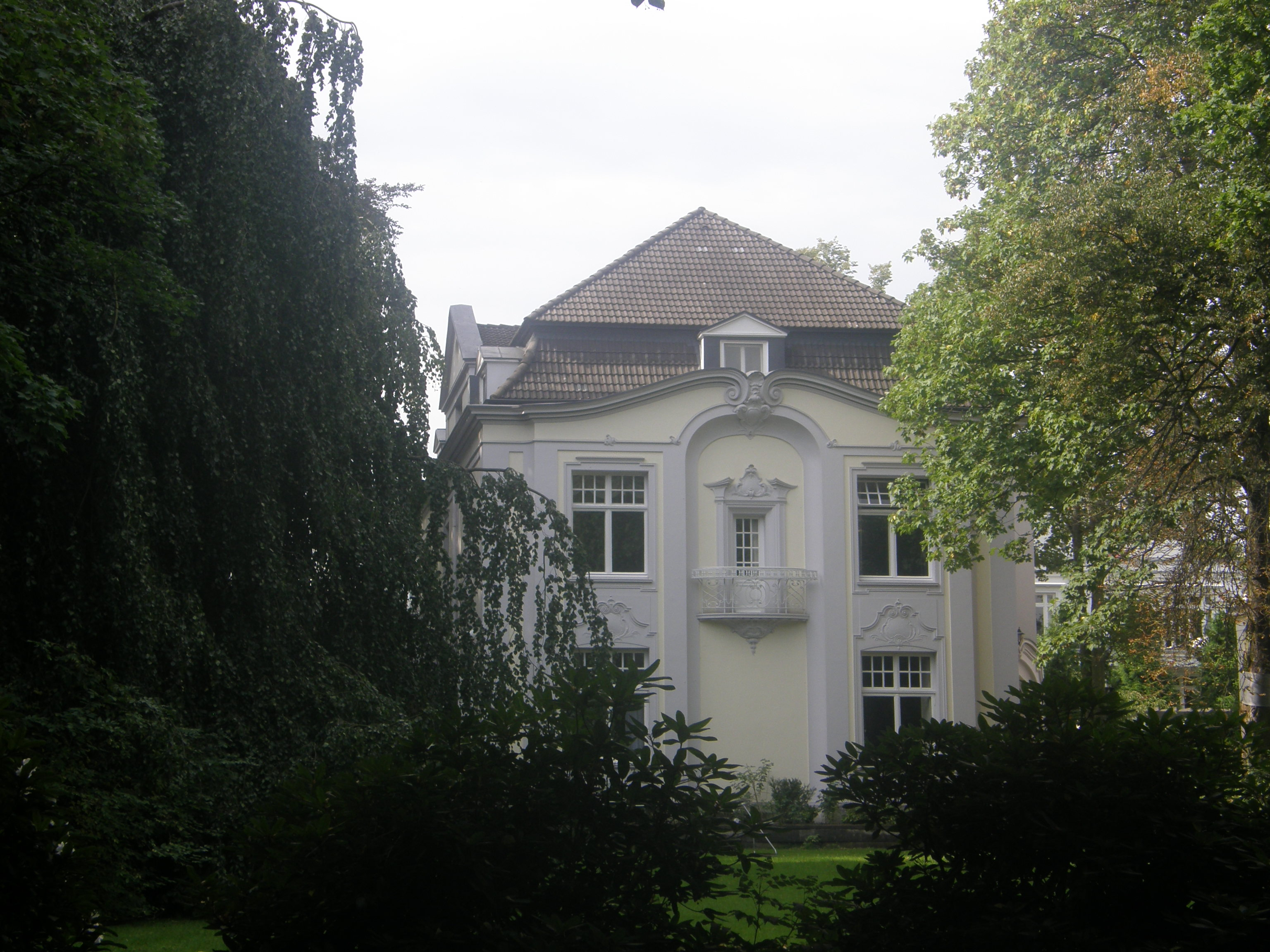
Nr. 19: Villa Blohm II, seit 1925
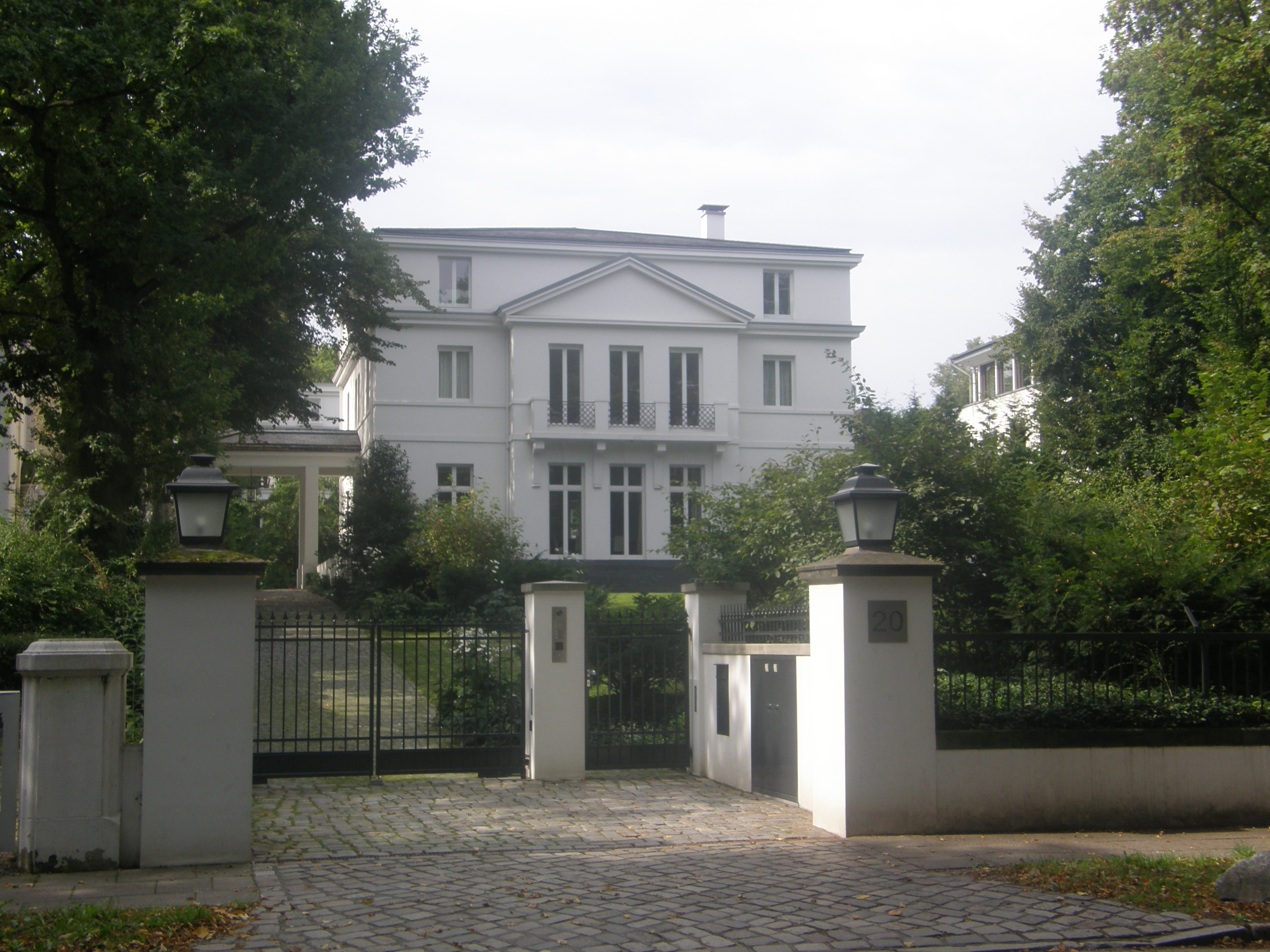
Nr. 20: Französisches Konsulat von 1953 bis 2004

#### Sophienterrasse
Das Gelände des nördlichen Alsterkamps, zwischen Harvestehuder Weg, Mittelweg und Klosterstieg kaufte 1818 der Bauunternehmer Christian Diederich Gerhard Schwieger von der Stiftung des St. Johannisklosters. Den Teil südlich der Sophienterrasse parzellierte er und verkaufte die einzelnen Grundstücke, heute Nr. 27 bis 36, weiter.

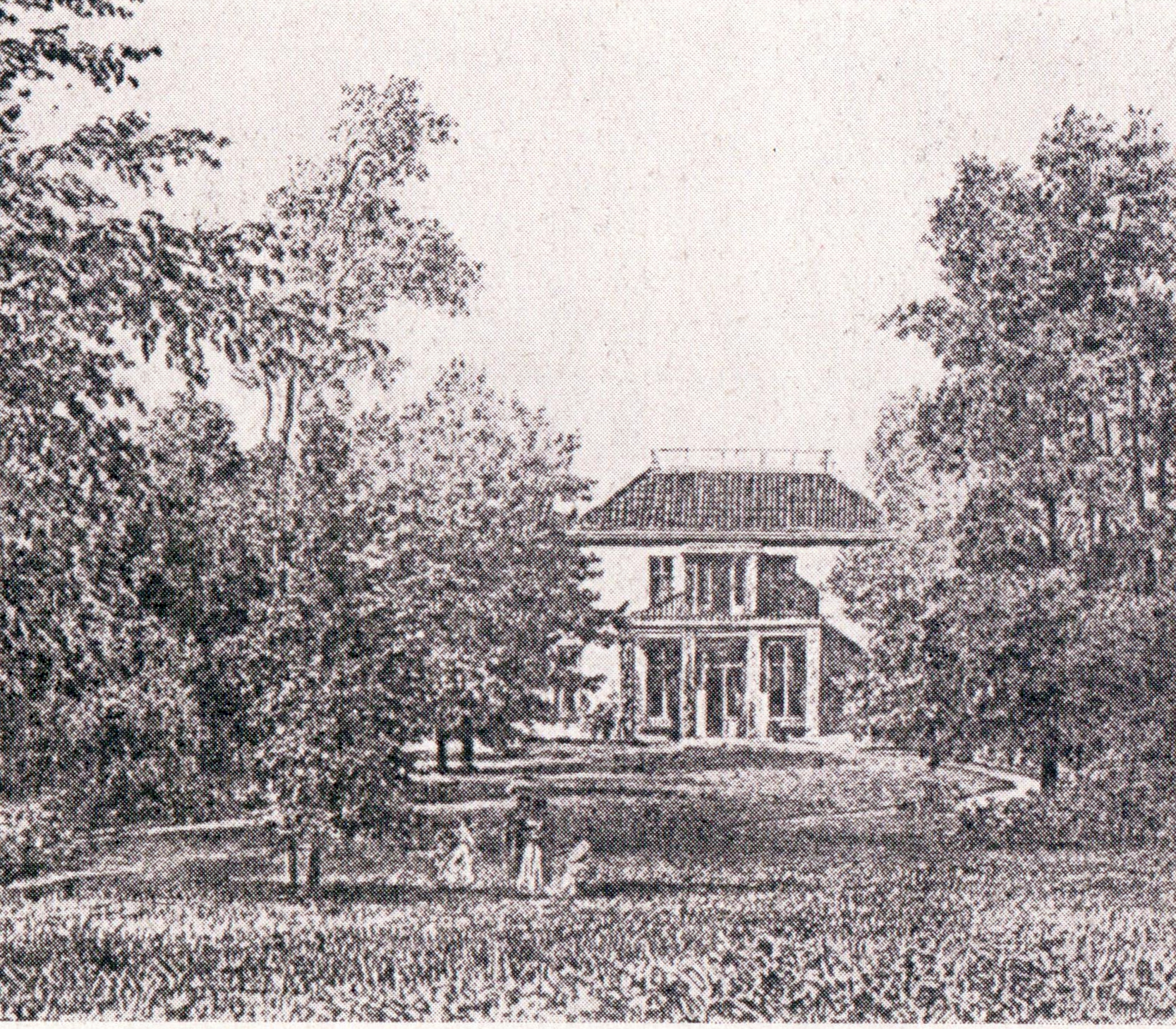
Nr. 27: Landhaus von Ami de Chapeaurouge, um 1850

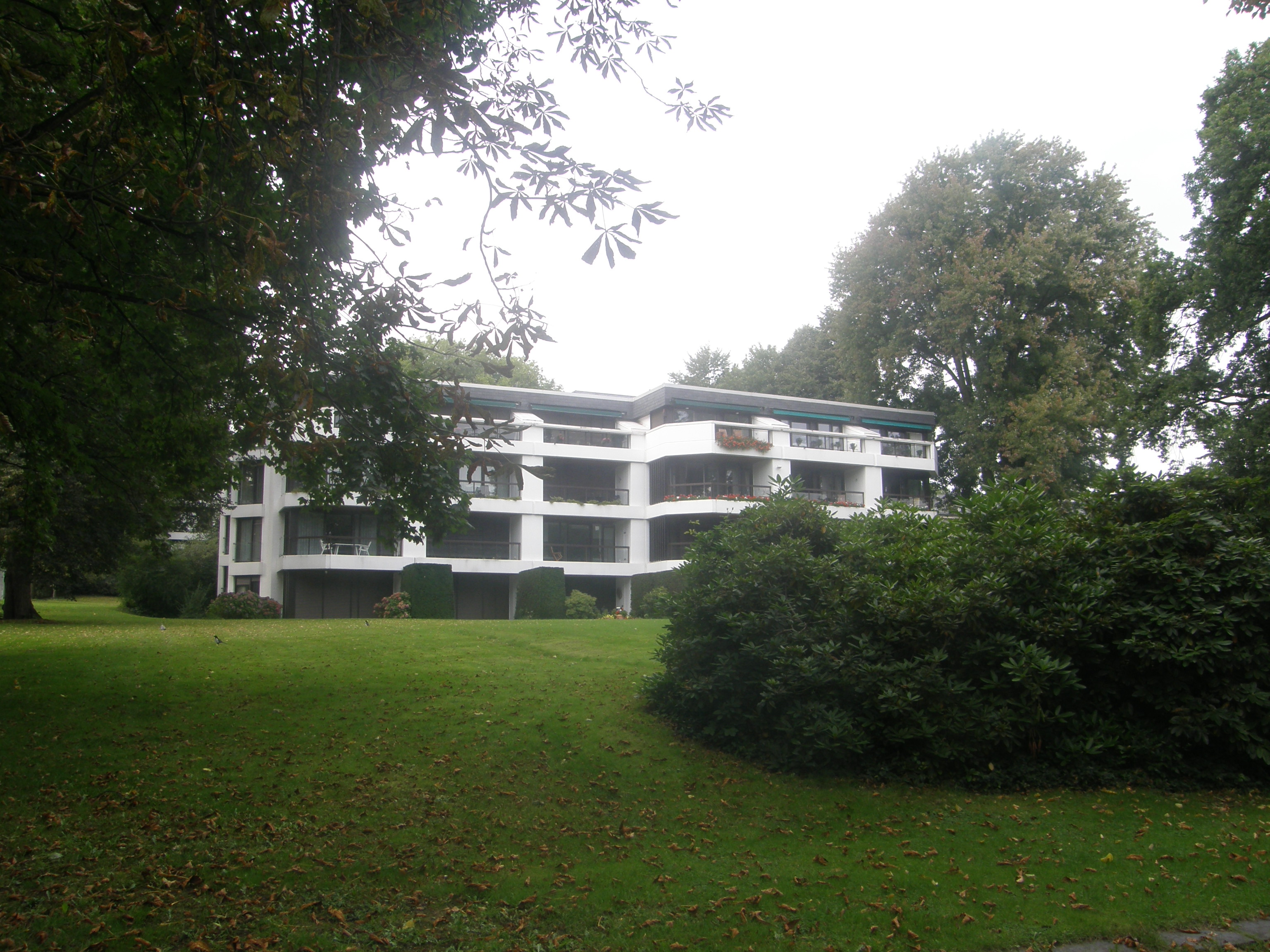
Nr. 27: Appartementanlage, September 2010

Das Grundstück Nr. 27 kaufte 1830 der Senator Ami de Chapeaurouge, der den Architekten Alexis de Chateauneuf mit dem Bau eines Landhauses beauftragte. 1894 übernahm der Diamantenhändler Alfred Beit (1853–1906) das Gelände, ließ das alte Haus abbrechen und eine neue Villa errichten. Nach seinem Tod lebte seine Mutter, Laura Beit (1824–1918), in dem Haus. 1928 wurde das Grundstück abermals neu bebaut, der jüdische Kommerzienrat Schöndorff ließ ein großes Haus mit imposantem, eichengetäfeltem Treppenhaus errichten. Doch lebte er nur kurz an diesem Ort, nach seinem erzwungenen Rücktritt aus dem Aufsichtsrat der Karstadt AG am 29. März 1933 emigrierte er. Das Haus wurde von der Hamburger SA-Obergruppe unter Herbert Fust in Besitz genommen. Nach Kriegsende zog die britische Geheimpolizei in das Gebäude ein. 1966 wurde es abgerissen und das Grundstück mit Mehrfamilienhäusern im Appartementstil neu bebaut. Prominenter Bewohner eines der Appartements war der Schauspieler Harry Meyen. 1962 wurde im rückwärtigen Teil des Grundstücks eine kleine Straße angelegt, mit der unter anderem das Grundstück Nr. 28 erschlossen wird, sie wurde in Erinnerung an den Vorbesitzer Alfred-Beit-Straße genannt.
Ab 1860 war der Kaufmann und spätere Konsul Julius Friedrich Wilhelm Reimers der Eigentümer der Grundstücke Nr. 28 bis 36, die bis an den Mittelweg heranreichten. Zur Erschließung legte er 1861 eine Privatstraße an und benannte sie nach seiner Frau Maria Sophie Frederica Reimers (1826–1918) Sophienterrasse. Bei der späteren Hausnummer 30 ließ er die Villa Sophia, einen „von Zinnen bewehrten, palaisartiges Bau“ errichten.
Nach 1900 wurde das Gelände ein weiteres Mal parzelliert; Erich Laeisz kaufte das Grundstück Nr. 28 und baute dort von 1915 bis 1921 eine Villa, die er das „Haus seiner Träume“ nannte. Es wurde bei einem Bombenangriff 1944 zerstört, wie auch die Reithalle, Remisen und Garagen im hinteren Teil des Grundstücks. 1964 wurde auf diesem Gelände das Wilhelm-Gymnasium errichtet. Christina Mitzlaff-Laeisz, die Tochter von Erich Laeisz, ließ 1963 auf dem väterlichen Grundstück ein neues Wohnhaus errichten. Durch die Erschließung über die neue Zufahrtsstraße bekam es die Adresse Alfred-Beit-Straße 8.
Das Grundstück Nr. 36 wurde 1920 durch Otto Blohm (1870–1944), einem Vetter Walter und Rudolf Blohms, und seiner Frau Magdalene (1879–1952) mit einer Villa bebaut, zur Unterscheidung Villa Blohm III genannt. Das Haus wurde im Krieg beschädigt, konnte aber noch bewohnt werden. In den 1960er Jahren war dort die Allianz-Versicherung untergebracht. 1965 wurde das Haus abgerissen und das Gelände mit Appartementhäusern bebaut. 2009 übernahm die Investmentfirma Peach Property Group AG dieses Grundstück. Sie plant den Abriss der Appartements und den Neubau von fünf vierstöckigen Gebäuden mit insgesamt 63 Eigentumswohnungen im obersten Preissegment.

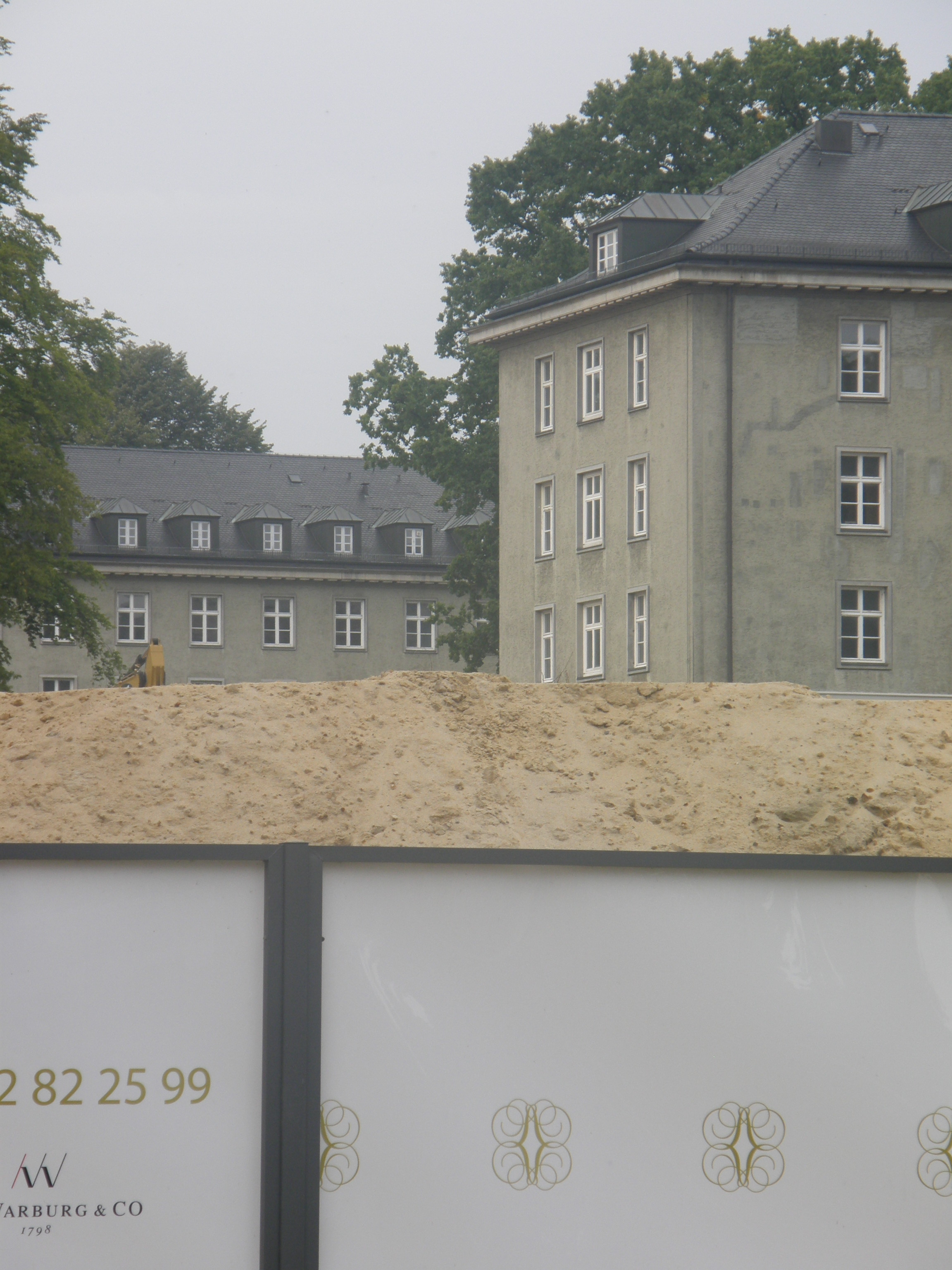
Bauplatz der Sophienterrasse, Flügel der Standortkommandantur

Der große Mittelteil des Geländes mit der Villa Sophia wurde 1935 vom Deutschen Reich gekauft und mit einer Standortkommandantur und verschiedenen Wirtschaftsgebäuden bebaut. Dort war das Generalkommando des Wehrkreis X. der Wehrmacht untergebracht. Die Entwürfe für diesen umfangreichen Baukomplex mit monumentaler Dreiflügelanlage und einem durch strenge Pfeiler geordnetem Mittelrisalit stammten von den Architekten Distel & Grubitz. Die Villa Sophia wurde durch den Kommandanten des X. Armeekorps, General Wilhelm Knochenhauer (1878–1939), bezogen, von 1939 bis 1945 hieß die Sophienterrasse General-Knochenhauer-Straße. Nach dem Krieg kamen die britischen Truppen in dem Militärgelände unter, von 1956 bis 2005 war dort das Standortkommando der Bundeswehr in Hamburg untergebracht.
Mit dem Auszug der Bundeswehr wurde das rund 7,6 Hektar große Grundstück für die Stadtplanung interessant. 2006 erwarb die Frankonia Eurobau Investment das Areal für einen geschätzten Kaufpreis zwischen 35 und 40 Millionen Euro. Nach dem im Januar 2008 verabschiedeten Bebauungsplan für das Bauprojekt Sophienterrassen im Bezirk Eimsbüttel sollen unter Einbeziehung der denkmalgeschützten Standortkommandantur rund 200 Wohneinheiten in Stadthäusern, etwa 6000 Quadratmeter Büroflächen und etwa 420 Tiefgaragenstellplätze entstehen. Der Masterplan für das Gelände zwischen Mittelweg und Harvestehuder Weg stammt von der Hamburger Architektin Mirjana Markovic (MRLV Architekten). Der Flügelbau der ehemaligen Standortkommandantur wurde entkernt und soll mit Wohnungen eine neue Nutzung erfahren. Teile des Innendesigns der Anlage sollen durch den Modeschöpfer Karl Lagerfeld vorgenommen werden. Am Harvestehuder Weg errichtete Frankonia fünf weitere Wohnhäuser mit jeweils mehreren Wohnungen. Mit direktem Bezug zur Alster stehen an den Hausnummern 29 und 33 zwei mit Sandstein verkleidete Stadthäuser von Mirjana Markovic, dahinter mit den Hausnummern 30 bis 32 drei klassizistische Wohnhäuser von Petra und Paul Kahlfeldt, Berlin.

#### Hoffmann und Campe
Auf den Grundstücken Nr. 41 bis 45 ist seit der Nachkriegszeit der Verlagskomplex von Hoffmann und Campe angesiedelt. Er besteht aus vier Einzelhäusern unterschiedlicher Geschichte und Architektur. Die Nr. 41 war die ehemalige Villa Krogmann, sie wurde 1878 durch den Architekten Martin Haller für die Familie Krogmann errichtet. Es ist ein für die Alsterarchitektur ungewöhnlicher Backsteinbau mit einer Giebelkrönung im Renaissance-Stil. Der Erbe Carl Vincent Krogmann war in der Zeit des Nationalsozialismus Bürgermeister von Hamburg, er richtete das Haus als Reichsgaupropagandaamt ein. Das Haus wurde 1945 von der britischen Besatzungsmacht beschlagnahmt und dem Hoffmann und Campe Verlag von der britischen Militärbehörde anstelle ihrer kriegszerstörten alten Räumlichkeiten im Neuen Wall als Verlagsgebäude zugewiesen. Neben dem Gebäude wurde 1959 die von dem Bildhauer Caesar Heinemann geschaffene bronzene Heinrich-Heine-Plakette angebracht. Sie war 1898 vor dem alten Verlagshaus zum ersten Mal enthüllt und während des Nationalsozialismus abmontiert und versteckt worden. Sie ist damit das einzig originale Denkmal an den Dichter, das die Zeit des Nationalsozialismus überstanden hat. Das ehemalige Haus des Bürgermeisters Krogmann wird seither Heine-Villa genannt. 2022 wurde das Gebäude unter Denkmalschutz gestellt.
Im Laufe der folgenden Jahre kaufte der Verlag nach und nach die benachbarten Häuser und Grundstücke hinzu. Die Nr. 43 ist eine 1873 erbaute klassizistische weiße Villa. Von 1935 bis 1945 residierten dort der Konsul und Vorsitzende des Vereins Hamburger Schiffsmakler, Guido Caulier-Eimbcke, und sein Schwiegersohn, der Geograf und Forschungsreisende Otto Schulz-Kampfhenkel. Das Gebäude Nr. 45 ist ein Rotklinkerkubus aus den Jahren 1930/1931 mit deutlichem Bauhaus-Bezug. Es wurde von dem Architekten Emil Fahrenkamp für Walter Kruspig, den Generaldirektor der Rhenania-Ossag, entworfen. Auf dem Grundstück Nr. 42 wurde von 1989 bis 1991 ein neues Verlagsgebäude errichtet, Architekten waren Jochem Jourdan und Bernhard Müller. Der Stil wird als eklektizistische Postmoderne bezeichnet, der klassizistische Motive mischt, Anleihen bei der Wiener Sezession nahm und der sich einfühlsam sowohl zwischen die Altbauvillen wie in das baumbestandene Gelände einpasste.

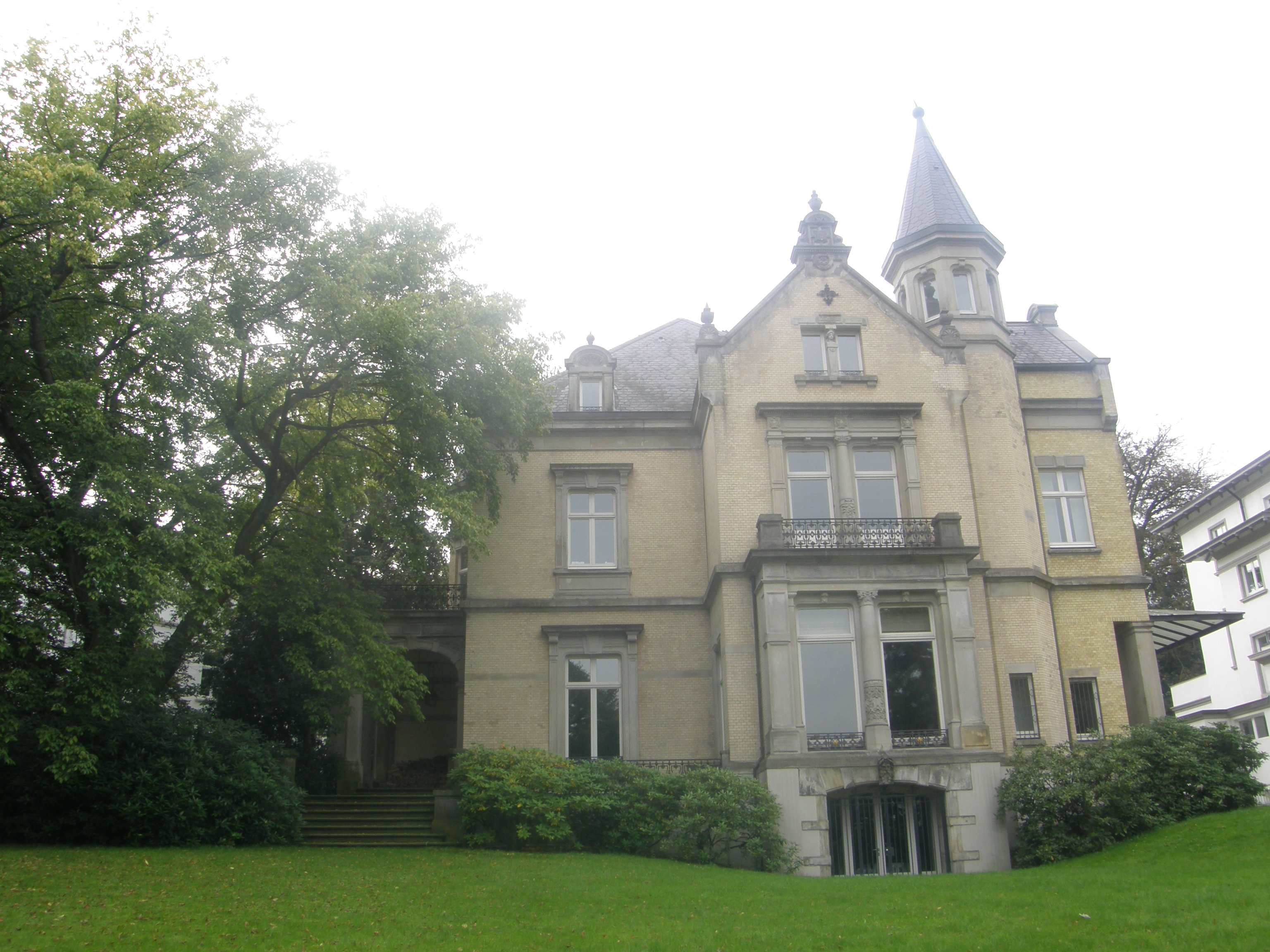
Nr. 41: Heine-Villa, vormals genannt Krogmann-Villa
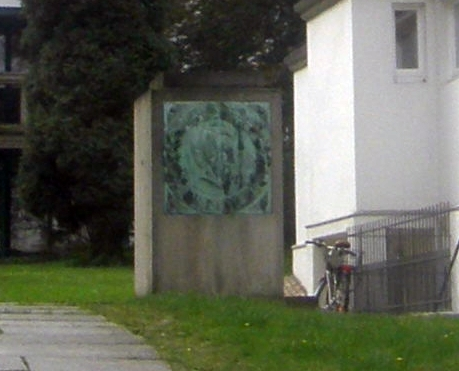
Heine-Plakette zwischen Nr. 41 und 43
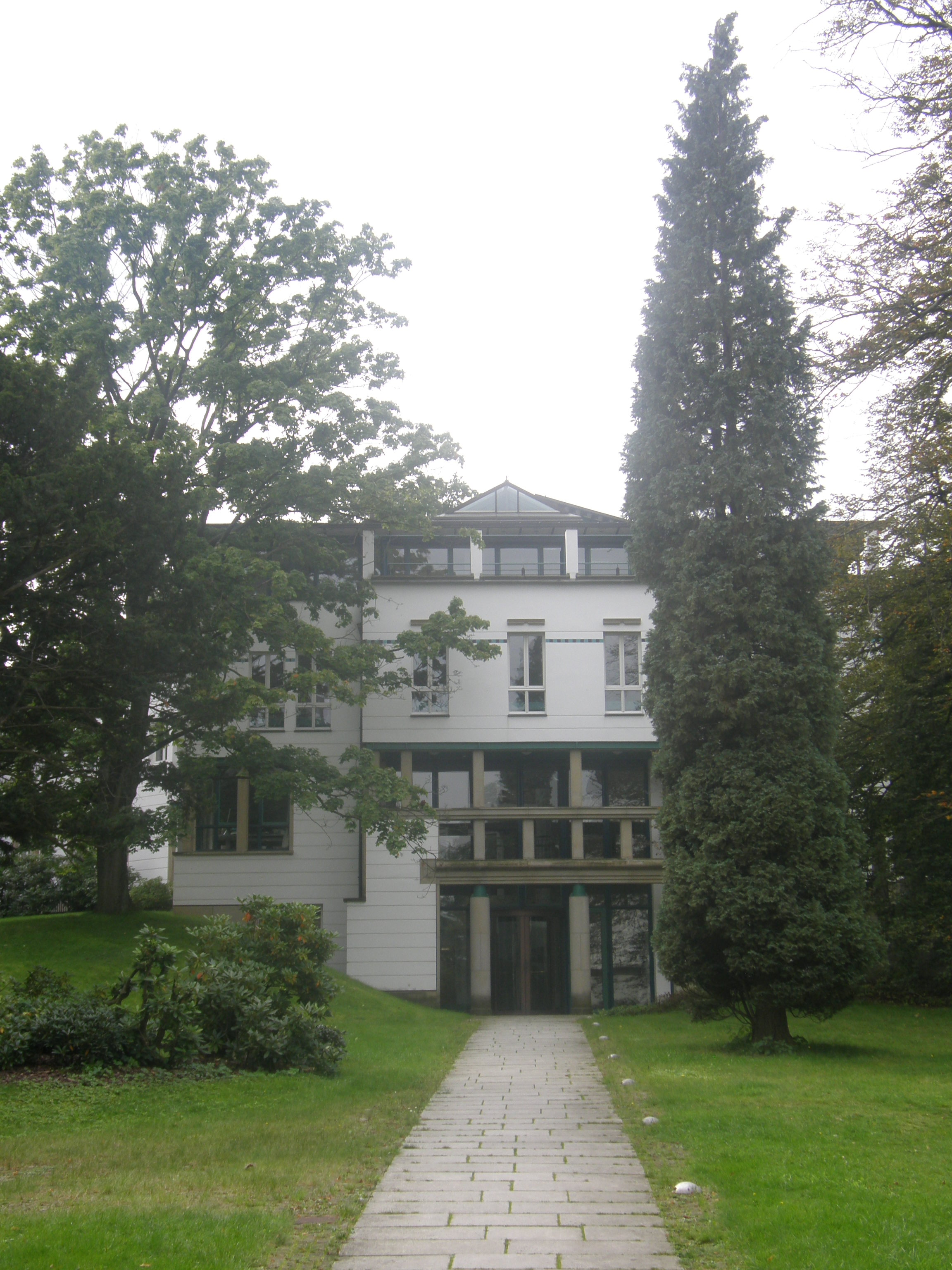
Nr. 42: Verlagsgebäude
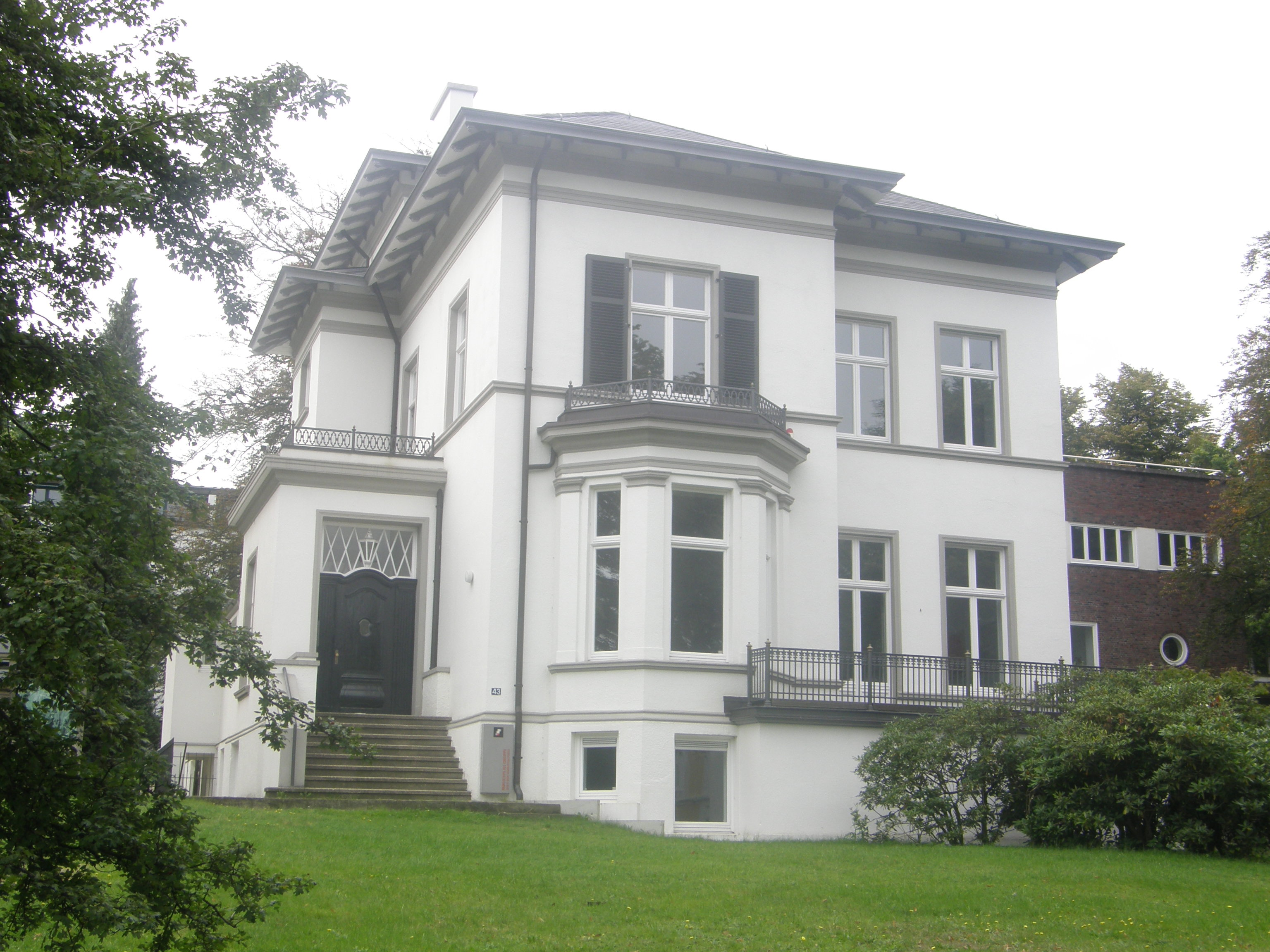
Nr. 43
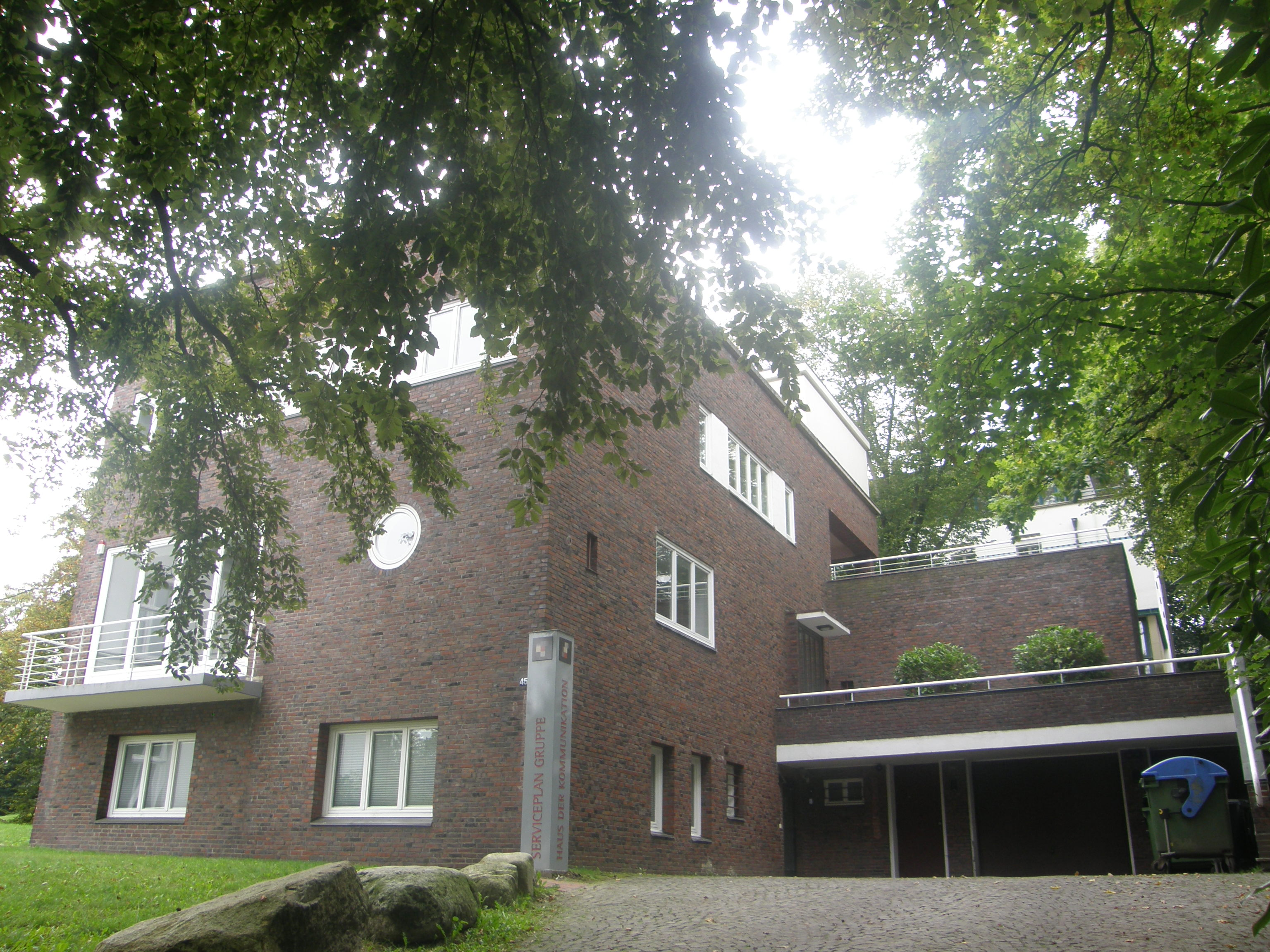
Nr. 45: Haus Kruspig

#### Licentiatenberg und Bolivar-Park

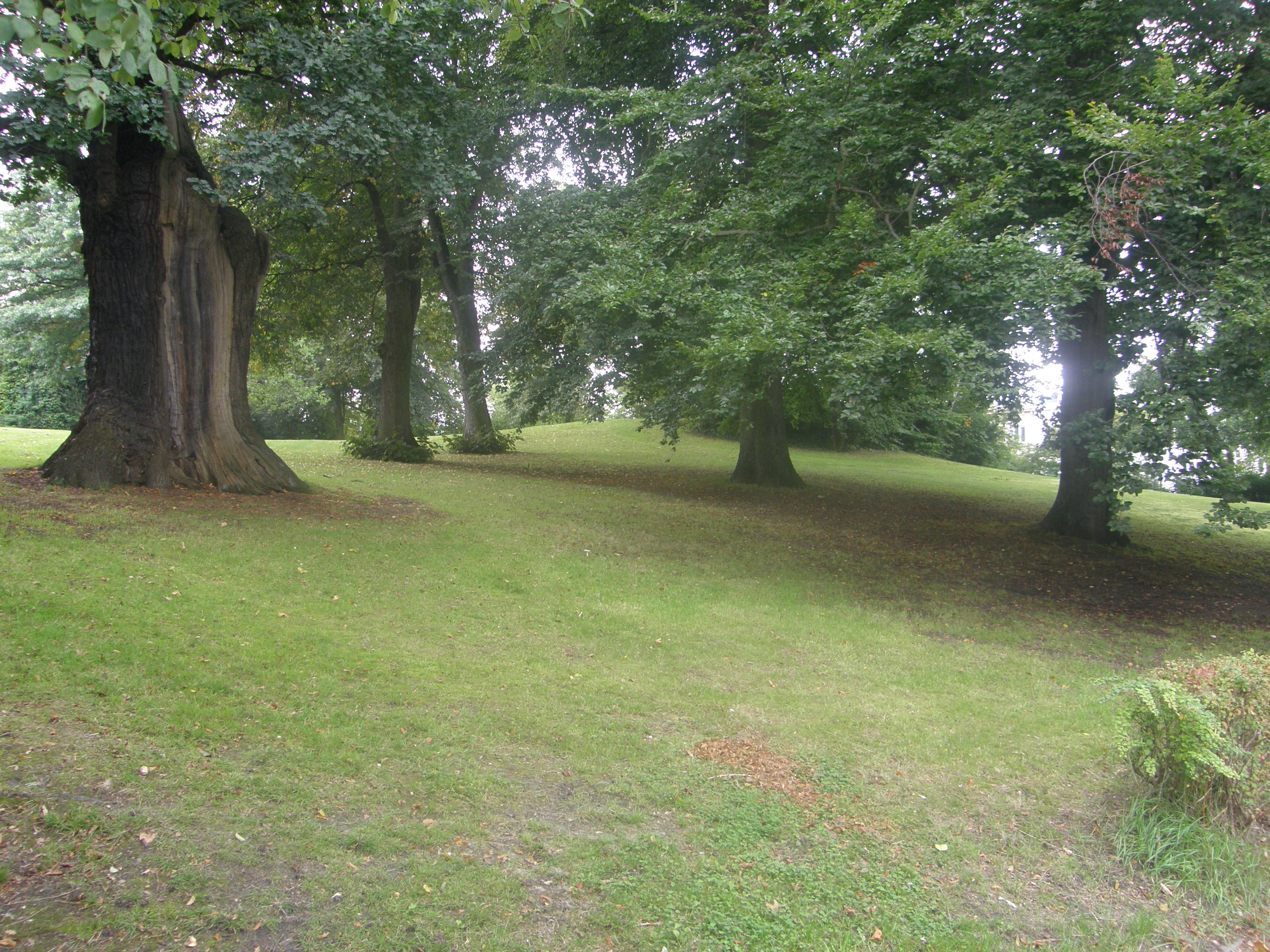
Licentiatenberg

Der Licentiatenberg liegt dem Eichenpark gegenüber auf der stadtauswärts linken Straßenseite, vor der Einmündung des Mittelwegs in den Harvestehuder Weg. Er ist der sichtbare und unbebaute Ausläufer der Geesthöhe des Alsterkamps und wird durch eine bronzezeitliche Grabstätte erhöht. Auch diese Grünanlage hat einen alten Baumbestand, so befindet sich dort die mit etwa 450 Jahren älteste Eiche Harvestehudes. Seinen Namen soll er von einem zwischenzeitlichen Pächter des Klosterwirtshauses, Bartoldo (Barthold) Huswedel, am Anfang des 18. Jahrhunderts erhalten haben, der in Hamburg Licentiat der Rechte und Präsident des Niedergerichts war. Ein Zusammenhang mit dem ebenfalls Licentiatenberg genannten Hünengrab im Hamburger Stadtteil Großborstel besteht insofern, dass die Nonnen des Klosters auch dorthin Ausflüge unternahmen und der Großborsteler Hügel bis in das 19. Jahrhundert Jungfernberg hieß. Eine weitere Erklärung für die häufiger auftretende Bezeichnung besteht darin, dass diese Orte mit Erlaubnis versehen waren, Recht zu sprechen, entsprechend der Bedeutung des lateinischen Wortes Licentiat.
Der Bolivar-Park liegt am Ende des Harvestehuder Wegs zwischen der Abteistraße und dem Klosterstern und zieht sich westlich bis zur Rothenbaumchaussee hin. In seinem markant aufsteigenden Gelände erkennt man noch die Grube, in der bis in das 19. Jahrhundert Sand und Kies abgebaut wurden. In schneereichen Wintern ist er ein ausgewiesener Rodelplatz. Die Geländestruktur führte dazu, dass das Grundstück aus den Bebauungsplänen Harvestehudes herausgenommen und um 1900 als Park angelegt wurde. Er hieß zunächst nach der benachbarten Straße Abteipark. Im Jahr 1960 schenkte die neu erstandene Republik Venezuela der Stadt Hamburg ein Denkmal des südamerikanischen Unabhängigkeitskämpfers Simón Bolívar (1783–1830). Als Standort wurde der südliche Ausgang des Abteiparks gewählt, der aus diesem Anlass in Bolivar-Park umbenannt wurde.

### Kunstwerke entlang der Straße
Entlang des Harvestehuder Wegs, vor allem in den Grünanlagen, aber auch in den Vorgärten der Grundstücke, befindet sich eine Vielzahl von Denkmälern und Kunstwerken. Die meisten stammen aus der Zeit um 1960 und sind als Kunst im öffentlichen Raum in das Konzept des Alsterparks eingebunden. Die folgende Liste enthält die augenfälligsten Kunstwerke und ein ehemaliges Kunstwerk:
| Standort                             | Künstler                  | Beschreibung | Abbildung     |
| ------------------------------------ | ------------------------- | --- | ------------- |
| Alte Rabenstraße / Harvestehuder Weg | Franz Andreas Meyer       | Straßenschild mit schmiedeeiserner Rabenfigur, auf der Liste der Kulturdenkmäler mit der Nr. 18925 eingetragen. | Straßenschild |
| Hausnummer 1 Alte Rabenstr. 32       | Jean Sprenger (1912–1980) | Bronzeplastik aus dem Jahr 1955 auf der Grünfläche vor dem Bürobau Ecke Alte Rabenstraße, ehemals Verwaltungsgebäude der Iduna Germania/Signal-Iduna; auf der Liste der Kulturdenkmäler mit der Nr. 29106 eingetragen. Die Figur stellt die germanische Jugendgöttin Idun dar. Sie steht im Vorgarten von Alte Rabenstr. 32 auf der Seite zum Harvestehuder Weg – links hinter Büschen versteckt. | Foto          |
| Alstervorland                        | Gustav Seitz              | Bronzeplastik: Die Kniende, 1962 | Foto          |
| Alstervorland                        | Manfred Ritthoff-Lienau   | Skulpturen-Graffity: Das metamorphe Ufer des Herrn Lienau und weitere Schweißblech-Skulpturen des Künstlers am Alsterufer | Foto          |
| Alstervorland                        | Thomas Stricker           | Betonskulptur: Meteoritenwerkstatt, 2000 | Foto          |
| Alstervorland                        | Ursula Querner            | Bronzeplastik: Orpheus und Eurydike, 1958 | Foto          |
| Alstervorland                        | Jörn Pfab                 | Bronzeplastik: Große Stehende, 1958 | Foto          |
| Alstervorland                        | Gerhard Brandes           | Bronzeplastik: Drachensteigen, 1963 | Foto          |
| Hausnummer 11                        | Jan Meyer-Rogge           | Leichtmetallskulptur: Dreiklang, 1974 | Foto          |
| Hausnummer 39                        | John Seward Johnson II    | Skulptur: One man’s search und weitere Werke von Johnson im Vorgarten der Villa | Foto          |
| Hausnummer 41                        | Caesar Heinemann          | Bronzeplakette: Heinrich Heine, 1898, Denkmal, auf der Liste der Kulturdenkmäler mit der Nr. 19578 eingetragen. | Foto          |
| Eichenpark                           | unbekannt                 | Bronzerelief: Friedrich Hagedorn, 1897, in einem Findling eingelassene Denkmalplakette, auf der Liste der Kulturdenkmäler mit der Nr. 19589 eingetragen. | Foto          |
| Eichenpark                           | Friedrich Wield           | Bronzeplastik: Ätherwellen, 1933; Denkmal für Heinrich Hertz – Diese Plastik steht seit 2016 vor dem NDR-Funkhaus an der Rothenbaumchaussee | Foto          |
| Hausnummer 107                       | Hugo Lederer              | Skulptur: Das Schicksal, 1905; Diese Skulptur stand bis 1956 an diesem Ort, in einem eigenen kleinen Pavillon im Garten der ehemaligen Villa Lippert; das Haus wurde abgerissen, die Figur auf dem Friedhof Ohlsdorf nahe der Kapelle 7 untergebracht. | Foto          |
| Bolivar-Park                         | L. Frizzi                 | Bronzeplastik: Simon Bolivar, 1960; Denkmal, Geschenk der Republik Venezuela an die Stadt Hamburg, auf der Liste der Kulturdenkmäler mit der Nr. 19550 eingetragen. | Foto          |